# Louis Vierne
Pour les articles homonymes, voir Vierne.
Œuvres principales
- Six symphonies pour orgue (1898-1930)
- Vingt-quatre pièces de fantaisie pour orgue (1926-1927)
- Quintette pour piano et cordes (1917-1918)
- Sonate pour violoncelle et piano (1910)
- Douze préludes pour piano (1914-1915)

Louis Vierne, né le 8 octobre 1870 à Poitiers (Vienne) et mort le 2 juin 1937 à Paris (Seine), est un compositeur français, organiste titulaire du grand orgue de la cathédrale Notre-Dame de Paris, à la console duquel il est décédé. Figure incontournable de l’École française d'orgue au XXe siècle, Louis Vierne a mené une carrière de compositeur, professeur et d’organiste interprète et improvisateur.
Vierne a fait connaître son œuvre et celle de ses maîtres par de nombreux concerts donnés en France et à l’étranger — avec notamment une tournée de 64 récitals aux États-Unis à la fin des années 1920. Pédagogue recherché, au Conservatoire de Paris comme assistant, à la Schola Cantorum ou en privé, il a formé une très grande génération de musiciens qui ont contribué à diffuser son art et ses qualités musicales. Son nom et son œuvre restent associés à l’orgue, en particulier celui de la cathédrale Notre-Dame de Paris dont il fut titulaire pendant 37 ans. Fortement inspiré dans ses compositions par cet instrument d’Aristide Cavaillé-Coll, Vierne fut l’un des premiers organistes à le faire entendre au disque en gravant en 1928 une série de pièces écrites et plusieurs improvisations.
Il laisse une œuvre de près de 70 opus d’une grande variété et d’un style tout à fait personnel à la fois hérité de ses maîtres romantiques mais aussi attentif aux influences de son époque et de l’orgue symphonique. Au-delà de son instrument, Vierne est un compositeur complet ; sa musique de chambre, ses compositions pour piano ou encore ses pages orchestrales révèlent une grande maîtrise d’écriture, un langage raffiné égalant l’importance de ses œuvres pour orgue.

## Biographie

### Jeunesse (1870-1881)

#### Les années d'enfance (1870-1876)

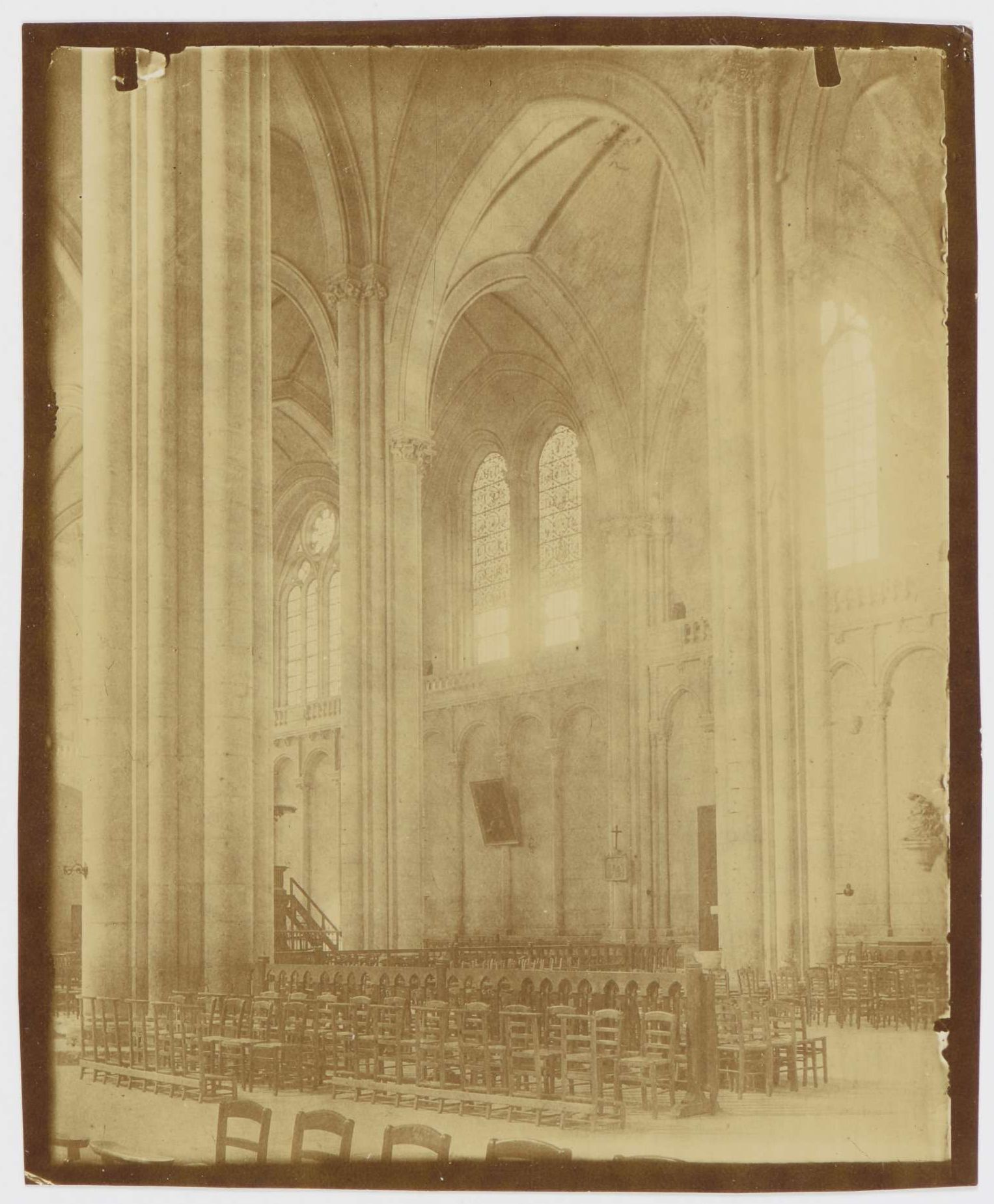
L'intérieur de la cathédrale de Poitiers vers la fin du XIX.

Louis Vierne naît à Poitiers le 8 octobre 1870. Inscrit dès le lendemain sur les registres communaux, il est baptisé le 17 octobre à la cathédrale Saint-Pierre. Son père, Henri Vierne (1828-1886), est né à Lisieux dans une famille au bonapartisme convaincu duquel irréductiblement il ne s’éloigne pas. Licencié ès-lettres de l’Académie de Paris, successivement répétiteur d’histoire à Bédarieux puis à Cahors — où Gambetta est son élève — avant d’être régent d’humanité à Laon, Henri Vierne abandonne la carrière de professeur en 1856. Il se tourne alors vers le journalisme et grâce à des relations parisiennes devient secrétaire de rédaction du Journal de la Vienne, feuille bonapartiste, basé à Poitiers avant d’en devenir en 1867 le rédacteur en chef. C’est cette même année qu’il rencontre Marie-Joséphine Gervaz (1845-1911), d’origine savoyarde, qu’il épouse.
Louis naît, en second après une fille disparue à treize mois, atteint d’une cataracte congénitale que les médecins très rapidement jugent inopérable. Ses parents profondément attristés par la disparition de leur fille et l’infirmité du nouveau-né portent à Louis une attention toute particulière. Dans ses Mémoires, Vierne ne cesse de décrire avec beaucoup d’émotion « une chaude et continuelle tendresse qui, de très bonne heure, [le] prédisposa à une sensibilité extrême. » S’il ouvre les yeux presque aveugle, il parle néanmoins assez tôt et s’exprime très bien dès ses dix-huit mois — signe évident d’une très bonne oreille. Un de ses premiers souvenirs, bien qu'effrayant, est d’ailleurs un moment marquant de son univers sonore qu’il a lui-même décrit :

« Ma bonne m’avait conduit sur la promenade de Bloss[a]c, où était installé le kiosque dans lequel jouait, tous les jeudis à quatre heures, la musique militaire. J’avais deux ans et demi : je fus pris d’une atroce frayeur et poussai des cris perçants en me cramponnant au cou de la domestique qui dut me ramener rapidement à la maison. »

La sensibilité sonore — et générale — de Vierne semble précoce. Il l'explique lui-même par le fait d’être privé presque entièrement de la vue et d’être au cœur d’un foyer très aimant. Il ne distingue pas les objets, il entend les voix mais n'observe pas de visages, seulement des formes devant lui. Quelques mois plus tard, au début de l’année 1873, une voisine emménage avec un piano au-dessus de l’appartement de la famille Vierne. Le jeune Louis en entendant l’instrument, après quelques crises semblables à celle du kiosque, est très curieux de ces sons qui lui parviennent. Au bout de quelques jours il veut voir de près l’instrument. La voisine lui montre alors le piano et lui pose les mains sur le clavier ; Vierne décrit : « elle me chantait des mélodies enfantines et la Berceuse de Schubert : je la retins par cœur et la cherchai sur le piano, à sa grande joie et à la stupéfaction de ma mère. » Le foyer s’agrandit de deux enfants en 1872 et 1873 avec Édouard et Henriette. En avril 1873, Henri Vierne prend les nouvelles fonctions de rédacteur en chef du Paris-Journal. La famille le suit et emménage au 4 passage de l’Élysée-des-Beaux-Arts puis au 11 bis rue Geoffroy-Marie (à côté des Folies Bergère). L’appartement accueille des figures importantes comme Barbey d’Aurevilly qui confie à son ami Henri Vierne : « Tu es pour l’Empire, moi pour le Roi. Il a fallu cette affreuse République pour nous réconcilier ! »

#### Les premières découvertes (1876-1881)
Henri Vierne achète à son fils aîné un piano à lames de verre, Louis y recrée les airs qu’il entend autour de lui. Ses parents constatant cette habileté demandent conseil à Charles Colin, oncle paternel de Louis. L’oncle testa l’oreille du garçon avec des successions d’accords « jolis » et « moins jolis » qui firent réagir le jeune Louis. L’enfant joua les quelques airs qu’il connaissait parmi lesquels la Berceuse de Schubert entendue à Poitiers. L’oncle Colin décèle une évidente prédisposition à la musique et affirme que Louis a une très bonne oreille, entend très bien l’harmonie et possède un sens du rythme ainsi qu’une bonne mémoire. Il demande cependant aux parents de ne pas le brusquer dans son apprentissage et d’attendre le moment opportun. Louis est emmené à plusieurs reprises chez cet oncle musicien, rue de Grenelle, qui donne des cours ; c’est là où il entend pour la première fois au piano des œuvres de Mozart, Beethoven ou Schumann.
En 1876, le foyer voit disparaître Henriette, emportée par la rougeole. Bien qu'atteints, Édouard et Louis y survivent. Henri Vierne soutient pendant trois mois la candidature d'un bonapartiste à Saint-Malo avant de se voir offrir le poste de rédacteur en chef du Mémorial de Lille, quotidien du soir bonapartiste. La famille le suit dans cette ville. Louis y commence son apprentissage auprès des Sœurs de la Saint-Union pour les rudiments de grammaire, d'Histoire, de géographie et de calcul. Sa famille conçoit exprès pour lui un livre de lecture en très gros caractères et un exemplaire des Fables de La Fontaine. Le jeune Louis travaille et écrit avec un gros crayon gras, ne pouvant manier et distinguer une fine plume. Malgré ces aménagements et l'assiduité de l'enfant pour étudier, ses parents se décident à consulter plusieurs spécialistes pour tenter d'améliorer par tous les moyens la vue de leur fils. C'est ainsi qu'après plusieurs rencontres ils sont envoyés vers le Dr de Wecker, ophtalmologiste autrichien inventeur de l'iridectomie. Appliquant ce traitement, le jeune Louis est opéré en deux fois dans une clinique de Paris les 12 et 17 novembre 1877. L'intervention est une réussite et l'enfant gagne un peu de vision supplémentaire. Mais pour ne pas abuser et fragiliser ses yeux, il est décidé que Louis apprenne néanmoins le braille. Il commence à travailler avec Henry Specht venu spécialement de l'Institut National des Jeunes Aveugles de Paris. En 1878, la famille Vierne accueille un nouvel enfant, René.

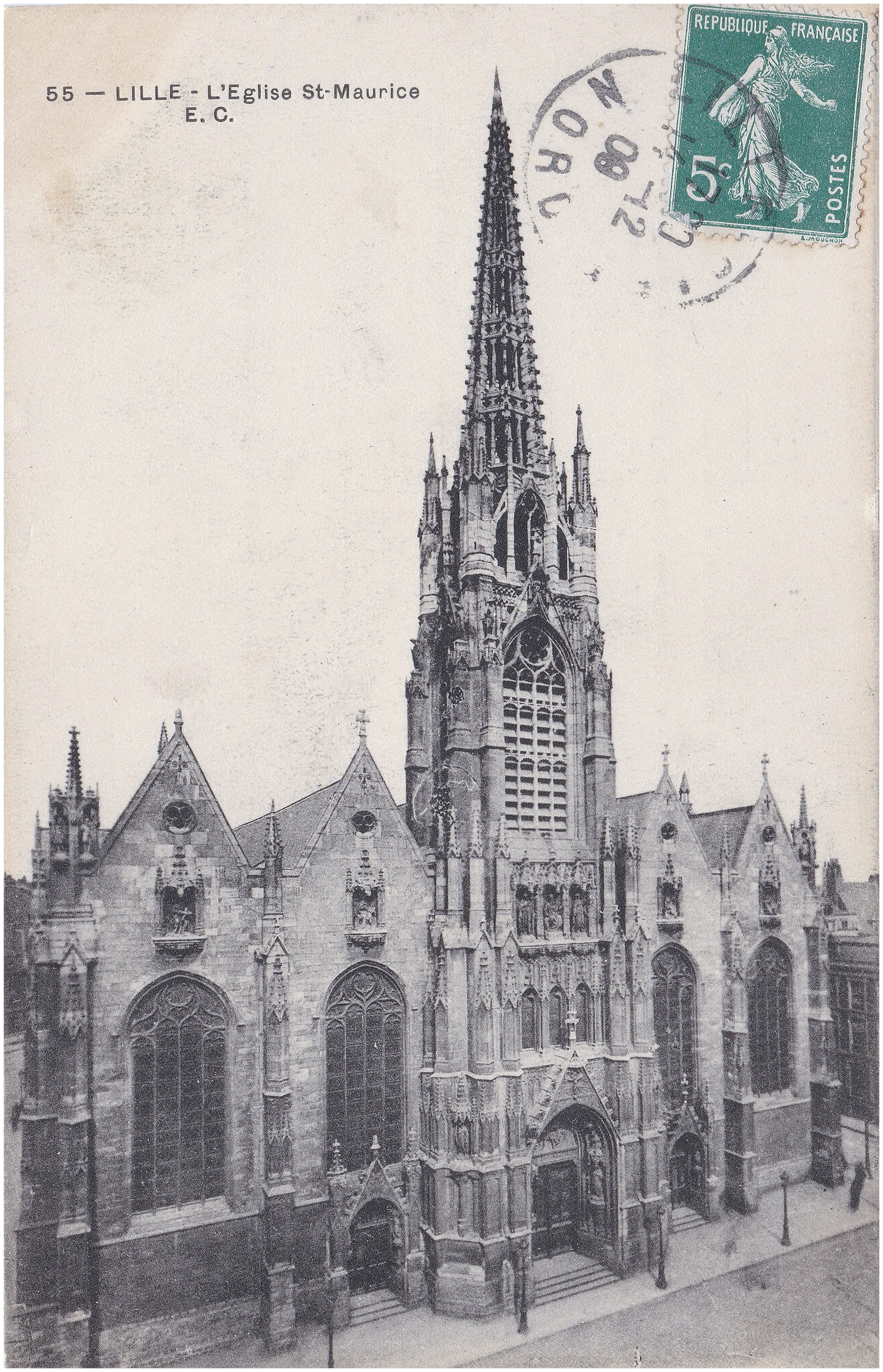
L'église Saint-Maurice de Lille au début du XX.

Le jeune Louis poursuit sans relâche son apprentissage. En 1877-1878 il suit des cours de piano avec Mlle Gosset, pianiste recommandée par l'oncle Colin. Grâce au braille il peut apprendre plus rapidement et travailler seul correctement. Il étudie ensuite sous la direction de Richard Horman avec lequel il fait de grands progrès. Dès l'âge de 7-8 ans, Vierne travaille l'instrument jusqu'à 3 heures par jour à tel point qu'on doit le freiner et fermer le piano à clef. Après deux ans d'apprentissage seulement le jeune Louis se produit déjà dans des auditions publiques. Lors d'un concert en l'église Saint-Maurice, en 1879, Charles Colin venu écouter son neveu se montre très enthousiaste et ravi des progrès de Louis pour lequel il prédit une carrière de musicien. C'est au cours de ces années lilloises que Vierne découvre l'orgue qu'il remarque dès 1876 à l'église Saint-Étienne. L'organiste de l'église Saint-Maurice fit monter le jeune garçon à sa tribune et lui explique le fonctionnement de l'instrument.
En 1880, le Mémorial de Lille fusionne avec L'Écho du Nord, journal républicain. Chose inacceptable pour Henri Vierne qui démissionne de ses fonctions le 5 décembre 1880 et revient à Paris tenir plusieurs chroniques au Gaulois, à La Patrie et au Figaro. La famille le suit et regagne Paris. Ses revenus diminuent considérablement en comparaison de ceux de rédacteur en chef dans le Nord. Le ménage habite 4 place Dancourt. La tante Colin poursuit l'instruction de Louis allant jusqu'à apprendre elle-même le braille pour parfaire le travail de son neveu. Son mari prie les parents de Louis de le conduire un dimanche à Sainte-Clotilde pour y entendre Franck. Vierne en est durablement ébloui, la chose constitue pour lui un choc musical profond. L'oncle Colin lui explique l'importance de l'œuvre de Franck dans la musique. Malheureusement Charles Colin succombe à une pneumonie le 26 juillet 1881. C'est cette même année que ses parents décident d'envoyer Louis à l'Institut National des Jeunes Aveugles pour développer son apprentissage malgré sa vue imparfaite.

### Les années de formation (1881-1894)

#### L'Institut National des Jeunes Aveugles(1881-1890)

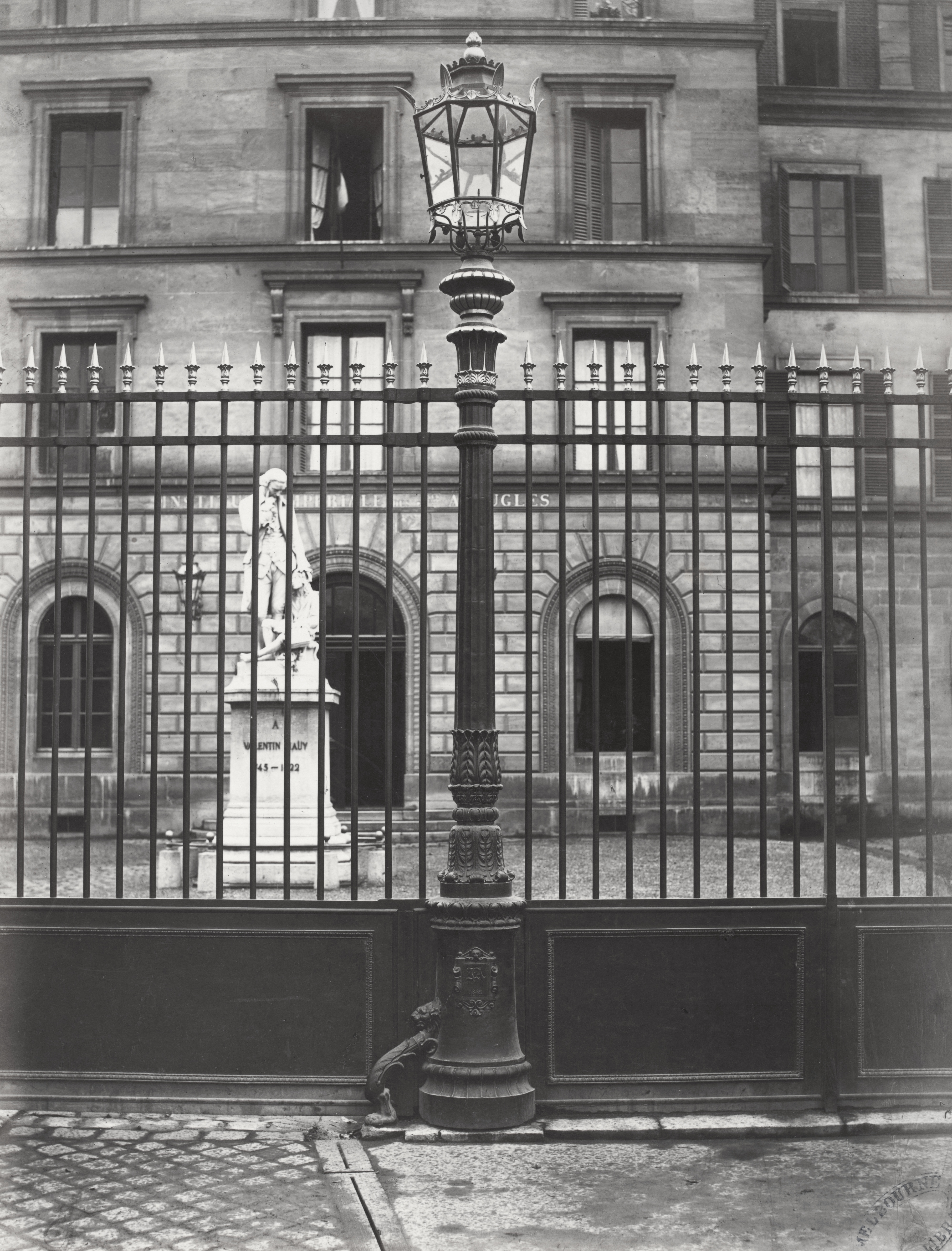
L'Institut National des Jeunes Aveugles de Paris en 1878.

Louis Vierne entre à l'Institut National des Jeunes Aveugles (INJA) de Paris le 14 octobre 1881 sous le matricule no 855. Il dépeint dans ses Souvenirs un lieu où l'orientation de son avenir y a été déterminante mais aussi l'endroit où les heures n'étaient pas toujours heureuses : « [en 1881] j'entrai pour neuf années dans l'ombre de cette maison où devait se fixer mon avenir musical. » Dès son arrivée il retrouve Henry Specht qui lui avait enseigné le piano à Lille. Il continue l'apprentissage de cet instrument auquel vient s'adjoindre l'étude du violon avec Pierre Adam, membre du Quatuor Lamoureux. Parmi ses condisciples et ses professeurs se nouent des amitiés solides dont certaines dureront toute la vie comme celles avec Maurice Blazy (1873-1933) ou Albert Mahaut (1867-1943). Fondé par Valentin Haüy, l'établissement dispense un enseignement strict dans les sections intellectuelle, professionnelle, religieuse et musicale. Dans ce dernier domaine l'apprentissage n'est d'ailleurs nullement une distraction puisqu'en dehors de la pratique du clavier il est obligatoire d'apprendre un instrument d'orchestre. Vierne apprend ainsi le violon. La section impose également le solfège, l'harmonie et la composition. Le travail manuel est aussi de rigueur pour permettre aux non-voyants d'être plus adroits dans leur vie future. Vierne est de ceux de l'atelier de filèterie. L'enseignement dit intellectuel est quant à lui plus sommaire et réunit les rudiments des instructions primaire et secondaire. Bernard Gavoty précise que Vierne souhaite approfondir son instruction : « Il [lui] faudra […] sorti de l'école, un courage singulier pour parcourir, étape par étape, le cycle de ses études classiques et y incorporer le programme d'études secondaires, puis supérieures, qu'il s'était juré, dès ses années d'école, de s'assimiler. »
Louis semble néanmoins plus mûr que la majorité de ses camarades, et lorsqu'un problème à résoudre lui paraît facile, il s'attarde plus longuement sur l'étude de la musique. Il apprend le tambour et est admis dans la fanfare de l'école. Ses parents, accompagnés des deux petits frères, viennent lui rendre visite les jeudis et dimanches. S'il décrit ensuite dans ses Mémoires des joies mais aussi des moments plus tristes il travaille toujours avec un grand intérêt sans aucun relâchement. Il est d'emblée très bon élève et obtient de belles récompenses dès ses premières années. En 1883 il est ainsi gratifié d'un 2e prix en 3e division en Enseignement intellectuel, d'un 1er prix en 1re division en Solfège et d'un 1er accessit en 5e division en Piano.
En 1884-1885, Vierne intègre l'orchestre de l'école grâce auquel il participe à un voyage à Amsterdam pour une série de 4 concerts dans la salle du Palais de l'Industrie. S'il se révèle brillant dans son apprentissage et ouvre son univers musical, la santé de son père se dégrade dans le même temps. Se sachant malade, peut-être même condamné, Henri Vierne s'assombrit selon les mots de son fils. Inquiète mais forte, la mère de Louis fait promettre à son fils de se montrer optimiste et de ne pas tomber dans la tristesse. Vierne décrit en évoquant l'existence de sa mère le début « d'une vie héroïque ». C'est néanmoins au cours de ce moment grave que Louis confie à son père le vœu d'être musicien. Henri accepte et encourage son fils à travailler et à persévérer.
L'année 1886 se révèle être très intense pour Vierne sur le plan émotionnel. En février, son père tombe gravement malade et bien qu'une trêve mi-avril lui permette d'achever son roman une rechute intervient le 15 mai. Henri Vierne finit par décéder le 6 juin des suites de ce qui se révèle être un cancer de l'estomac, à l'âge de 58 ans. Arrivé depuis peu dans les rédactions parisiennes, Henri Vierne prive, en disparaissant prématurément, sa famille de revenus. Francis Magnard, père d'Albéric, directeur du Figaro assure exceptionnellement une rente de 100 francs par mois à la famille Vierne désormais privée du père. Louis réagit, selon les volontés de sa mère, avec « courage et lucidité ». Outre la poursuite de ses études dans lesquelles il souhaite réussir, il doit à présent se soucier de l'avenir de la famille en tant qu'aîné. Son frère Édouard rentre au Comptoir d'Anjou et habite désormais chez un ami de son père. René, le cadet, est recueilli par une cousine à Condé-en-Brie. La veuve quant à elle devient intendante dans une maison de santé à Suresnes. Cette nouvelle situation si elle attriste le jeune homme de 15 ans qu'est Louis renforce d'autant plus son envie de réussir et achève certainement de le convaincre de se diriger vers une carrière d'artiste que son père soutenait à la condition d'y parvenir pleinement.

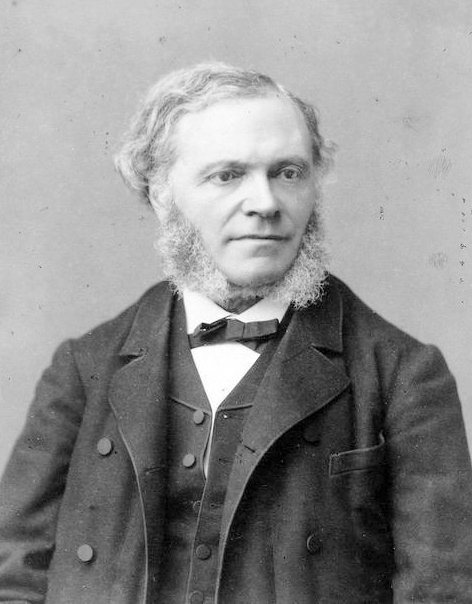
César Franck dans les années 1880, époque où Vierne le rencontre.

C'est aussi en 1886 qu'a lieu pour Vierne son premier concours public, dans la grande salle de l'Institut, face à un jury présidé par César Franck. Vierne obtient un 1er prix de violon et 2e prix de piano. Franck félicite personnellement le jeune homme qui se révèle très impressionné comme il le confie plus tard dans ses Mémoires : 

« Le cœur me sautait dans la poitrine et mes oreilles bourdonnaient. J'étais livide. Je montai les marches de la petite estrade du jury et me trouvai devant un homme grand, un peu voûté, favoris argentés, vêtu d'une redingote noire et d'un pantalon gris, d'une régate noire. »

Vierne ne cache pas l'admiration qu'il porte à l'organiste de Sainte-Clotilde, ce dernier l'invite d'ailleurs à travailler l'orgue dans le but de rejoindre plus tard sa classe au Conservatoire. C'est dès l'année suivante, en 1887, que Vierne entame alors l'étude de l'orgue selon ces recommandations. Néanmoins il songe durant cette période à être violoniste, son professeur le trouvant très doué et lui-même s'intéressant à l'orchestre, le violon est l'instrument qui lui plaît davantage. Mais au premier contact avec l'orgue, Vierne est très sensible à l'harmonie, et trouve dans l'instrument à claviers un intérêt certain. Il prend ses premières leçons avec Louis Lebel (1831-1888), organiste à l'église Saint-Étienne-du-Mont, puis avec Adolphe Marty. Le talent de Vierne, sans doute inné, et le travail rigoureux déjà employé depuis des années font qu'en un an la technique du pédalier lui est acquise. Il est capable d'exécuter une fugue de Bach et d'improviser très correctement. Il ne délaisse pas pour autant les autres disciplines et compose dès 1886 un Tantum ergo (Op. 2) pour chœur mixte et orgue. De même au violon et au piano, il remporte en 1887 les meilleures récompenses. Franck, traditionnellement président du jury, lui renouvelle son intérêt et ses félicitations. Vierne se voit attribuer une bourse avant de passer les vacances d'été à Poitiers.

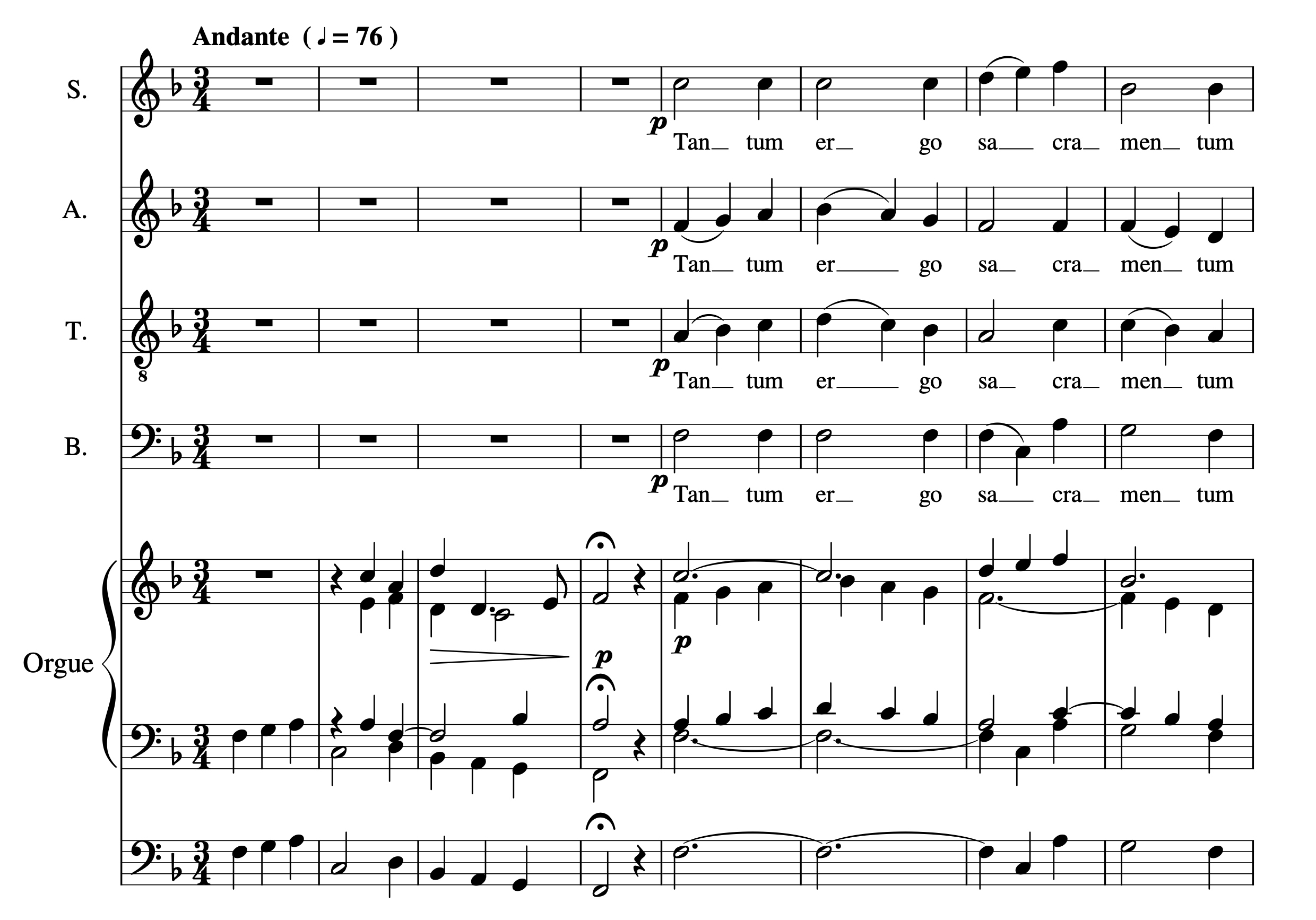
Tantum ergo (Op. 2) (1886), une des premières œuvres de Vierne encore étudiant à l'INJA.

L'année suivante, comme si l'habitude était prise, Vierne obtient tous les premiers prix. Franck propose de lui donner une fois par semaine une leçon de contrepoint chez lui, en privé. Se rapprochant des derniers moments de sa formation à l'Institut, Vierne songe à une vie professionnelle qu'il souhaite, depuis la disparition de son père et les maigres ressources de la famille, la plus stable possible. Il envisage un temps d'être à son tour enseignant — et peut-être de rester à l'INJA. Franck, désormais son professeur particulier, au courant de ce souci pousse tout au contraire Vierne à révéler sa nature profonde et sensible d'artiste. Le « Pater Seraphicus » l'incite à solidement travailler l'écriture et lui laisse entrevoir qu'une carrière d'interprète serait à sa portée. Vierne quitte l'INJA le 7 septembre 1890 après neuf années d'études somme toute déterminantes. Âgé de 20 ans, il endosse le rôle de chef de famille et réaménage avec sa mère et son frère Édouard place Dancourt.

#### Élève auConservatoire(1890-1894)
Louis Vierne doit indéniablement à César Franck une grande part de sa résolution à être musicien. Franck se révèle un véritable guide pour Vierne. Il l'invite comme auditeur dans sa classe d'orgue au Conservatoire en 1889. Vierne rentre officiellement comme élève de la classe l'année suivante, en octobre 1890. Malheureusement, Franck ayant été victime d'un accident de circulation quelques mois auparavant voit sa santé se fragiliser. Il donne quatre cours au Conservatoire au mois d'octobre avant de succomber aux séquelles de cet accident le 8 novembre. Vierne éprouve alors un très vif chagrin et songe même à démissionner de la classe qu'il venait à peine d'intégrer estimant qu'aucune raison valable ne lui permet de rester sans Franck grâce et pour lequel il s'était présenté. Son camarade Jules Bouval le dissuade et lui rappelle qu'abandonner serait justement contraire au souhait de Franck ; Vierne se ravise et reste dans la classe.

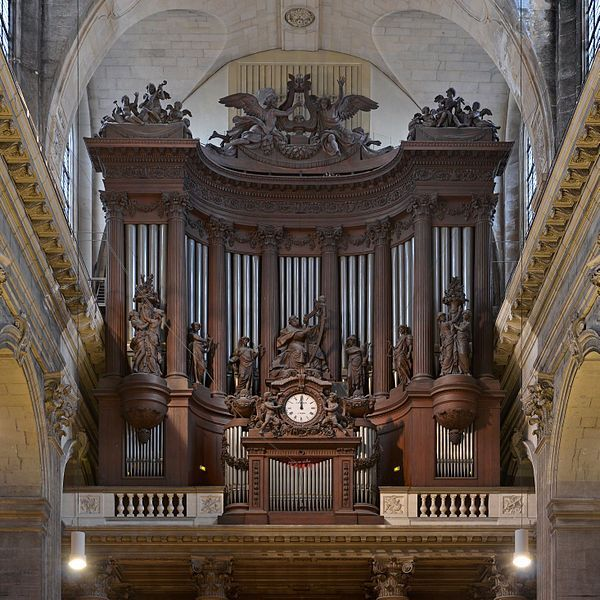
Le Grand orgue de l’église Saint-Sulpice de Paris où Vierne est suppléant de Widor dès 1892.

Charles-Marie Widor succède à César Franck pour l'enseignement de l'orgue au Conservatoire. Il prend possession de son poste, un mois après la disparition de Franck, le 11 décembre 1890. Une certaine inquiétude gagne les élèves qui tous étaient très marqués par Franck et son enseignement — bien que certains dont Vierne ne l'aient connu au Conservatoire que plusieurs mois voire quelques semaines. Cette crainte se fonde sur le changement inévitable d'esthétique et d'approche qui s'opère avec l'arrivée de C.-M. Widor. Ce dernier manifeste très vite de grandes différences avec l'enseignement et la conception musicale de Franck. Néanmoins Widor ne reniant nullement le travail de son prédécesseur réussit progressivement à se faire accepter des élèves. Vierne répond rapidement aux nouvelles exigences fixées par Widor et ce dernier lui manifeste très vite une grande estime. Son nouveau professeur lui propose de le faire travailler davantage l'orgue mais aussi la composition en privé. Vierne évoque dans ses Souvenirs le fait que Widor refusa le moindre honoraire et le prit véritablement sous son aile. Plus que des cours de perfectionnement, Widor propose à Vierne un véritable programme d'enseignement artistique pour lui ouvrir toutes les portes qu'un créateur musical se doit de franchir ; le jeune homme accepte avec enthousiasme.
Vierne grandit musicalement et « dompte sa nature ardente et nerveuse » mais en raison de la protection affichée de son professeur, qui fait l'objet d'une cabale, Vierne est privé du 1er prix d'orgue deux années de suite, en 1892 et 1893. Comme Franck Besingrand le précise très justement, Vierne ne se décourage pas et comprend « déjà à ses dépens que le milieu artistique n'est pas toujours transparent ni exempt de rivalités, de jalousies, de trahisons ». En 1892, Widor l'appelle à être son suppléant à Saint-Sulpice. Comme son oncle Colin ou César Franck lui avaient prodigué des recommandations et des conseils extra-musicaux, Widor influe et encourage Vierne à parfaire sa culture générale pour alimenter sa vocation artistique. Vierne s'initie au grec, au latin et à assiste à beaucoup de représentations. Il découvre à cette occasion en 1892, à la Société de Concerts du Conservatoire, le pianiste Raoul Pugno. En 1894, après deux échecs successifs, celui qu'on dénomme « Widor junior » recueille le sésame tant attendu en obtenant le 1er prix d'orgue à l'unanimité. Vierne ne s'éloigne pas du Conservatoire pour autant.

### Le début d'une carrière (1894-1906)

#### Jeune disciple (1894-1900)

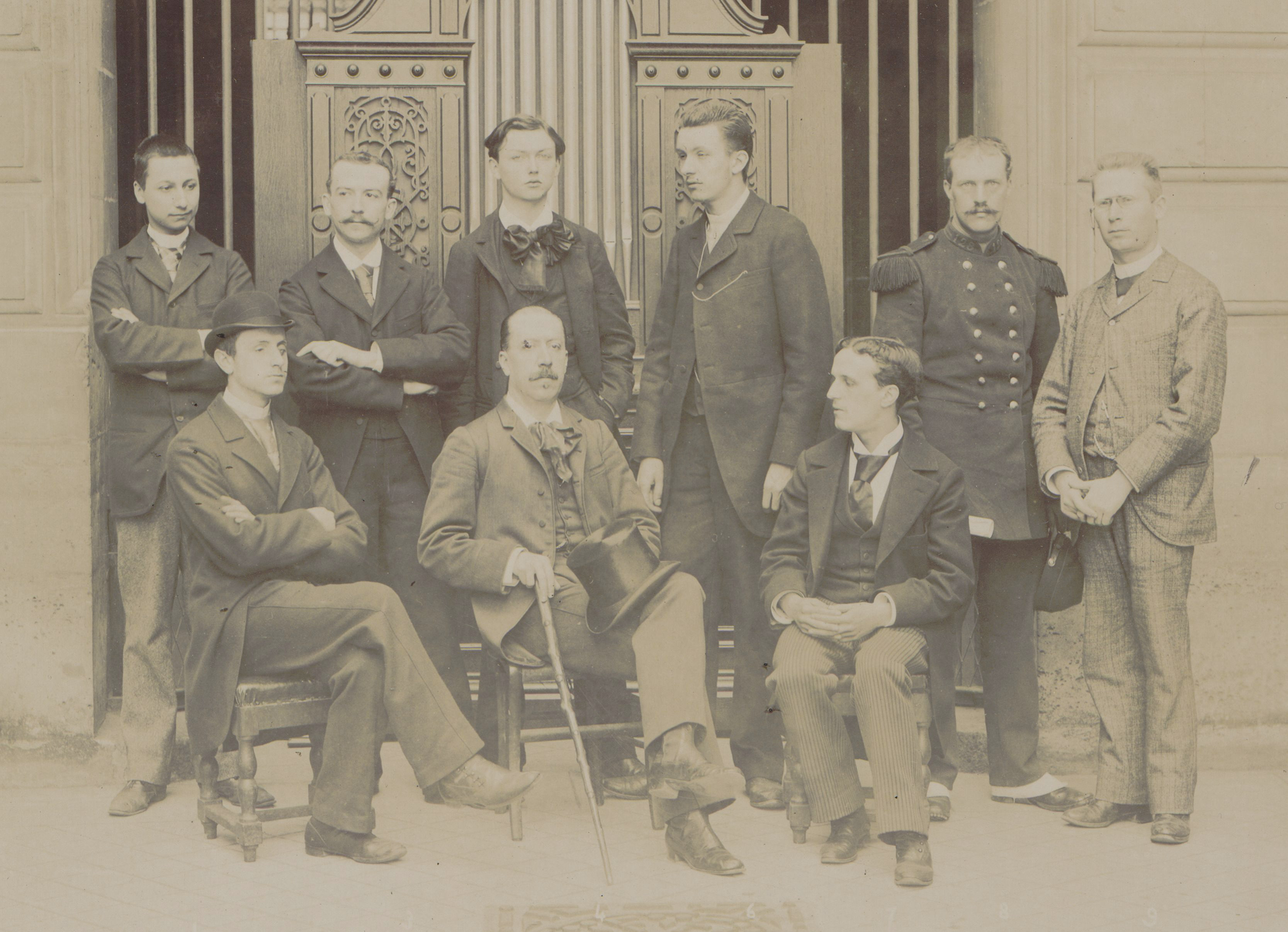
La classe d'orgue du Conservatoire en 1895 où Vierne (3e de droite) est assistant de Widor.

Ne quittant pas le Conservatoire avec son prix, Vierne reste au cœur de la vie musicale et s'attèle à la composition d'un Quatuor à cordes (Op. 12) dès l'été 1894. S'il reste dans l'établissement c'est parce qu'il est nommé par Widor suppléant officiel à la classe d'orgue. Pour l'occasion son maître le présente et l'introduit dans un milieu artistique et mondain. C'est ainsi qu'il rencontre de grandes personnalités comme Albert Schweitzer. Vierne éclot plus que jamais dans son art et développe un tempérament solide. Il commence à donner des concerts et dans l'ombre de Widor enseigne à la classe d'orgue du Conservatoire. Il se fait une place parmi les musiciens renommés et commence à faire jouer ses œuvres. De passage à Saint-Valery-en-Caux durant l'été 1896, Vierne fait la connaissance de la famille Dupré après avoir entendu le jeune Marcel tenir l'orgue lors la messe dominicale. Très impressionné par le niveau musical du jeune garçon à l'orgue, Vierne se lie d'amitié avec la famille et dès 1898 passe régulièrement les vacances dans leur villa. En 1896, Alexandre Guilmant succède à C.-M. Widor à la tête de la classe d'orgue, Vierne conserve son poste d'assistant dans une très bonne entente avec Guilmant.
Après avoir inauguré l'orgue d'Émile-Alexandre Taskin et s'être lié à sa famille, Vierne se rapproche de l'une de ses filles, Arlette. Raoul Pugno, également ami de la famille Taskin, voit l'amitié et l'estime que lui porte Vierne très précieuses et réciproques. Alexandre Taskin disparaît en 1897. Vierne a l'occasion de revoir Arlette en étant tous deux parrain et marraine de la fille du facteur d'orgue Charles Mutin au mois de mai 1898. Se rapprochant au cours de ces années ils se fiancent le 8 octobre 1898, jour anniversaire de Vierne. Le mariage est célébré le 20 avril 1899 à Paris en la mairie du dix-septième arrondissement. La cérémonie religieuse a lieu deux jours plus tard, le 22 avril, en l'église Saint-Sulpice où Widor tient le grand orgue. Vierne a pour témoins, son cousin, Ambroise Colin (fils de Charles) et Alexandre Guilmant. Les époux s'installent dans un appartement du sixième arrondissement. Au cours des semaines et des mois d'été, Vierne prépare et donne des concerts et travaille avec beaucoup d'intérêt à ses œuvres. À l'automne, le monde de l'orgue est en deuil avec la disparition d'Aristide Cavaillé-Coll. Widor tient l'orgue pour les obsèques à Saint-Sulpice tandis que Charles Mutin prononce un des derniers discours au cimetière du Montparnasse. Vierne participe aux évènements ayant connu personnellement le célèbre facteur d'orgue.

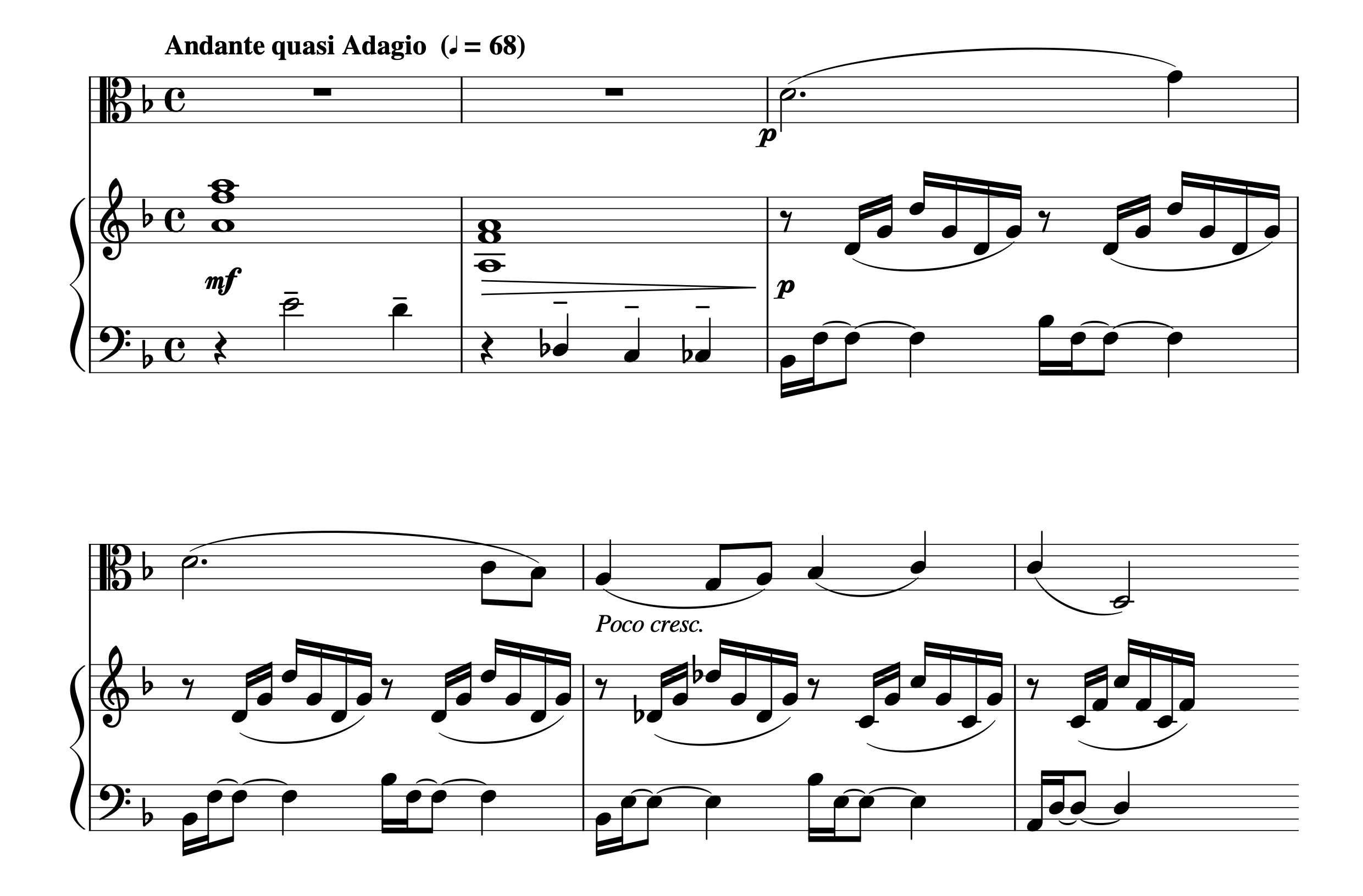
Le Soir, première des Deux Pièces (Op. 5) pour alto et piano (1895), très inspirée par Fauré.

#### Un musicien déjà affirmé (1900-1906)
L'année 1900 est très heureuse pour Vierne. À tout juste trente ans ses qualités musicales sont appréciées et ses activités lui assurent déjà une belle renommée. Le foyer accueille le 6 mars, un fils, Jacques. La disparition d'Eugène Sergent, organiste du grand orgue de la cathédrale Notre-Dame de Paris laisse une place vacante. Widor pousse Vierne à se présenter au concours organisé pour la succession du poste. Vierne passe les épreuves du concours le 21 mai et le soir même est nommé officiellement organiste de Notre-Dame. Il prend ses fonctions dès le 24 mai en accompagnant les offices de l'Ascension. Cette nomination finit d'imposer Vierne comme un organiste et musicien de premier plan et lui assure une notoriété grandissante. Sa Messe solennelle (Op. 16) est créée à Saint-Sulpice le 8 décembre 1901 avec Widor et l'auteur aux orgues. Les premières mesures du Kyrie, au grand orgue, sont particulièrement saisissantes :

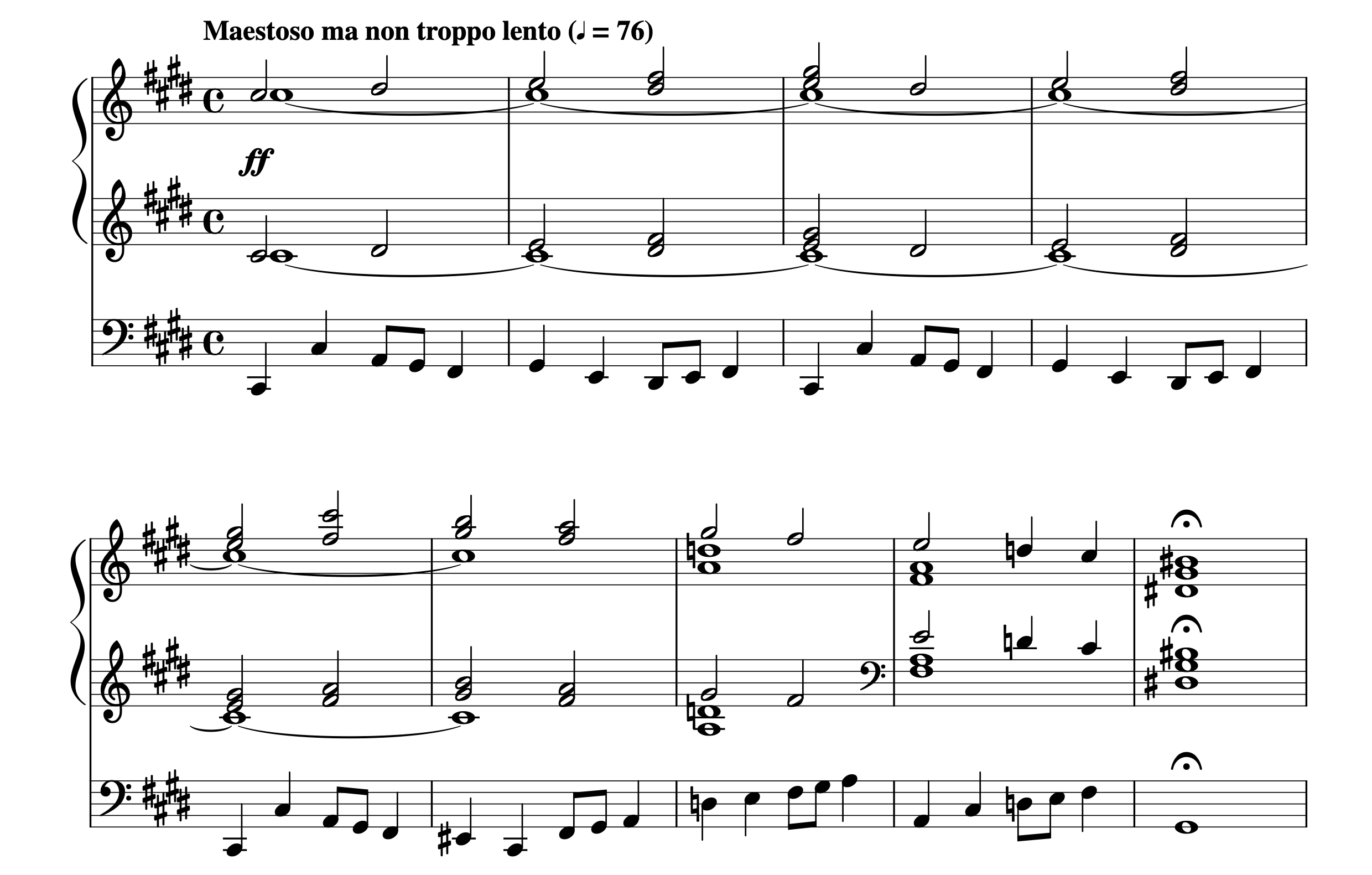
Début du Kyrie de la Messe solennelle (Op.16) pour chœur et deux orgues (1900).

Vierne se révèle être un très grand travailleur et bien que sa réputation ne cesse de grandir il ne fréquente que très peu les salons artistiques et les cercles d'initiés. Le milieu musical, grâce notamment à son enseignement au Conservatoire, ne lui est en revanche pas étranger. Il devient membre du Comité de la Société des Compositeurs de musique et ses compositions sont saluées par les critiques. Sa Deuxième Symphonie (Op. 20) pour orgue est écrite entre 1902 et 1903 au moment où est créé Pelléas et Mélisande de Debussy. Ce dernier salue d'ailleurs la partition de Vierne qui s'émancipe un peu plus de l'esthétique de ses maîtres, sans pour autant s'en détacher, en proposant une œuvre au langage plus chromatique et déjà plus personnel. C'est également au cours de l'été 1903 que Vierne, passant les vacances à Juziers-le-Bourg, commence l'écriture d'une légende lyrique pour soliste, chœurs et orchestre : Praxinoë (Op. 22).

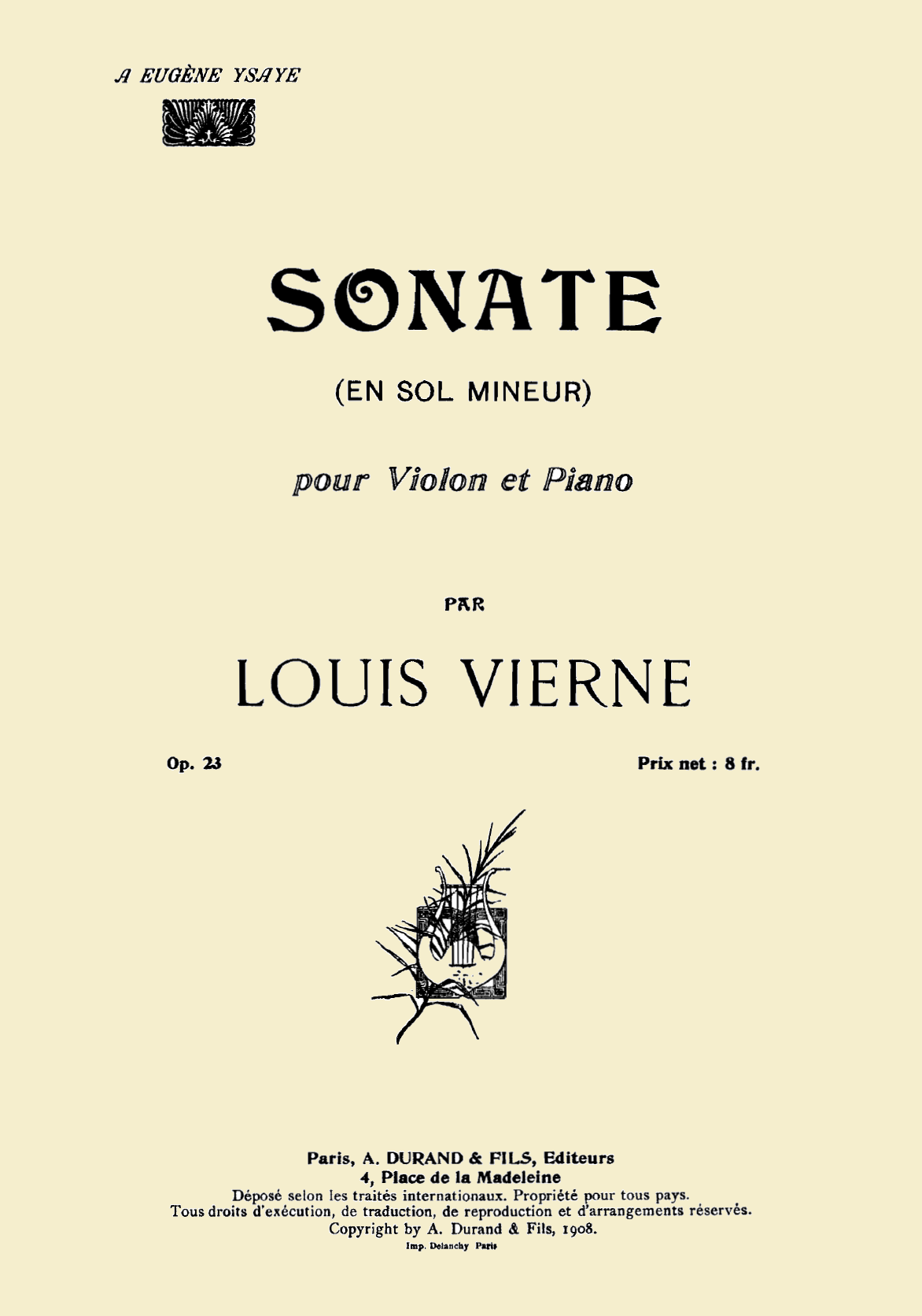
Couverture de la Sonate pour violon et piano (1905-1907), dédiée à Eugène Ysaÿe.

Le foyer s'agrandit en 1903 avec la naissance d'un autre fils, André, le 6 janvier. Vierne compose Trois Mélodies (Op. 26) sur des textes de poètes qu'il apprécie : Verlaine, Villiers de L'Isle-Adam et Leconte de Lisle. Il se consacre pleinement à sa fonction d'enseignant au Conservatoire en raison de l'absence fréquente de Guilmant pour plusieurs tournées de concerts, aux États-Unis notamment. Le ménage connaît des premiers troubles dès 1904 et les relations entre Vierne et son épouse ne sont pas au beau fixe. Il décrit plus tard : « C'est à partir de l'été 1904 que commencèrent pour moi les tribulations domestiques : elles devaient durer cinq années, me faire horriblement souffrir, mais ne ralentissent en rien mon activité artistique. J'étais alors en pleine force, porté aux nues par la jeunesse de ce temps, combatif comme pas un, et trouvais dans l'exercice de ma profession et dans l'esprit de corps, un violent dérivatif à mes chagrins intimes. » On suppose que Vierne menant de front de longues heures d'enseignement au Conservatoire, travaillant ses concerts et composant parfois à des heures tardives peine à trouver du temps suffisant pour son foyer. Sa création ne s'arrête pas pour autant et c'est au cours de l'été 1905, à proximité de la propriété de Raoul Pugno à Gargenville, qu'il termine Praxinoë et ébauche une Sonate pour violon et piano (Op. 23).

### Des années difficiles (1906-1919)

#### Des déceptions (1906-1914)

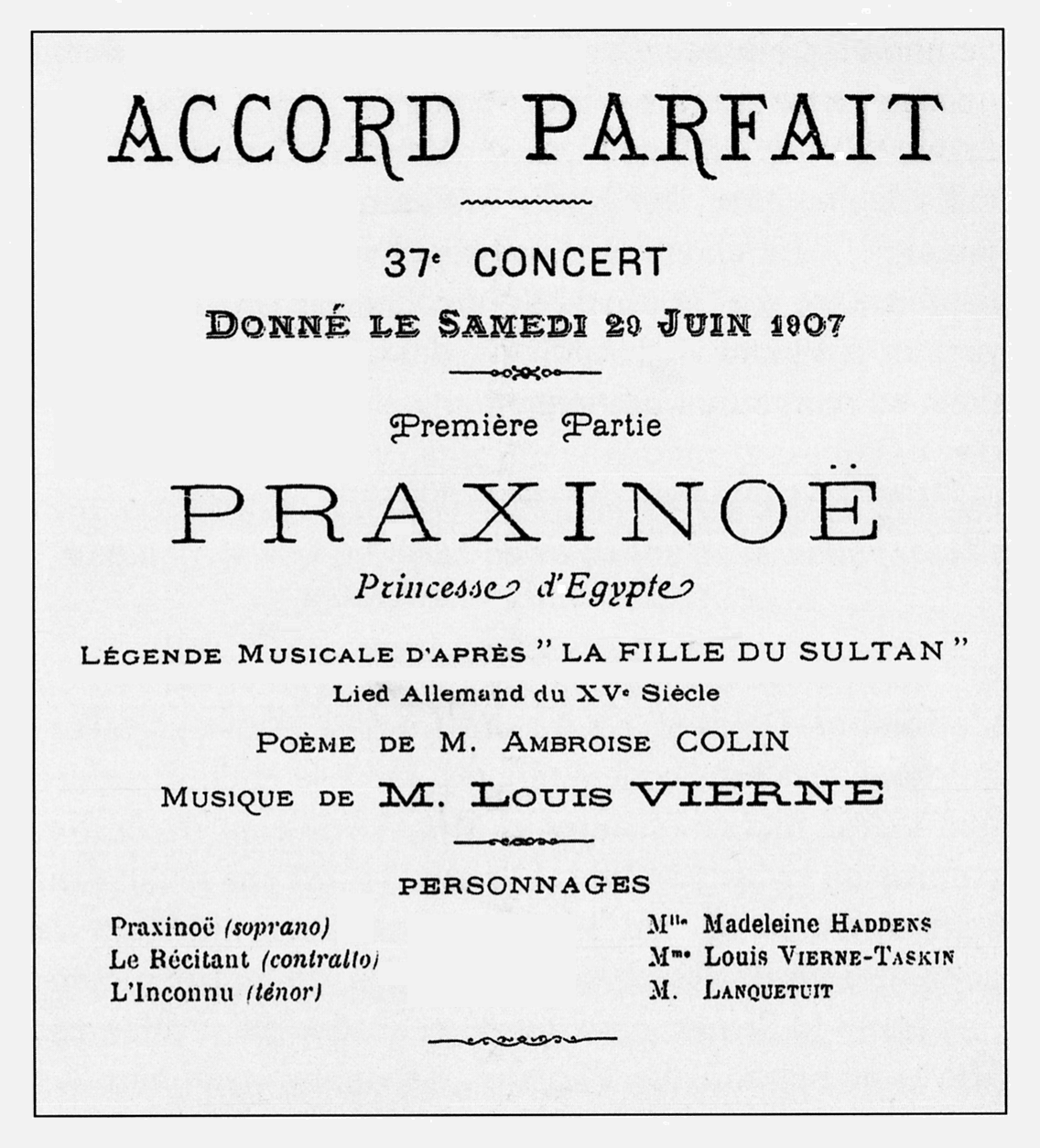
Affiche de la création de Praxinoë lors d'un concert à Rouen en 1907.

Vierne vit un évènement éprouvant en 1906 qui faillit interrompre sa carrière d'interprète. Le 18 mai, venant de donner cours, se déplaçant seul dans Paris, il tombe dans un trou et se fracture très violemment la jambe. « Des grévistes qui passaient là […] se précipitèrent à son secours et reconnurent l'organiste qui avait, l'année précédente, prêté son concours à une manifestation syndicale […]. » Immédiatement pris en charge, il échappe de peu à l'amputation mais doit totalement être immobilisé. Ses concerts sont annulés. Le 9 janvier 1907, trois jours après la naissance de sa fille Colette, il est victime d'une fièvre typhoïde qui l'oblige à rester alité cinquante-sept jours. Il parvient à composer et achève sa Sonate pour violon et piano. Le 29 juin est créée Praxinoë (Op. 22) à Rouen grâce à l'ensemble Accord parfait dirigé par Albert Dupré, Arlette Vierne chante la partie de récitant.
Le ménage ne vit pas des heures radieuses d'autant que l'un des fils, André, souffre de tuberculose. Bien que des événements heureux jalonnent la carrière musicale de Vierne, ce dernier souffre et retient toutes les déceptions personnelles qu'il subit. Malgré la (seconde) création pleine de succès de sa Sonate pour violon et piano créée par Eugène Ysaÿe et Raoul Pugno dans une des salles Pleyel, Vierne semble exprimer dans ses œuvres quelque chose de plus profond, de plus sombre. C'est dans cet esprit de fièvre créatrice qu'il entame la composition d'une Symphonie pour orchestre (Op. 24). L'œuvre exprimerait, selon F. Besingrand, « la désillusion, l'amertume et la révolte de [Vierne] face au déclin de sa vie conjugale. » L'orchestration de la partition est pour Vierne un moment éprouvant en raison de sa quasi cécité. Les années centrales de sa vie sont malheureusement pour Vierne les années les plus difficiles à affronter. Son mariage est un échec, le divorce est prononcé le 4 août 1909 aux torts d'Arlette. Vierne obtient la garde de Jacques, son fils aîné ; les deux autres enfants sont confiés à leur mère. Joséphine Vierne vient apporter une aide à son fils pour l'aider au mieux dans la vie domestique et s'occuper de son petit-fils.

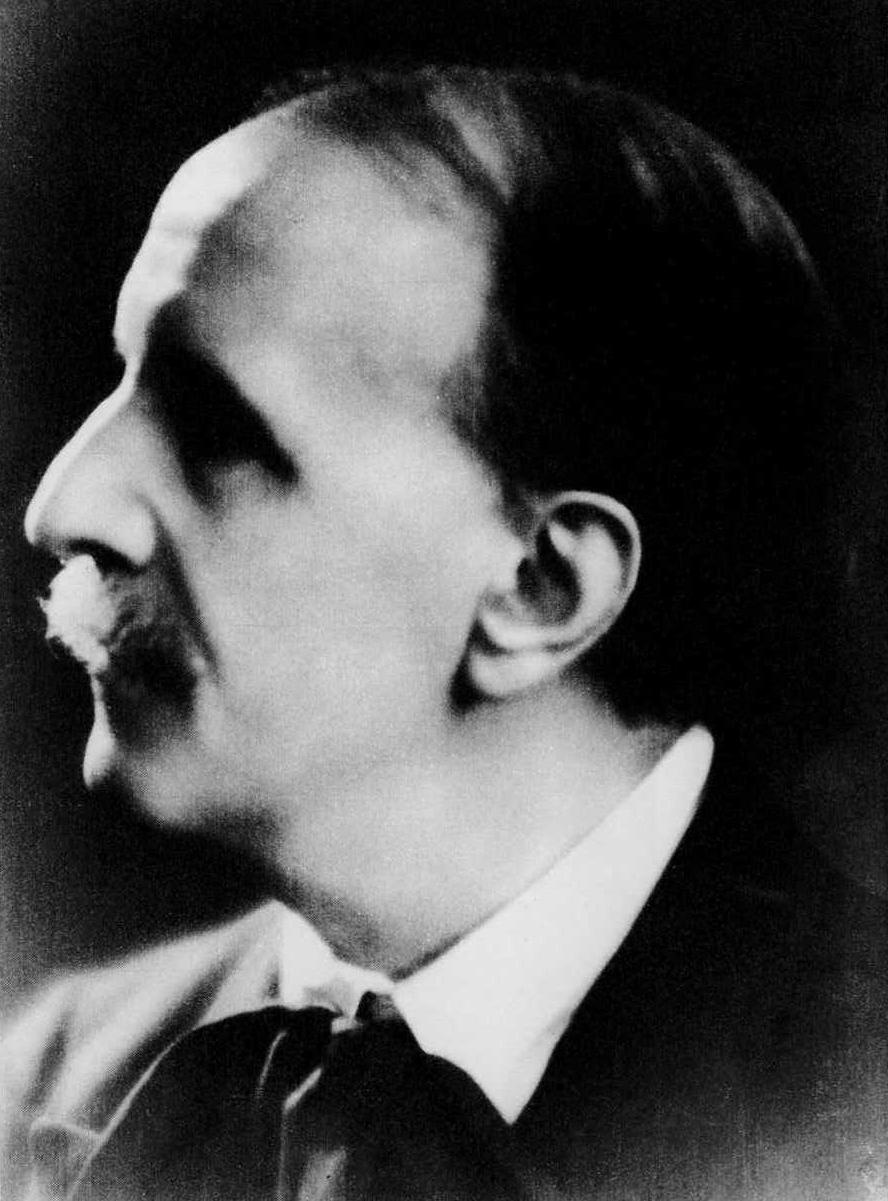
Louis Vierne vers 1910.

Vierne poursuit son travail de compositeur sans répit et fréquente à partir de 1910, une cantatrice, Jeanne Montjovet. Bien que des déceptions et des inquiétudes le frappent et influent son œuvre, ses compositions se révèlent d'un aboutissement admirable. Il compose une Sonate pour violoncelle et piano (Op. 27) qui demeure selon les spécialistes un des sommets de toute son œuvre mais aussi du répertoire. L'année 1910 est difficile pour Vierne qui voit la santé de sa mère décliner. L'orgue de Notre-Dame est mis à mal en raison d'une importante crue de la Seine qui a inondé une partie de la cathédrale apportant de l'humidité dans l'édifice. Joséphine Vierne disparaît le 25 mars 1911 quatre jours avant que Guilmant ne s'éteigne à son tour. Vierne perd coup sur coup deux proches, deux grandes personnalités qui lui étaient chères. La mort de Guilmant annonce la succession de professeur à la classe d'orgue au Conservatoire. Vierne étant assistant à cette fonction depuis 1894 estime légitime qu'il soit titularisé comme professeur pour poursuivre la tradition de cet enseignement. Guilmant lui-même souhaitait que Vierne lui succède puisque, d'après lui, il « avait maintes fois et publiquement exprimé le désir et l'espoir que je devinsse son successeur à la classe d'orgue. Il voyait là la continuité d'un enseignement commencé depuis dix-sept ans, et qui avait déjà donné de si éclatantes preuves de son excellence par la formation d'une école d'organistes sans rivale en France et qui forçait l'admiration de l'étranger. » Widor appuyant la candidature de son ancien élève ne parvient pas à l'imposer — Fauré, directeur du Conservatoire, s'opposant à cela. Les rivalités et accointances de chacun s'affrontent pour qu'en définitive Vierne soit écarté du poste à la faveur d'Eugène Gigout qui rentre en fonction le 3 juin. Très meurtri d'avoir été à nouveau la victime de complots et d'intérêts, Vierne démissionne de sa fonction d'assistant et proteste : « c'était l'écroulement de dix-sept années d'incessants efforts, la récompense du désintéressement avec lequel j'avais servi la cause de notre art. » Vincent d'Indy lui propose en contrepartie le poste de professeur d'orgue à la Schola Cantorum que Vierne accepte.

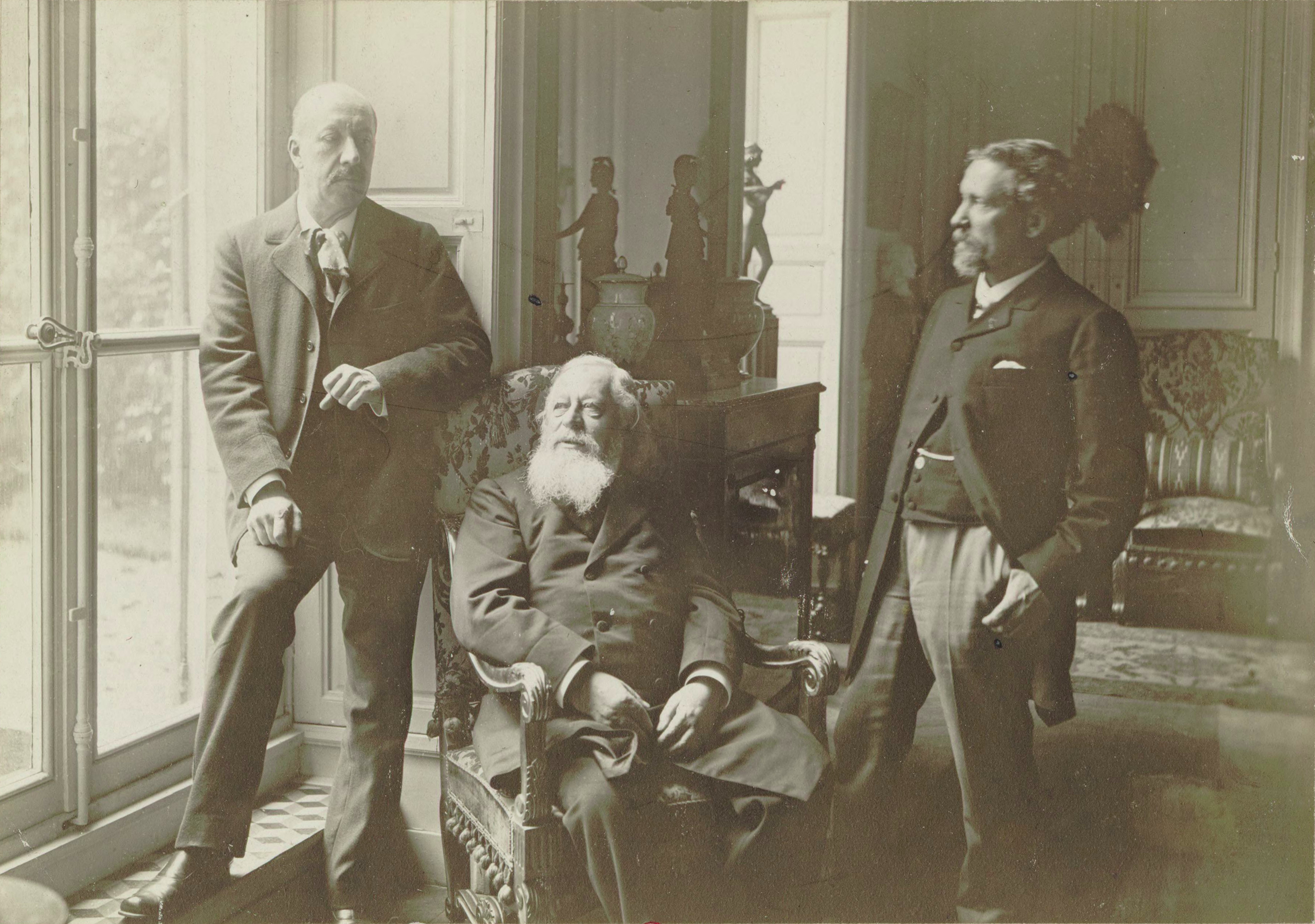
Les trois professeurs successifs de la classe d'orgue du Conservatoire de Paris vers 1895 : Charles-Marie Widor, Alexandre Guilmant et Eugène Gigout. Vierne démissionne de son poste de répétiteur à la nomination du troisième, en 1911.

C'est aussi en 1911 que Vierne compose sa Troisième Symphonie pour orgue (Op. 28) qu'il élabore en grande partie à Saint-Valery-en-Caux et qu'il dédie au fils de ses hôtes, Marcel Dupré. Malgré les ruptures, les vexations et son départ du Conservatoire, le succès de Vierne comme compositeur ne s'altère pas. La Sonate pour violoncelle et piano (Op. 27) est jouée à la Société des Compositeurs par Paul Bazelaire que Vierne accompagne lui-même au piano, en 1912. Inspiré par Jeanne Montjovet, Vierne s'intéresse aussi à la musique vocale et compose plusieurs mélodies parmi lesquelles les Stances d'amour et de rêve (Op. 29) sur des poèmes de Sully Prudhomme, qui seront orchestrées par la suite. En 1913, il achève ses Vingt-quatre Pièces en style libre (Op. 31). Ces petites pièces pour orgue ou harmonium sont chacune dédiées à ses élèves les plus chers. Le 7 septembre, son fils André meurt à dix ans de la maladie pulmonaire contractée auparavant.

#### LaGuerreet l'isolement (1914-1919)
L'année 1914 s'ouvre avec la réconciliation entre Fauré, Gigout et Vierne jusque là brouillés depuis l'éviction de ce dernier au poste de professeur d'orgue au Conservatoire. Vierne avoue avoir toujours tenu en estime Fauré en tant que musicien. Il passe l'été à La Rochelle où il compose une partie de ses Préludes pour piano (Op. 36) et Psyché (Op. 34), une grande fresque pour voix et orchestre. Il poursuit aussi la composition de sa Quatrième Symphonie pour orgue (Op. 32). La Guerre déclarée, Vierne est d'autant plus inquiet qu'il voit partir certains de ses élèves et surtout ses deux frères, Édouard et René, au front. Ses enfants gagnent le midi de la France pour retrouver leur mère. Lui reste en compagnie de la famille Bracquemond qui l'accueille et termine ses Douze Préludes pour piano dans un état d'âme très inquiet.

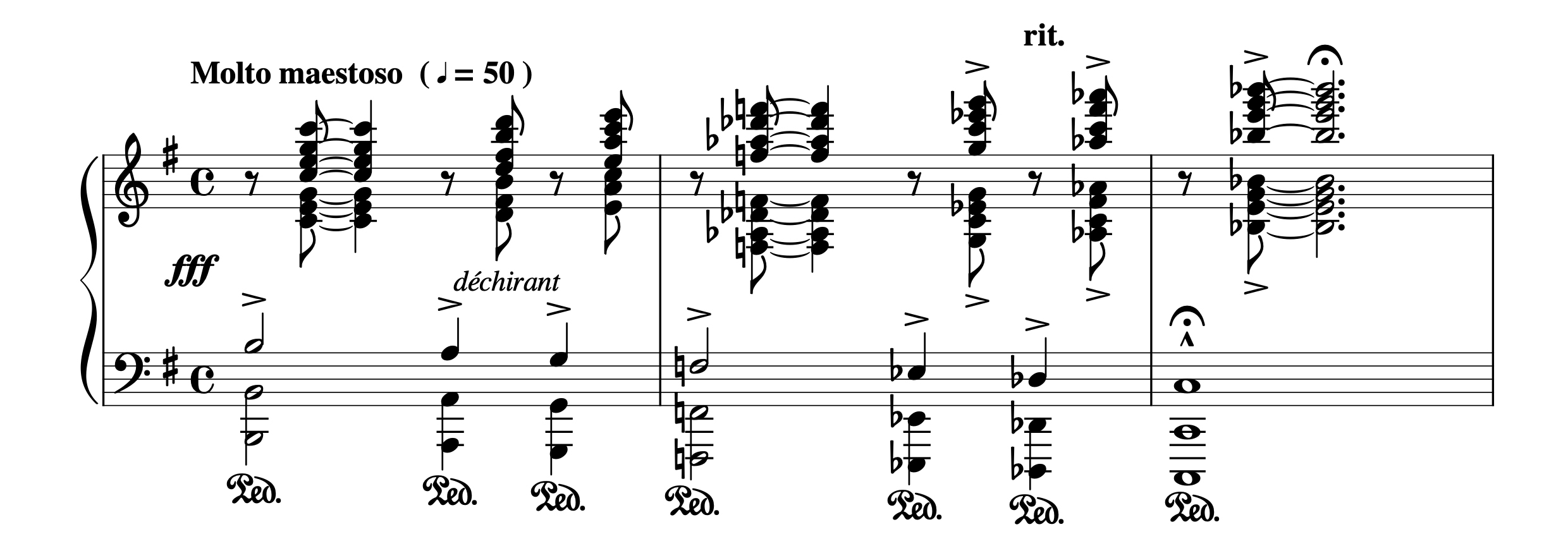
Incipit de Seul…, dernier des Douze Préludes pour piano (Op. 36) (1914-1915) que Vierne achève, très anxieux, au début de la Guerre.

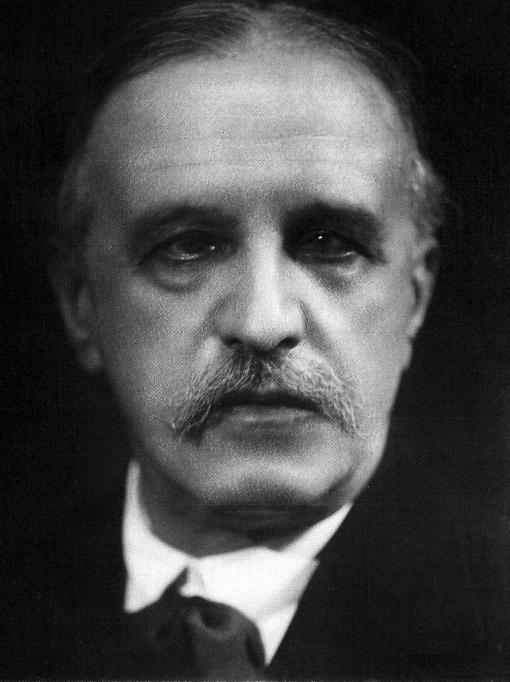
Louis Vierne en 1915.

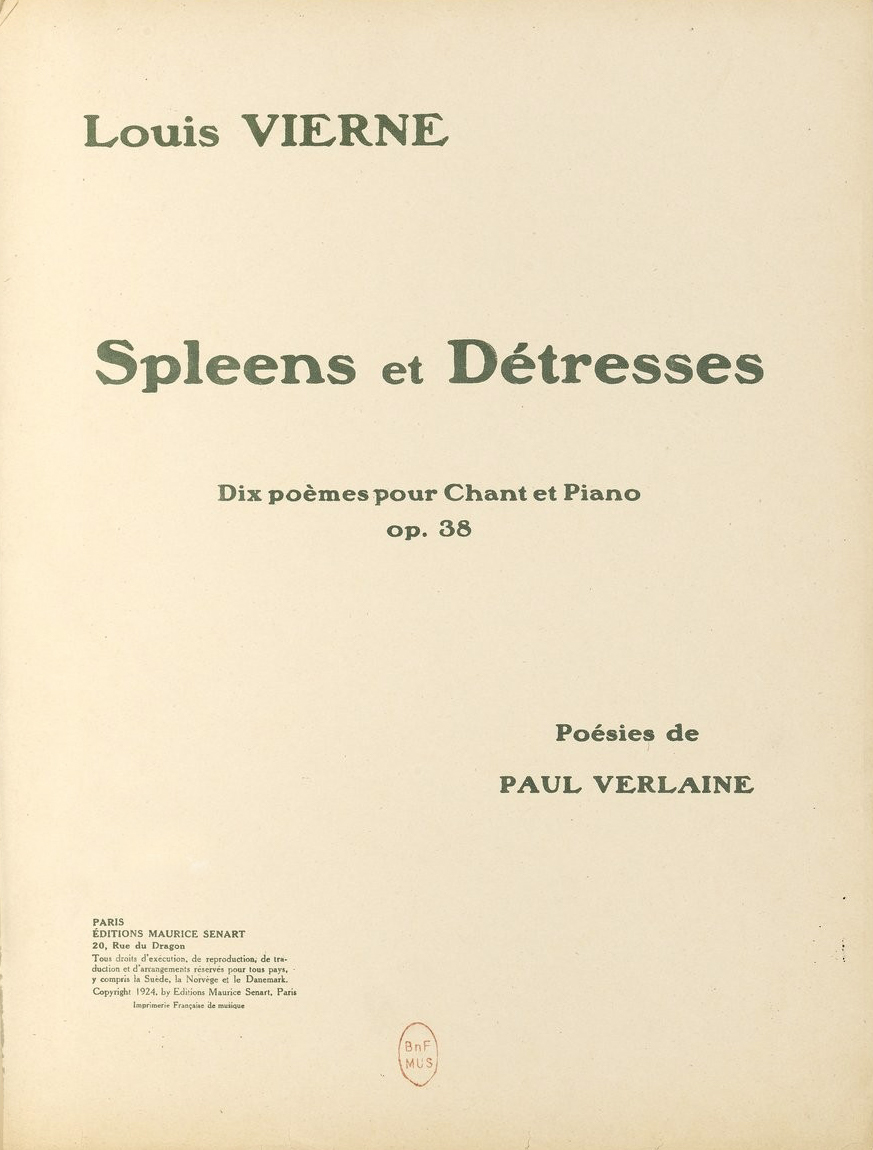
Spleens et Détresses (Op. 38) : dix mélodies sur des poèmes de Verlaine (1917).

Face au départ de ses frères qui l'inquiète horriblement Vierne doit en outre subir des troubles oculaires très sérieux. « En mai 1915, je ressentis les premières atteintes du glaucome qui est en train d'achever de m'aveugler. » Il se trouve souffrant et isolé, Jeanne Montjovet le quitte le laissant dans un état d'extrême inquiétude et de fatigue nerveuse. Son mal oculaire, lié à cet état moral, semble progresser tel qu'il l'évoque dans une lettre écrite à Nadia Boulanger en août 1915 : « À la suite de la double commotion éprouvée en moi, mon système nerveux fortement ébranlé a flanché tout à coup. Je combats en ce moment une crise de névrite optique. » Son frère René lui écrit régulièrement du front.
Vierne compose Trois Nocturnes pour piano (Op. 35) entre Rouen, Paris et la Suisse où il se rend pour une tournée de concerts malgré les circonstances et pour s'y réfugier. Il y rencontre le professeur Samuel Eperon (1857-1920) qui souhaite l'opérer pour stopper autant que possible son glaucome. Malgré les fortes inquiétudes qu'il ressent, le calme suisse et le dévouement des amis qui l'accueillent font que Vierne parvient tant soit peu à se reposer et poursuivre ses œuvres. Il élabore un recueil de mélodies Spleens et Détresses (Op. 38) sur des poèmes de Verlaine. En 1917, les problèmes de vue s'aggravent et les nouvelles du front ne sont pas rassurantes, choses qui ne l'apaisent pas. Malgré la Guerre, Vierne n'abandonne pas sa carrière d'interprète et donne quelques concerts à Genève, Fribourg et Montreux — souvent au profit d'actions pour intervenir contre les atrocités de la Guerre. Vierne apprend tardivement la mort de son fils Jacques survenue le 12 novembre 1917. La douleur de Vierne est d'autant plus grande que son fils, âgé seulement de 17 ans, avait expressément demandé à son père la permission de s'engager, chose qu'il avait fini par accepter. On imagine aisément la culpabilité et la colère de Vierne en apprenant la disparition de son fils dans ces circonstances.

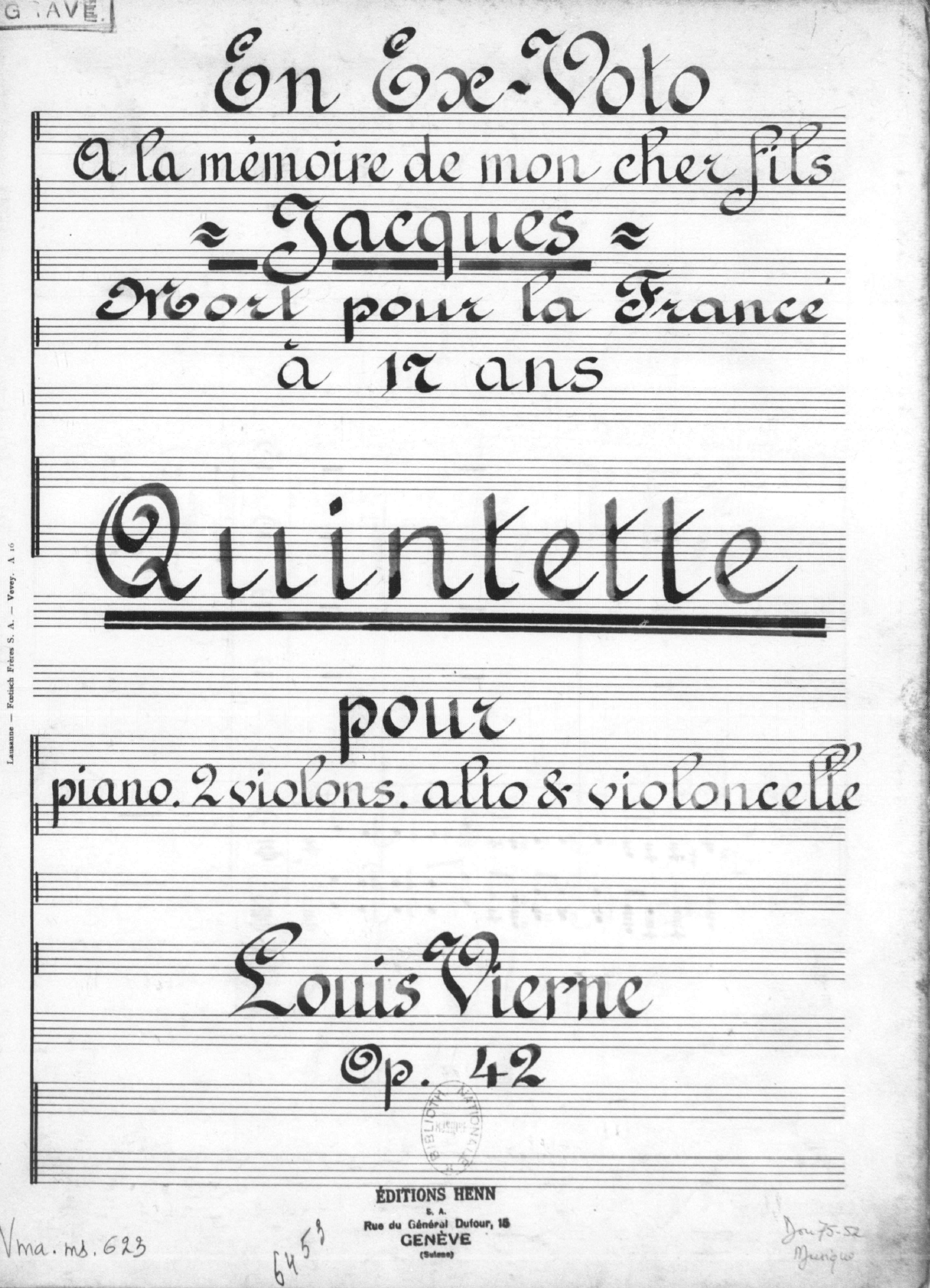
Manuscrit du Quintette (Op. 42).

De cette mort, Vierne livre une œuvre très personnelle — que certains qualifient comme son chef-d'œuvre — un Quintette pour piano et cordes (Op. 42) « en ex-voto à la mémoire de [son] fils. » Vierne plonge dans la composition de cette œuvre comme un but ultime : « Dire mon état d'âme est superflu, n'est-ce pas ? La vie n'a plus pour moi aucun sens matériel […]. Je mènerai cette œuvre à bout avec une énergie aussi farouche et furieuse que ma douleur est terrible… » Après cet opus dramatique, Vierne écrit une œuvre d'aspect plus jovial avec des Silhouettes d'enfants (Op. 43) pour piano dédiées aux enfants de la comtesse du Boisrouvray qui l'accueille en Suisse. N'ayant hélas plus de nouvelles de son frère René depuis de longues semaines Vierne apprend, plusieurs mois après, sa disparition. Son anéantissement ne se referme pas mais il semble se résigner à l'exprimer du mieux qu'il peut à travers la musique et compose un poème pour piano en quatre mouvements qu'il baptise Solitude (Op. 44), comme un tombeau pour son frère disparu. L'œuvre est créée le 13 décembre 1918 à Lausanne par José Iturbi.
Malheureusement pour Vierne, la fin de la Guerre ne marque pas la fin de ses ennuis personnels et physiques. Devant subir une opération de la cataracte le 9 octobre 1918, de nouvelles complications l'obligent à rester six mois dans une chambre obscure. Il ne peut regagner Paris pour la fin de la Guerre et doit rester encore loin de la capitale. C'est Marcel Dupré qui tient l'orgue de Notre-Dame le 16 novembre 1918 pour le Te Deum célébrant la fin du conflit. Vierne quitte la Suisse en août 1919, séjourne quelque temps au château de Lauzenettes, près de Thonon, et ne retourne à Paris qu'en avril 1920.

### Apogée et fin de carrière (1920-1937)

#### The great blind French organist(1920-1930)

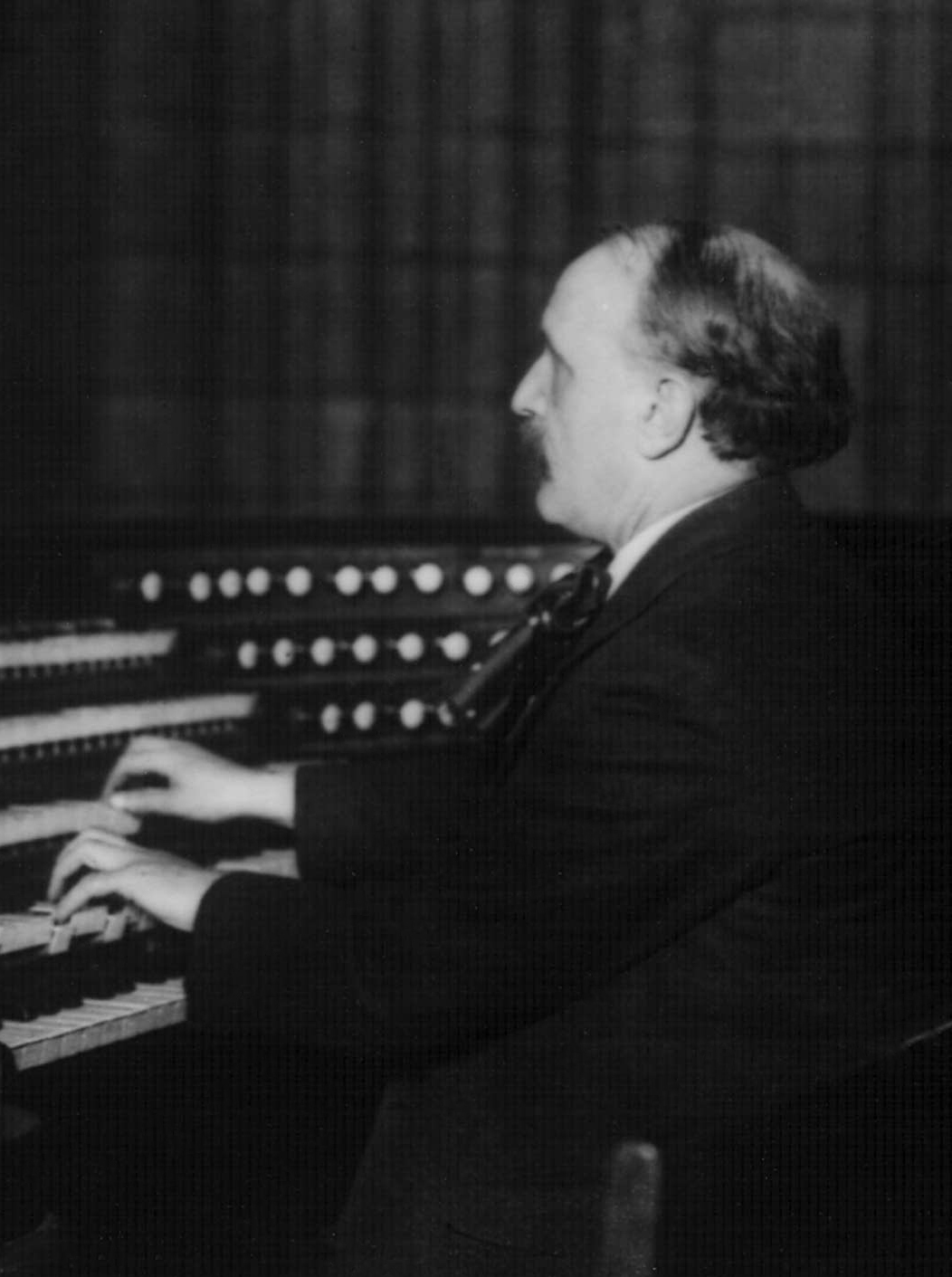
Louis Vierne aux claviers du grand orgue de Notre-Dame de Paris, vers 1924.

Louis Vierne regagne Paris le 12 avril 1920 dans des conditions très difficiles. Parti depuis plusieurs années, ayant perdu beaucoup de proches, il se trouve quasiment sans ressources ayant vendu son appartement ainsi que son orgue personnel. À Notre-Dame il retrouve le grand orgue dans un état qu'il juge inquiétant. Vierne fait néanmoins la connaissance heureuse — presque providentielle — de Madame Richepin et de sa fille Madeleine (1898-1962). Admiratives de Vierne et de son talent, elles lui témoignent très vite un grand dévouement pour lui permettre de retrouver une aisance matérielle pour exercer son activité de musicien. Madeleine Richepin retrouve ainsi grâce à des relations bien placées beaucoup d'anciens amis et élèves de Vierne. Mlle Richepin s'emploie alors à défendre trois grands horizons dans la carrière de Vierne qu'il faut faire repartir : faire éditer sa musique, en particulier les œuvres composées pendant la Guerre, retrouver un cercle d'élèves et organiser des concerts. C'est aussi grâce aux dames Richepin que Vierne trouve un appartement confortable dans le 17e arrondissement, rue Saint-Ferdinand, où il s'installe en 1921. Sa carrière est relancée et Vierne donne des concerts en France et à l'étranger grâce au rôle d'assistante que Madeleine Richepin accomplit. Il semble retrouver un certain espoir et parvient même à s'épanouir et profiter à nouveau d'une satisfaction dans son métier de musicien. Madeleine Richepin confie à Léonce de Saint-Martin dans une lettre de septembre 1922 : « Vierne travaille, compose, est très gai et se porte admirablement. » En 1923, au cours d'une tournée de concerts en Suisse et en Italie, il commence la composition d'une nouvelle Symphonie pour orgue. Le 24 mai 1923, son poème symphonique Éros (Op. 37) est créé par l'orchestre des Concerts Lamoureux dirigé par Camille Chevillard. Vierne parvient à nouveau à concilier ses activités de musicien et retrouve le confort de sa carrière.

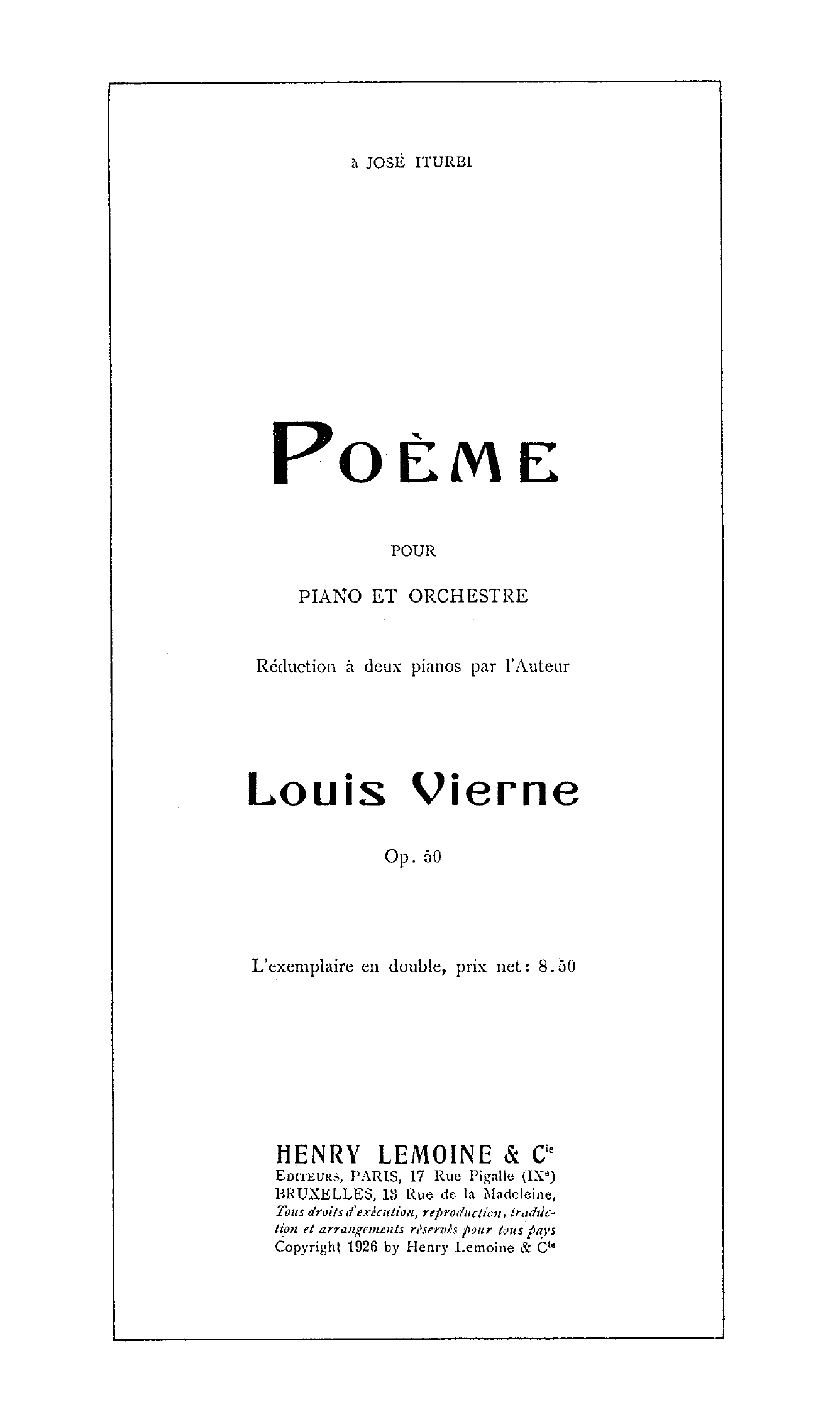
Le Poème pour piano et orchestre (Op. 50) (1925). Œuvre de maturité, « exubérante et remplie de vitalité », demandant à l'interprète une virtuosité certaine.

Néanmoins, outre le souvenir toujours très vif des années douloureuses qu'il a vécues, d'autres ombres viennent dans ces années assombrir l'existence de Vierne. Il se brouille assez violemment avec Marcel Dupré, jusque-là un de ses protégés, en raison de l'usurpation de ce dernier du titre d'« organiste de Notre-Dame » notamment lors d'une tournée de concerts aux États-Unis en 1924. Cette rivalité sur fond de jalousies laissant place aux coups bas culmine lorsque Dupré, chargé d'obtenir la Légion d'honneur pour Vierne, avec l'appui solide de Widor alors Secrétaire perpétuel de l'Académie des beaux-arts, est décoré à sa place. La susceptibilité de Vierne et l'attitude de Dupré renforcent la dégradation de leurs rapports et deviennent irréconciliables. De nature sensible — et susceptible — Vierne se sent profondément trahi, il écrit à Léonce de Saint-Martin le 24 août 1923 : « J'ai eu un très grand chagrin en lisant la trahison de Marcel dans les gazettes. Vous savez le cas que je fais des distinctions honorifiques, aussi le ruban rouge est-il le dernier de mes soucis. Mon crève-cœur est de penser qu'à présent, je dois considérer Marcel comme un ennemi alors que pendant 27 ans, je l'ai aimé comme mon véritable fils. » En 1924, Vierne poursuit sa carrière de concertiste en Grande-Bretagne. C'est à la suite de cette tournée que Vierne rédige un article intitulé « L'orgue chez les Anglais et chez nous. » Il ressent néanmoins le besoin de se reposer et passe l'été à Dinard en compagnie de la famille Richepin où une première alerte cardiaque se fait sentir. Malgré cela, il poursuit son œuvre et livre un grand recueil de mélodies intitulé Le Poème de l'Amour (Op. 48) composé sur des poèmes de Jean Richepin, cousin de Madeleine. En 1925, Vierne se fait de nouveau entendre en Angleterre pendant sept semaines où il est surnommé « The great blind French organist ». Il passe l'été principalement à Pontaillac où il compose un Poème pour piano et orchestre (Op. 50), ré-instrumente le poème Psyché (Op. 34) et termine l'orchestration de Spleens et Détresses (Op. 38). Eugène Gigout meurt le 9 décembre 1925, Vierne se présente à nouveau, sans véritablement de conviction, comme candidat au poste de professeur à la classe d'orgue. Widor soutient son nouveau protégé qu'est Marcel Dupré et ce dernier est nommé, sans grande surprise, le 20 février 1926. Bien qu'à nouveau déçu, Vierne ne brille pas moins comme concertiste et compositeur : son poème symphonique pour voix et orchestre Les Djinns (Op. 33) est créé à Marseille en mars 1926 et son Poème pour piano et orchestre aux Concerts Lamoureux avec José Iturbi au piano. Peut-être en écho à cette œuvre concertante pour piano, Vierne compose pendant l'été 1926 passé à Dinard une Ballade pour violon et orchestre (Op. 52) destinée à Jacques Thibaud.

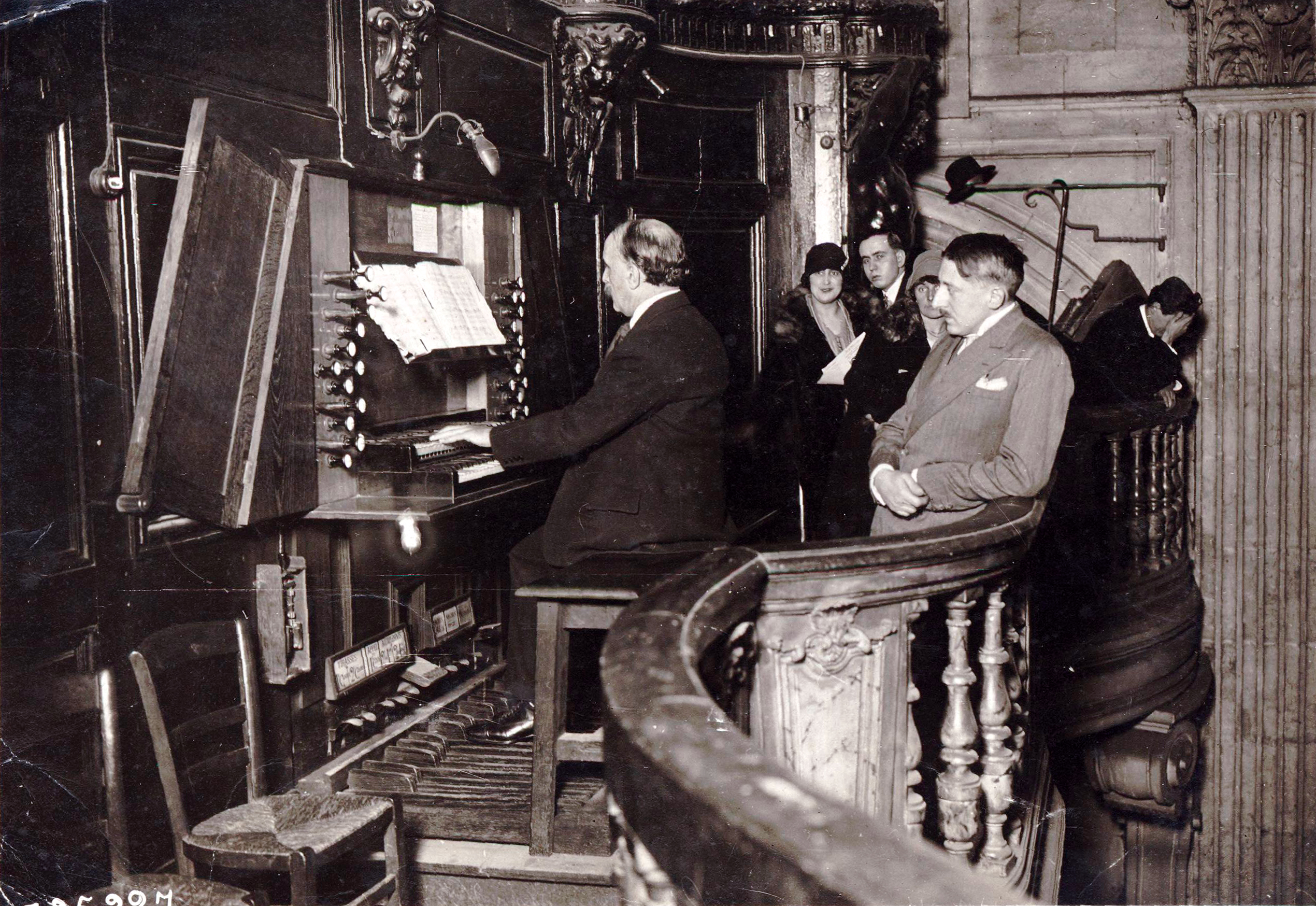
Vierne inaugurant l'orgue de Saint-Nicolas-du-Chardonnet à Paris, le 8 décembre 1927.

Vierne entame vers 1926 la compilation et l'écriture de plusieurs pièces variées pour orgue qui vont constituer les premières suites de ses Pièces de fantaisie. Il adapte également pour orgue et orchestre trois extraits de ses Symphonies pour orgue. Ce travail prépare une tournée aux États-Unis. En effet, grâce au soutien et à l'action entre autres de Madeleine Richepin, Vierne entame au début de l'année 1927 une tournée de près de soixante-dix concerts en Amérique du Nord, particulièrement aux États-Unis. La tournée enchante Vierne et ravit le public américain des concerts donnés par « the blind organist. » Vierne s'investit profondément en dépit de sa santé puisqu'une seconde alerte cardiaque se manifeste pendant ce périple. Durablement enthousiasmé et après plusieurs mois passés outre Atlantique dans un rythme intense, Vierne rentre au port du Havre le 1er mai où Léonce de Saint-Martin et son épouse réceptionnent le maître et Mlle Richepin. Vierne revient avec l'espoir d'améliorer la situation de l'orgue de Notre-Dame qui a besoin d'une intervention. La presse française relate à son tour cette tournée et non sans fierté loue la popularité de l'organiste de Notre-Dame. Vierne passe l'été à Luchon où il est en voie d'achever ses Pièces de fantaisie (Opp. 51, 53, 54, 55) et tente de se ménager en ralentissant quelque peu son travail. Il participe à l'inauguration de l'orgue de Saint-Nicolas-du-Chardonnet au mois de décembre. Il retourne à Lausanne pendant l'été 1928 où il compose les Soirs étrangers (Op. 56) pour violoncelle et piano. Si la popularité et la réputation de Vierne n'est plus à démontrer, il montre néanmoins des signes d'introspection qui contrecarrent le bouillonnement des années folles.

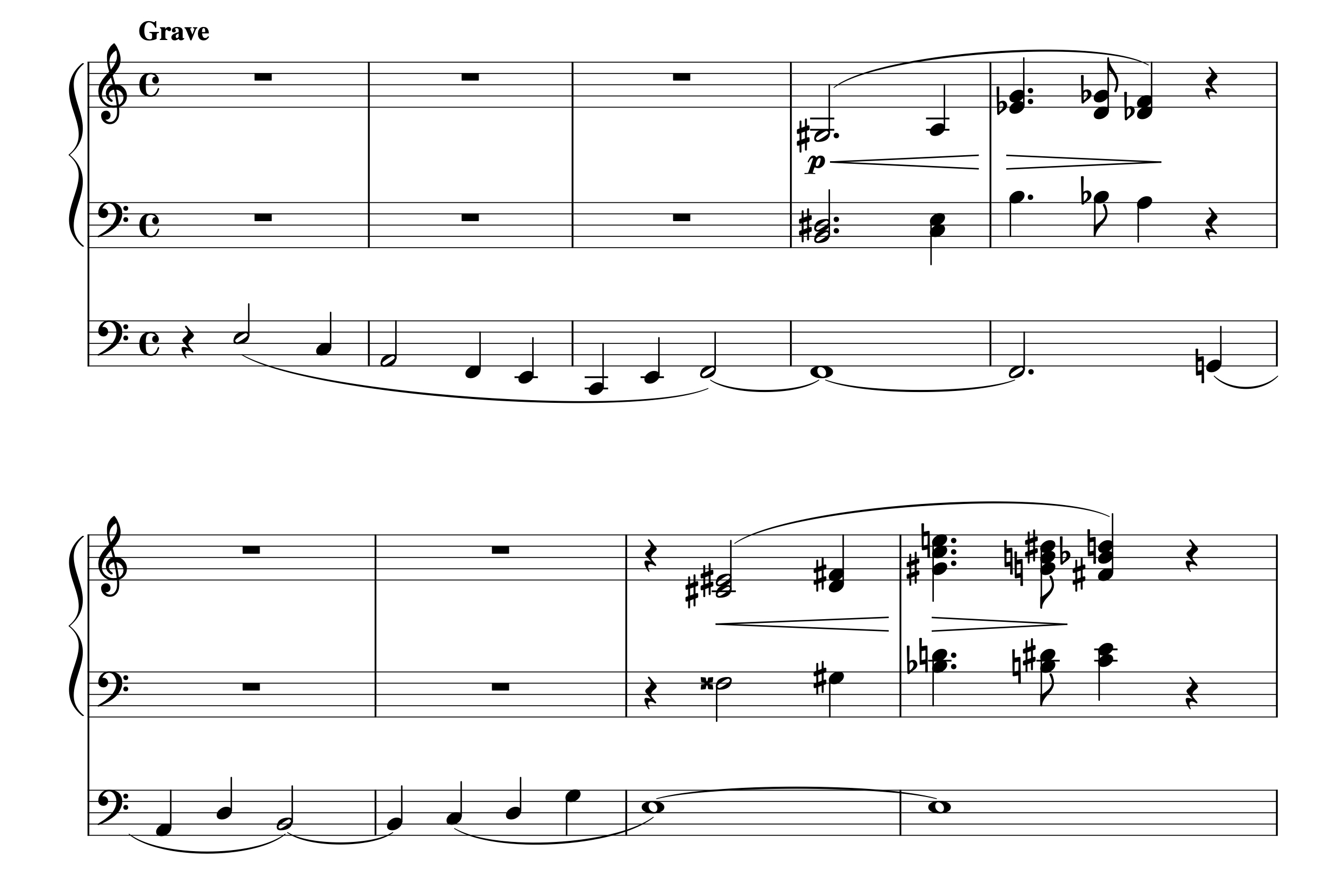
Premier mouvement [Grave] de la Cinquième Symphonie pour orgue (Op. 47) (1923-1924).
Composée presque dix ans après la Quatrième, cette œuvre est la plus longue mais peut-être aussi, avec un chromatisme obsédant, une des symphonies pour orgue de Vierne les plus tourmentées.

#### Dernières années (1930-1937)

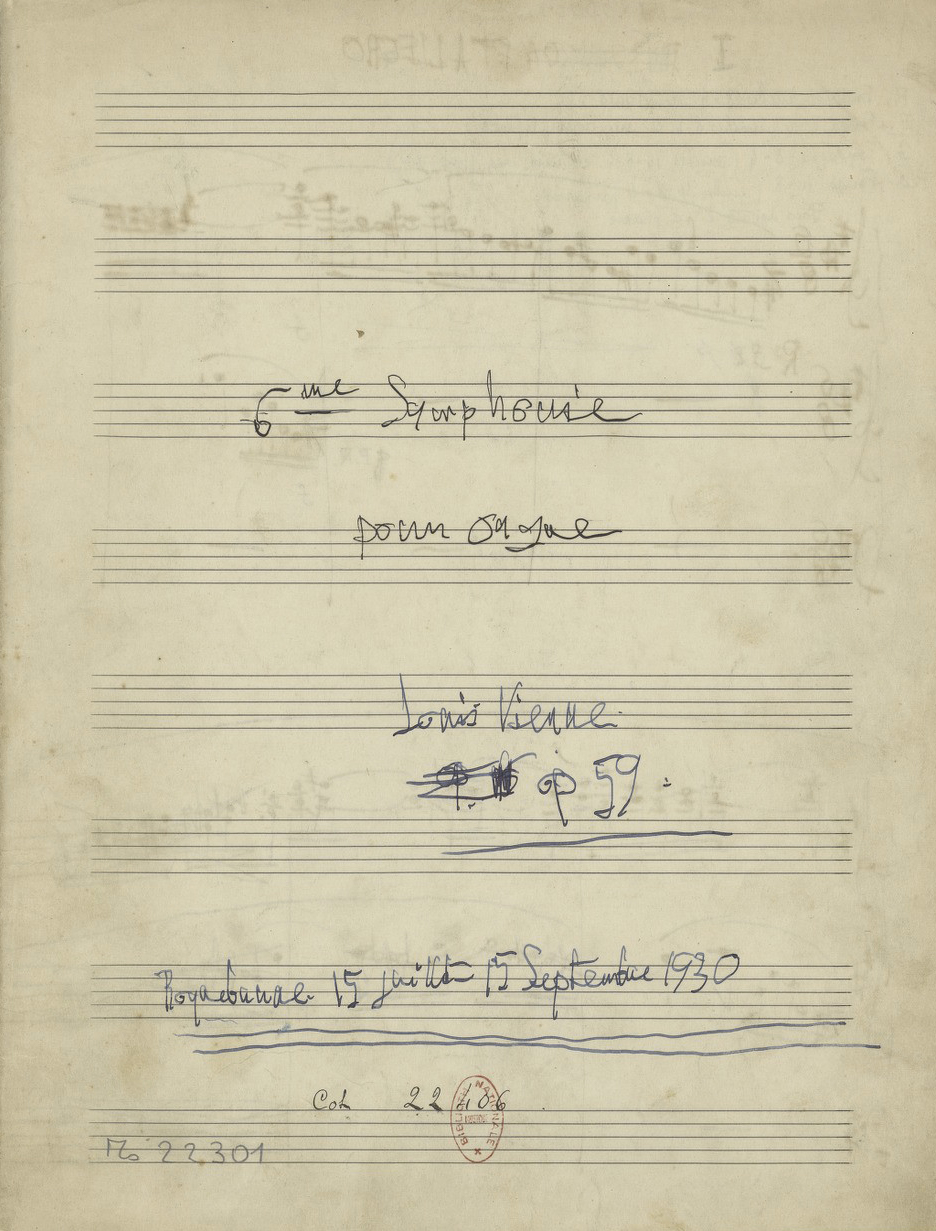
Manuscrit de la Sixième Symphonie pour orgue (Op. 59) composée pendant l'été 1930.

À partir de 1930 l'art de Vierne se manifeste par « un grand détachement » selon la formule de Bernard Gavoty. Dans sa correspondance, Vierne se dit faible et usé. Ses alertes cardiaques l'ont contraint à ralentir ses déplacements et de fait ses concerts. Il donne toutefois quelques récitals sur la Côte d'Azur au mois de février 1930. Il passe l'été près de Menton en compagnie des dames Richepin, au cours de ce séjour il compose sa Sixième Symphonie pour orgue (Op. 59) qu'il achève le 15 septembre. Il compose aussi Quatre Poèmes grecs (Op. 60) pour voix et harpe. En mars 1931, Vierne est décoré de la Légion d'Honneur ; le Bulletin des Amis de l'Orgue déclare que « les pouvoirs publics ont réparé un oubli ». Cette même association organise une soirée en l'honneur de Vierne où ses œuvres pour orgue sont exécutées par André Marchal, Maurice Duruflé et André Fleury. Vierne est très touché de cette reconnaissance. Il est d'ailleurs plusieurs fois membre du jury du Concours des Amis de l'orgue entre 1929 et 1936, années où Maurice Duruflé, Jean Langlais, Gaston Litaize et Jehan Alain sont récompensés. Vierne compose à la fin de l'été 1931, la Ballade du désespéré (Op. 61) où la noirceur du sujet et son traitement sont saisissants. Cette œuvre est souvent associée à l'annonce faite à Vierne par Madeleine Richepin de son intention d'épouser le docteur Lucien Mallet, Vierne se sentant abandonné réplique en musique. Néanmoins les époux Mallet ne cessent leur dévouement auprès de Vierne jusqu'à ses derniers instants et ne l'ont jamais quitté. Si Madeleine permet à Vierne de relancer sa carrière et l'assiste, elle est aussi vivement critiquée comme ayant une influence parfois excessive sur les relations de Vierne avec son entourage. Elle est même soupçonnée de falsifier certains documents abusant de sa confiance. Néanmoins elle continue d'entourer Vierne et de l'aider, on les retrouve le 2 février 1932 à la basilique Saint-Sernin de Toulouse où ils font entendre Les Angélus (Op. 57). Vierne passe l'été 1933 dans le Nord chez un couple d'amis dont l'épouse est une ancienne élève. Il retrouve à l'occasion son ami Étienne Périlhou, fils d'Albert.

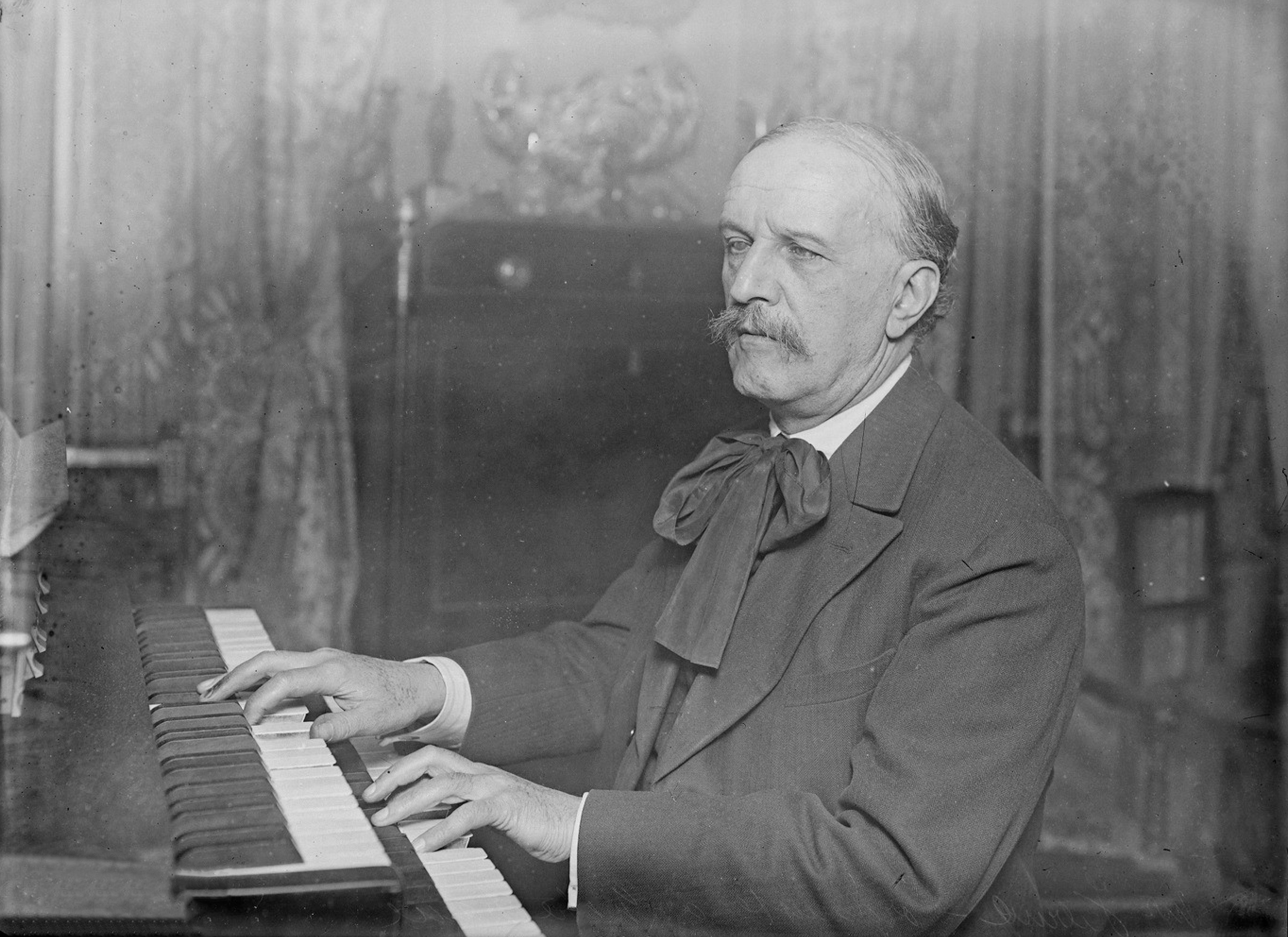
Louis Vierne en 1931.

S'il a su, grâce à ces aides, redonner un élan à sa carrière et se relever des grandes souffrances qu'il a dû subir, Vierne en demeure marqué durablement comme lorsqu'il s'adresse à son frère René à la fin de l'année 1936 avec ces mots : « […] René, je t'ai donné la sépulture que Dieu t'avait refusée ; ta tombe c'est dans mon cœur que je l'ai creusée. » Vierne entame une période d'oscillation de son état de santé, étant parfois totalement empêché d'assurer ses cours à la Schola Cantorum ou son service à Notre-Dame en raison de bronchites chroniques. Au-delà du succès, il semble se réfugier dans un repli, une solitude et se montre pessimiste : 

« J'écris dans la plus noire des solitudes, car je suis seul, irrémédiablement seul, avec le vide au cœur et pour compagne, la vieillesse et son hideux cortège de désillusions, de trahisons. […] Je n'ai plus d'avenir, ni d'espoir de revanche, plus d'illusions, plus d'amour pour mon art. Je ne crois plus à rien. Heureusement, j'ai le pressentiment de plus en plus vivace que cela va finir. »

 Néanmoins il n'est pas dépossédé de toutes relations amicales et chaleureuses. Il continue d'enseigner avec un certain intérêt, malgré ses ennuis de santé. Vierne passe l'été 1936 en Suisse avec Madeleine Richepin (désormais Madame Mallet) où il retrouve ceux qui l'ont accueilli pendant la Guerre. Pendant l'hiver, son état, cardiaque et bronchiteux, semble se fragiliser d'après les témoignages de Georges Jacob et d'Émile Bourdon, ses élèves, venant lui rendre visite.

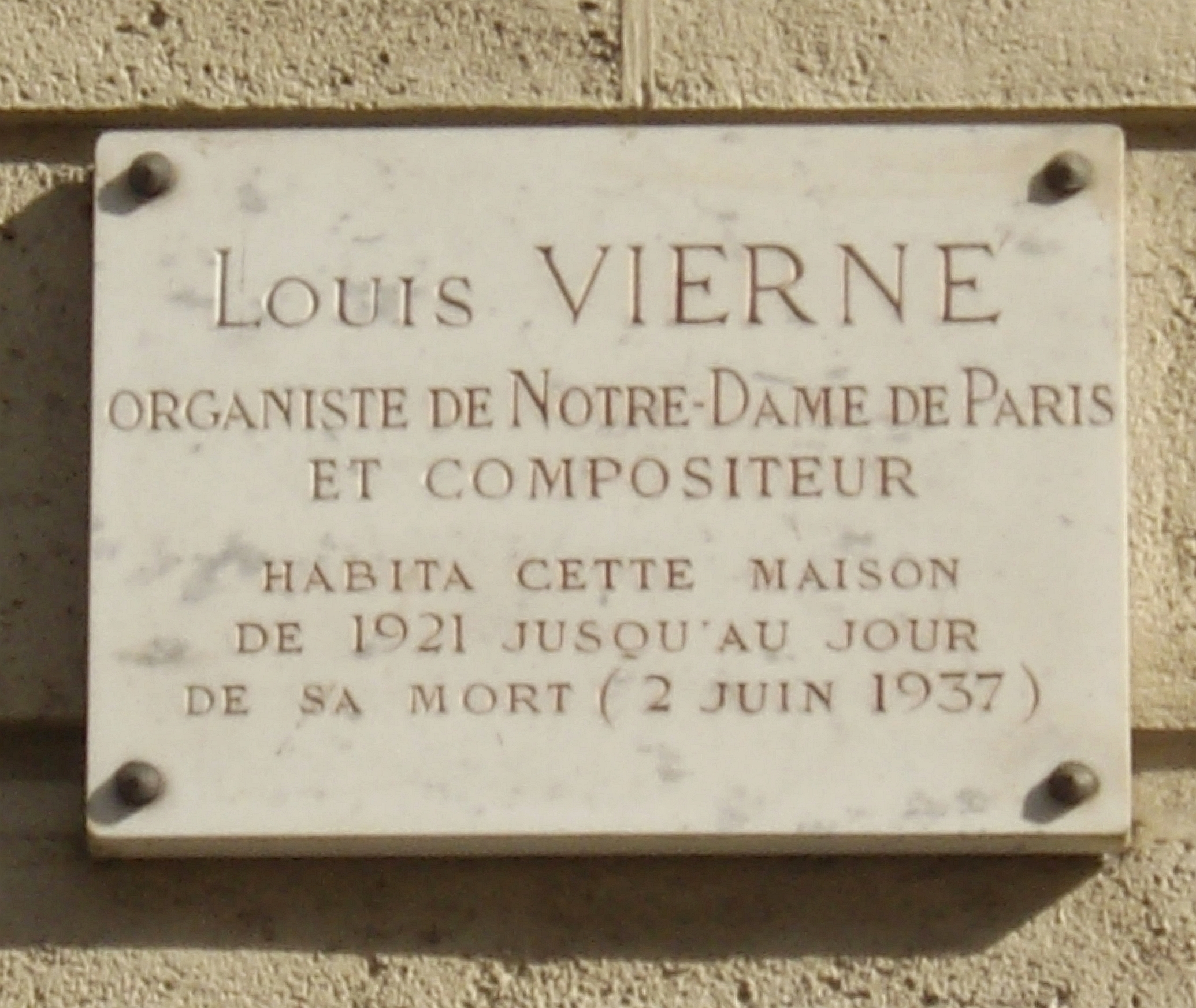
Plaque commémorative 37 rue Saint-Ferdinand (Paris).

Le 12 mars 1937, Widor s'éteint à l'âge de quatre-vingt-treize ans. Vierne sort de moins en moins de son appartement mais y donne toujours cours et prend plaisir à de fréquentes visites d'amis ou d'anciens élèves. Gustave Doret décrit ses visites où il converse avec Vierne avec beaucoup de plaisir : « Dans son appartement confortable de la rue Saint-Ferdinand, nous avons durant des heures bavardé. Bien que déjà souffrant, il n’avait rien perdu de sa vivacité intellectuelle. Ses réparties fulgurantes étaient ma joie toujours renouvelée. » Vierne a entrepris depuis 1931 la rédaction de ses Souvenirs ainsi qu'un Journal et se plaît à présent à évoquer les moments vécus, heureux ou malheureux, et à se remémorer sa vie. Les Amis de l'Orgue lui demandent à plusieurs reprises des notices biographiques entre 1934 et 1937. Il joue les offices de Pâques 1937 à Notre-Dame, bien qu'on doit le soutenir pour monter à la tribune — il s'essouffle vite en raison de ses problèmes cardiaques. Il improvise et exécute la Pièce héroïque de Franck de façon magistrale montrant, selon les témoins, qu'il n'a rien perdu de sa technique et de sa sensibilité musicale malgré ces difficultés.

#### Une mort «tragique et merveilleuse» (2 juin 1937)

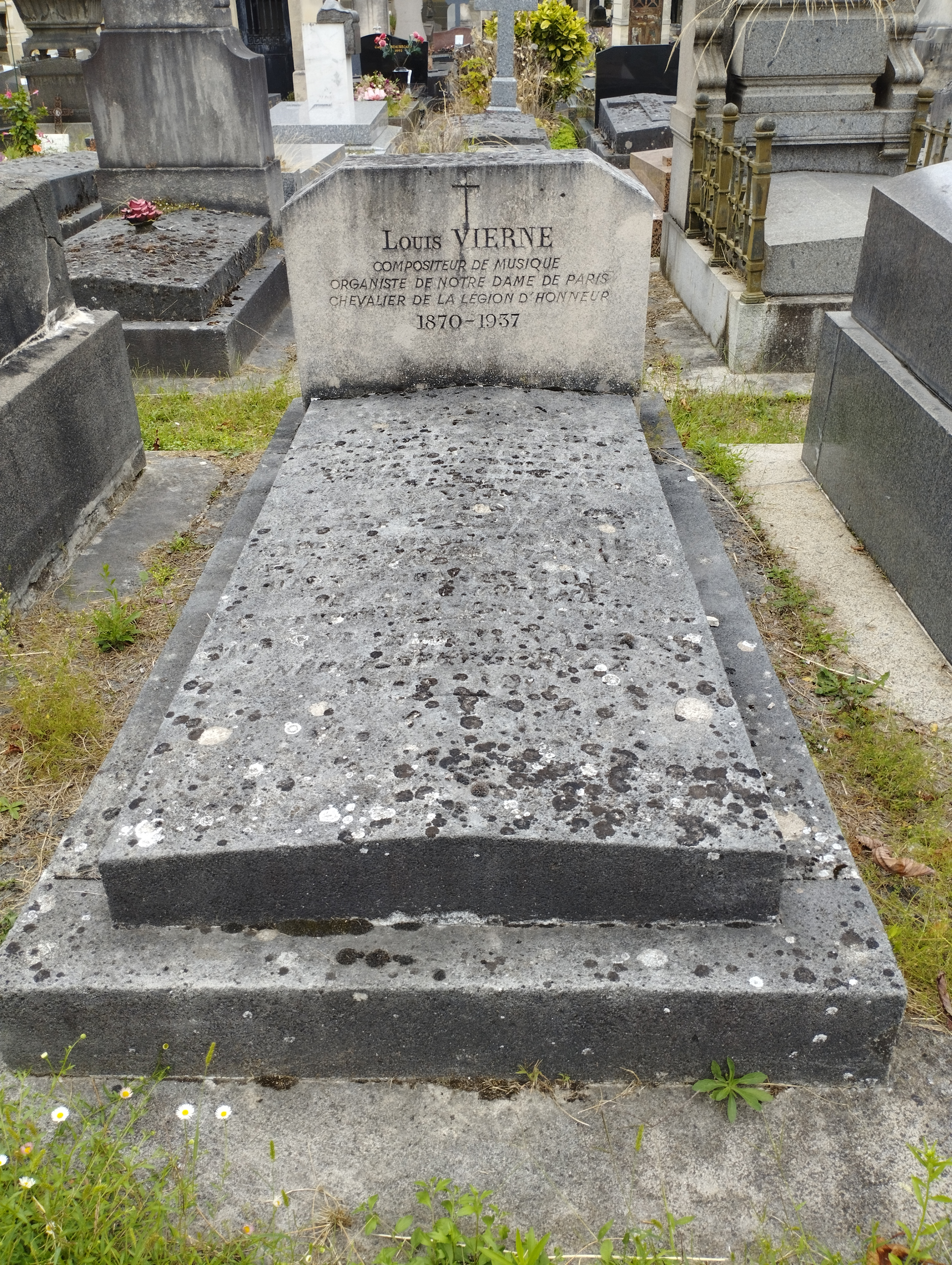
Tombe de Louis Vierne au cimetière du Montparnasse à Paris.

Dernière représentation autorisée par les autorités de la cathédrale, Vierne donne le mercredi 2 juin 1937 avec Maurice Duruflé un concert organisé par les Amis de l'Orgue. Le concert comporte la première audition intégrale de son Triptyque (Op. 58) exécuté par l'auteur et une improvisation sur des thèmes grégoriens. Maurice Duruflé complète le programme avec quatre des Vingt-quatre Pièces de fantaisie et des extraits de la Sixième Symphonie (Op. 59). Vierne exécute les trois parties de son Triptyque, qui se clôt sur la pièce Stèle pour un enfant défunt, et, au moment de commencer l'improvisation, fait une crise cardiaque et s'affaisse sur le pédalier de l'orgue,. Présents, le docteur Mallet et son épouse tentent de le réanimer en vain. Vierne meurt à la tribune quelques instants après. Le compositeur Émile Trépard, dans l'assistance le soir du concert, en fait un récit pour la revue Le Valentin Haüy dans lequel il qualifie le trépas du maître de « mort tragique et merveilleuse ».
Le corps est transporté à l'Hôtel-Dieu d'où l'on annonce au public désorienté venant aux portes de l'établissement que l'organiste de Notre-Dame est décédé. L'occasion, son 1 750e concert, les circonstances et la brutalité de la disparition de Vierne émeuvent toute l'assistance et, dès le lendemain, la presse s'empare de l'évènement. Le vendredi 4 juin, le corps est ramené à Notre-Dame pour une veillée. L'office funèbre est chanté en grégorien, le grand orgue, couvert de noir, reste muet. Vierne est inhumé au cimetière du Montparnasse où cinq discours sont prononcés par Charles Tournemire, Georges Jacob, Louis de Serres, Albert Mahaut et le comte Bérenger de Miramon Fitz-James.
Il meurt lors d'une année de deuil pour la musique, la même année que son maître Charles-Marie Widor et que les musiciens Albert Roussel, Henri Libert et Maurice Ravel.

## Décorations
- Chevalier de l'Ordre de Saint-Grégoire-le-Grand (1924)
- Chevalier de la Légion d'honneur (1931)

## Parcours musical

### La rencontre et l'influence deCésar Franck

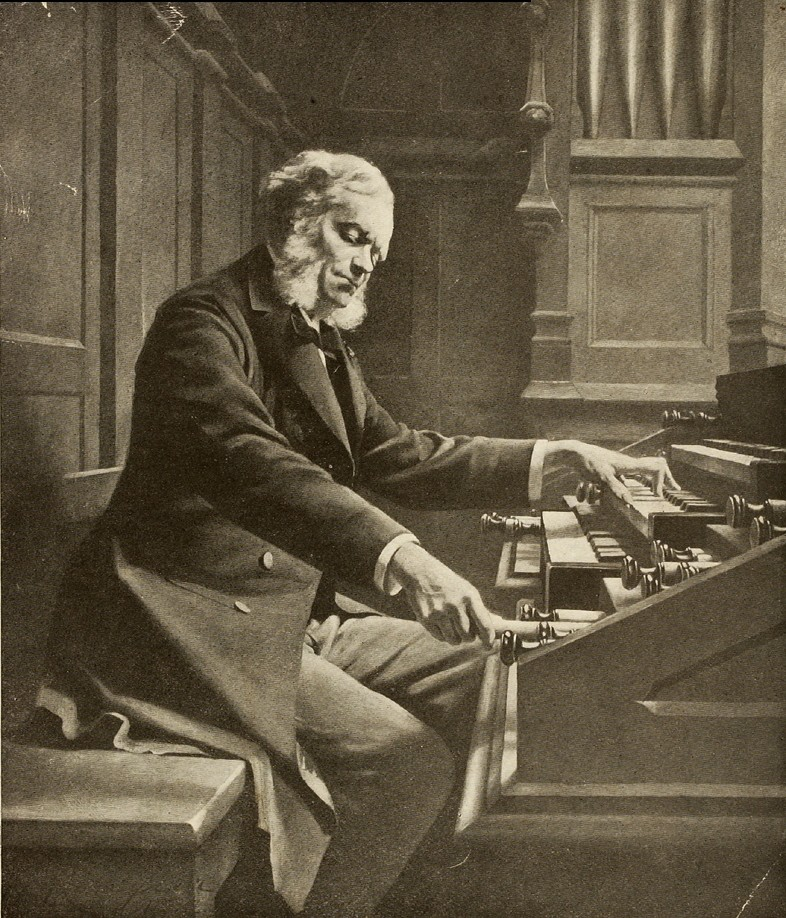
César Franck aux claviers de l'orgue de Sainte-Clotilde en 1885.

Vierne découvre la musique dans le cadre familial et développe d'évidentes prédispositions que son oncle, Charles Colin, encourage à exploiter. Après plusieurs professeurs particuliers à Lille puis l'enseignement suivi à l'INJA, Vierne recueille les félicitations de César Franck dès 1886. Comme son futur confrère Tournemire, Vierne a entendu Franck pour la première fois à Sainte-Clotilde dès 1880 et a été véritablement frappé par la stature et l'art du musicien. Le rencontrant en 1886 à l'INJA, Vierne ne cache pas son admiration et engage un dialogue mémorable où il affirme avoir failli « mourir de joie » en écoutant Franck et trouvant cela tellement beau « parce que cela chantait, [lui] serrait le cœur, [lui] faisait du mal et du bien à la fois, [l']emportait autre, où cela doit chanter ainsi. » Cette vibrante déclaration pour un art qui déjà le bouleverse attire plus que jamais Vierne dans un parcours musical.
Franck décèle manifestement très tôt, et à plusieurs reprises, comme il préside traditionnellement le jury des examens de fin d'année de l'institut, le talent de Vierne. Ce dernier adule manifestement Franck en raison du choc musical — artistique même — qu'il découvre encore dans sa famille, mais bientôt privée du père, et du rôle paternel que l'organiste de Sainte-Clotilde occupe dans un moment certes court mais décisif dans l'apprentissage de Vierne. Franck touche assez profondément la nature artistique et sensible de Vierne qui le résolue à entrer en classe d'orgue et devenir musicien. Si Vierne a connu César Franck dans un temps finalement assez restreint, l'écriture et la conception esthétique de la musique de ce dernier ne se sont jamais éloignées de ses propres aspirations et de l'écriture personnelle de Vierne. Il hérite et tient à défendre dans ses œuvres le lyrisme et la conduite des lignes mélodiques tels que Franck les développait. Les modulations, le raffinement harmonique viennent indéniablement de Franck dans la musique de Vierne. Il a par ailleurs, tout au long de sa carrière, interprété et enseigné l'œuvre de Franck à l'orgue.

### L'appui deCharles-Marie Widor

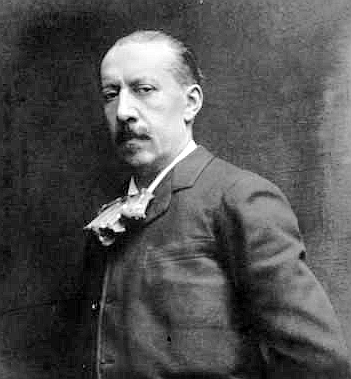
Charles-Marie Widor vers 1890.

La disparition prématurée de César Franck fait apparaître Charles-Marie Widor comme nouveau repère dans la formation de Vierne. Plusieurs témoignages, notamment ceux de Vierne et de Charles Tournemire, révèlent le profond changement qui intervient lors de la mort brutale de César Franck. Widor souhaite rétablir la technique instrumentale de l'orgue que Franck semblait délaisser au profit de l'enseignement de l'improvisation. Vierne décrit Widor comme « un exécutant formidable et un bel improvisateur, plus décoratif qu'émotif. ». Widor applique les principes dispensés par son maître, Jacques-Nicolas Lemmens, avec une très grande rigueur. Ce travail de la technique implique, en commençant par la posture immobile de l'exécutant, un jeu basé sur un legato absolu et une certaine articulation des notes répétées. Widor est en somme d'abord plus technique qu'esthétique dans les premières conceptions de Vierne. Néanmoins la culture du nouveau professeur éblouit les élèves. Malgré de forts a priori et de grandes difficultés à « réapprendre » presque entièrement leur technique, les membres de la classe constatent leurs progrès et Widor démontre toujours ce qu’il souhaite en donnant l’exemple lui-même au clavier. Aussi, il fait découvrir et élargir le répertoire de la classe ; Vierne cite les Chorals de Bach dont le volume n’avait jamais été ouvert auparavant et peu de monde connaissait vraiment cette part de l’œuvre de Bach. Titulaire de l’orgue de Saint-Sulpice depuis 1870, Widor s’impose grâce à sa grande connaissance de la pratique de l’orgue et développe une technique qui s’adapte à la constitution mécanique et sonore de l’instrument plutôt qu’une technique générale applicable au clavier. La technique du pédalier, mais aussi la capacité à registrer soi-même une œuvre doivent être, selon lui, maîtrisées au même niveau que le texte musical. Vierne est d’abord inquiet par ces changements mais ses progrès et l’efficacité de ce travail le convainquent totalement. La culture, l’expérience et l’académisme de Widor — qui joue un grand rôle dans le paysage musical — l’impressionnent beaucoup.
Widor s'attache lui-même très vite à cet élève malvoyant pressentant une grande carrière. Il le décrit comme un musicien qui « sait à fond son métier ; véritable organiste : n'a plus à apprendre que l'expérience. » Preuve de cette estime, après seulement deux ans en classe d'orgue, Vierne se voit confier par son professeur la suppléance à l'orgue de Saint-Sulpice, chef-d'œuvre d'Aristide Cavaillé-Coll. Widor révèle un peu plus à son élève les rudiments et les maniements tout à fait spécifiques de cet orgue monumental. Vierne a ainsi l'occasion de s'approprier un instrument symphonique de grande envergure et nourrit déjà ce que seront ses compositions à venir et le développement de sa propre esthétique à l’orgue. Le maître autorise même Vierne à utiliser le titre de « Suppléant de C.-M. Widor au grand orgue de Saint-Sulpice ». Le soutien manifesté à Vierne par Widor dès ses années d'études ne joue néanmoins pas toujours en sa faveur. Selon Bernard Gavoty ce serait même la raison des échecs consécutifs de Vierne au Prix d'orgue plusieurs années de suite, le jury refusant d'honorer le protégé du professeur. Widor affirme à Vierne que le prix n’est qu’un marqueur et que rester plusieurs années en classe d’orgue va lui permettre d’étudier et de travailler encore davantage, Vierne partage cet avis et ne ralentit pas son travail. Son talent est indéniable et il parvient à obtenir le 1er prix d’orgue en 1894. Nommé « adjoint officiel » — selon les propres mots de Widor — de cette même classe, Vierne s'investit pleinement dans cette tâche. Il s'évertue à perpétrer l'héritage de Franck ajoutant toutes les exigences et les moyens mis à disposition par Widor et prépare au mieux les élèves aux épreuves. Malgré son jeune âge, Vierne apparaît très vite comme un professeur estimé et indéniablement compétent.
Vierne interprète la musique de Widor très tôt et a la chance de pouvoir travailler plusieurs de symphonies pour orgue avec lui à Saint-Sulpice. Il participe même à faire connaître les œuvres de son maître, il joue la Symphonie Gothique (Op. 70) à Lyon et la partie d'orgue de la Troisième Symphonie (Op. 69) pour orgue et orchestre que l'auteur dirige lui-même. Ambroise Thomas disparaissant en mars 1896, Théodore Dubois lui succède à la direction du Conservatoire, Widor reprend la classe de composition et cède la classe d'orgue au nouveau professeur nommé qu’est Alexandre Guilmant. La fonction d'assistant de Vierne n'est nullement changée qui estime d'autant plus le nouveau titulaire le décrivant comme « un maître sans rival, un apôtre dont la conviction profonde se transmettait irrésistiblement à ses élèves. » Widor, grâce notamment à la présence de Vierne, continue de s’intéresser à la classe d’orgue. Il exerce toujours une grande influence dans l’art de Vierne à qui il donne encore des leçons ; Vierne confie d’ailleurs qu’il montre ses œuvres au maître jusqu’en 1907. Widor encourage et soutient les candidatures de Vierne comme organiste de Notre-Dame en 1900 et comme professeur à la classe d’orgue en 1911. Leurs relations se fragilisent ou du moins s'espacent du fait que Vierne poursuit sa carrière indépendamment de l'activité de son ancien professeur et surtout parce que ce dernier soutient désormais très activement Marcel Dupré avec lequel Vierne se brouille définitivement dans les années 1920. Néanmoins c'est avec Widor, son ancien maître, que Vierne donne en juin 1932 le concert d'inauguration du grand orgue restauré interprétant leurs œuvres.

### Organiste deNotre-Dame
Bien qu'il connaisse l'instrument et qu'à plusieurs reprises il remplace l'organiste empêché d'assurer son service à Notre-Dame, Vierne n'est pas particulièrement enthousiasmé d'être le potentiel successeur d'Eugène Sergent en 1900. C'est Charles-Marie Widor qui va pousser son élève, et assistant, à se présenter. Près d'une cinquantaine d'aspirants déposent auprès du clergé de Notre-Dame leur candidature pour prétendre au poste. Les autorités de la cathédrale décident alors de nommer le nouvel organiste à l'issue d'un concours. La décision entraîne le désistement de tous les candidats sauf cinq d'entre eux parmi lesquels : Louis Vierne, Albert Mahaut et Henri Libert. Le concours a lieu dans l'après-midi du 21 mai, le tirage au sort désigne Vierne comme premier candidat.

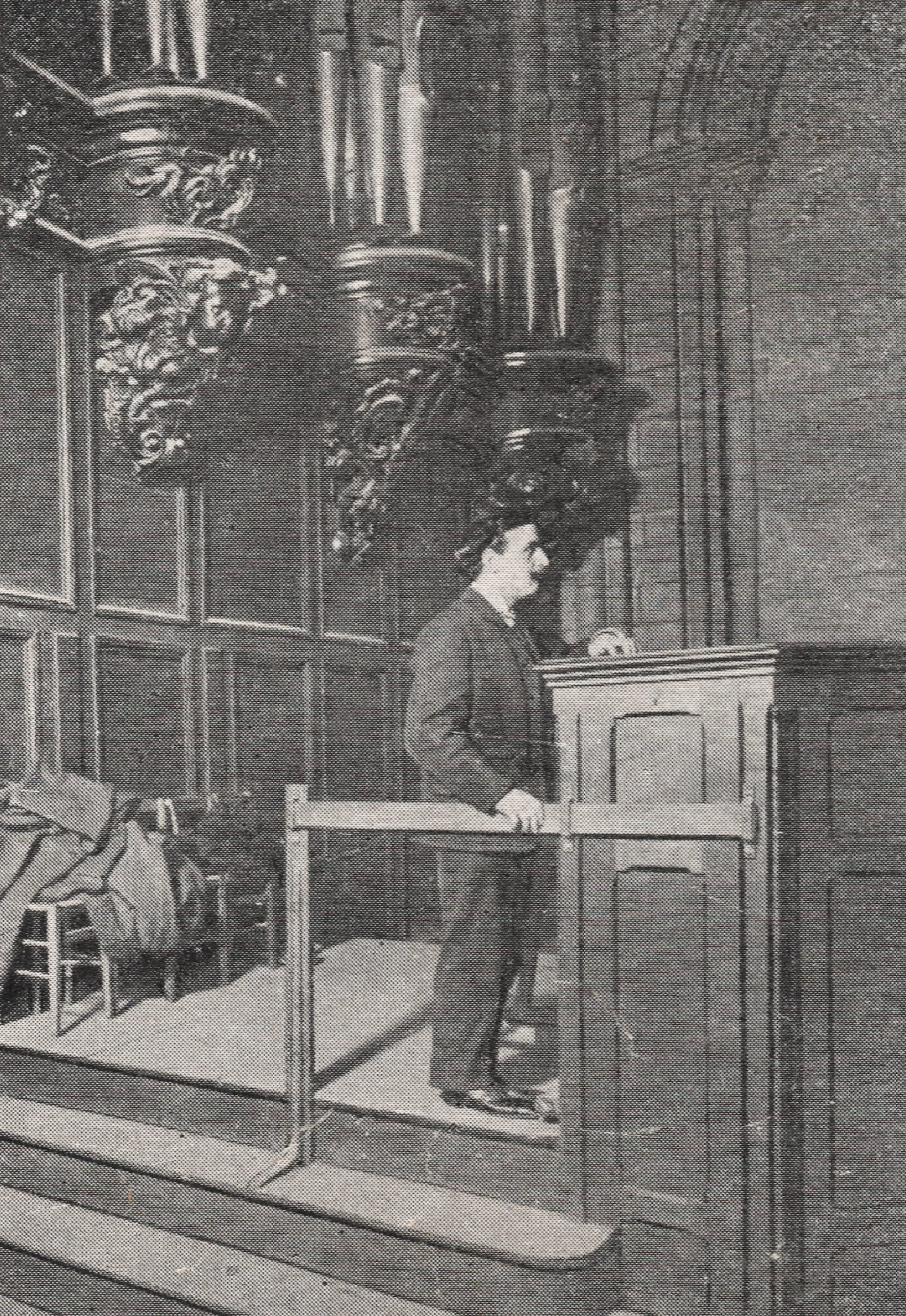
Louis Vierne devant la console du grand orgue de Notre-Dame de Paris, vers 1910.

Le jury présidé par Widor comporte Alexandre Guilmant, Eugène Gigout, Henri Dallier, Albert Périlhou, Adolphe Deslandres, l'Abbé Geispitz et le Chanoine Pisani. À l'issue de l'épreuve, dont on a conservé le verdict écrit par Widor et signé par tous les membres, « Le jury rassemblé sur la demande du Chapitre de Notre-Dame le 21 mai 1900, après avoir entendu cinq candidats pour la place d'organiste du Grand orgue présente M. Louis Vierne à l'unanimité. » Vierne est récompensé de sa nomination par l'estime que lui porte le clergé à ses débuts. Il peut pleinement exprimer son art et profiter de l'instrument de Cavaillé-Coll malgré les réticences de quelques membres du clergé habitués à la discrétion du précédent titulaire. L'Abbé Renault, maître de chapelle, que Vierne décrit comme une « curieuse et très sympathique figure de prêtre et d'artiste » lui manifeste une estime profonde ; l'amitié entre les deux hommes durera. De nombreuses personnalités sont de passage à la tribune où Vierne fait sonner l'orgue en soirée lorsque la cathédrale est fermée. Henry Bordeaux rapporte l'une de ces soirées en compagnie de Gabriele d'Annunzio dans un article du Figaro en 1910.

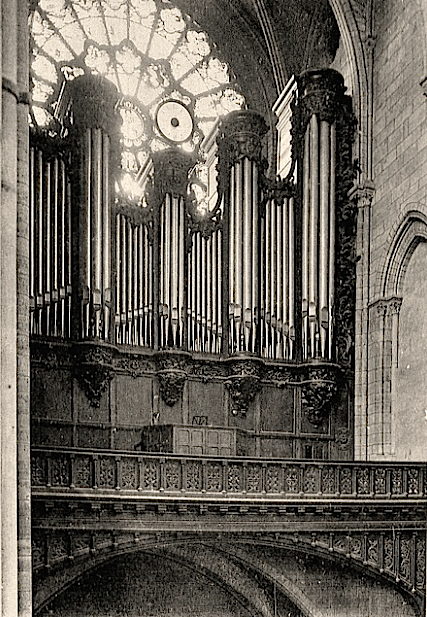
Le grand orgue de Notre-Dame de Paris dans les années 1930.

Vierne demande à Marcel Dupré de le remplacer pendant son absence en Suisse qui ne devrait pas être longue. Immobilisé par ses troubles oculaires, c'est Dupré qui tient l'orgue jusqu'à la fin de la Guerre notamment pour le Te Deum de 1918. On sait que ces années sont prolifiques pour Dupré qui compose ses Quinze Versets pour les Vêpres de la Sainte Vierge (Op. 18) issus d'improvisations à Notre-Dame. Néanmoins c'est manifestement au cours de cette période que ce qui amène la rupture entre les deux hommes se manifeste. Dupré joue du titre d'« Organiste de Notre-Dame » dans des termes peut-être ambigus qui laissent penser qu'il est titulaire de l'instrument. C'est à partir de 1923 que la querelle intervient entre les deux hommes à propos de cette mention. Élément parmi d'autres qui éloigneront définitivement les deux hommes.
Évènement marquant qui réinstalle Vierne à Notre-Dame à son retour, le centenaire de Napoléon Bonaparte, le 5 mai 1921, où il interprète spécialement composée pour l'occasion sa Marche triomphale du Centenaire de Napoléon (Op. 46) pour orgue, cuivres et timbales. Vierne reprend activement part aux célébrations de la cathédrale bien qu'il déplore l'état de l'orgue davantage fragilisé pendant les années de guerre. Il participe aux grands évènements de la basilique métropolitaine, haut lieu d'histoire. Vierne tient l'orgue aux obsèques du maréchal Foch. De même pour les obsèques du maréchal Joffre, Vierne improvise sur La Marseillaise jouée en mineur comme un grand choral. C'est à la fin des années 1920 que Vierne accepte pour la firme Odeon d'enregistrer plusieurs pièces à l'orgue de Notre-Dame ainsi que plusieurs improvisations. Précieux et premier témoignage sonore parvenu du grand orgue de Notre-Dame dans l'état quasi originel conçu par A. Cavaillé-Coll, Vierne interprète des œuvres de Bach, l'une de ses Vingt-quatre Pièces de fantaisie et improvise une Marche épiscopale, une Méditation et un Cortège. On retient sa manière d'interpréter la musique de Bach dans un esprit symphonique, avec un legato absolu, mais aussi le formidable improvisateur qu'il est dans des pièces parfaitement structurées au langage concis montrant l'éclat de l'orgue Cavaillé-Coll.

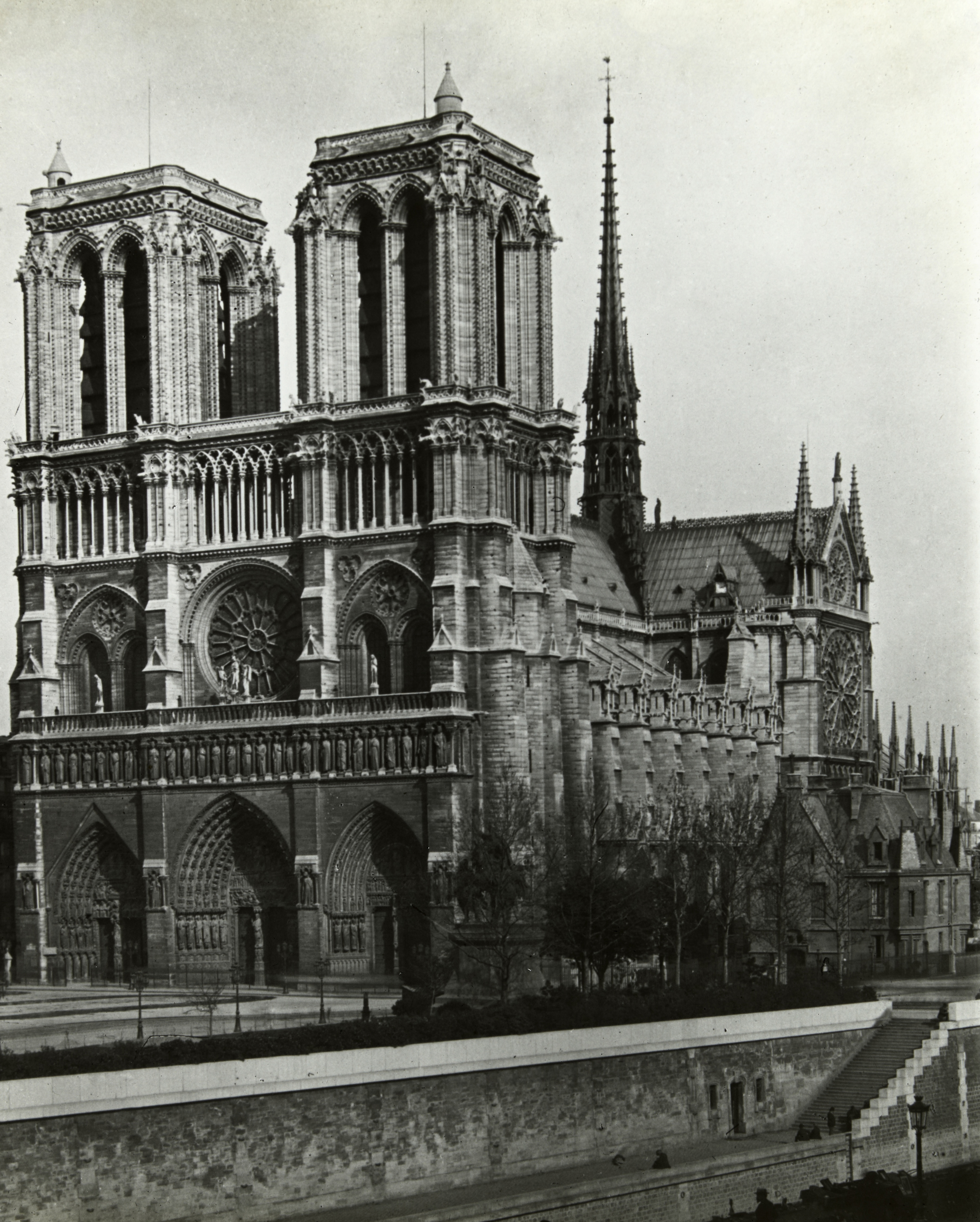
Notre-Dame de Paris dans les années 1930.

L'évènement tant attendu par son titulaire se concrétise enfin au début des années 1930 : la réfection du grand orgue. Les travaux sont confiés à Joseph Beuchet dirigeant la maison Cavaillé-Coll qui relève l'instrument, ajoute et change de place certains jeux. Vierne en compagnie de Widor donnent le concert d'inauguration le 10 juin 1932. Vierne est toutefois très vexé d'être exclu de la commission d'experts en faveur de l'orgue alors que Léonce de Saint-Martin, son suppléant, en fait partie. Au cours des années 1930 les rapports de Vierne avec le clergé de Notre-Dame se dégradent. On reproche à l'organiste des absences répétées qui traduiraient un manque d'investissement dans sa fonction liturgique. Léonce de Saint-Martin serait en partie responsable de cette fragilisation des relations entre le clergé et Vierne. Ce dernier, marqué par la mauvaise expérience faite précédemment avec Marcel Dupré s'oppose à la nomination officielle du vicomte de Saint-Martin comme suppléant. Malgré ce refus, la chose est officialisée en 1932. Viennent s'ajouter à cela les excès commis par Madeleine Richepin qui aurait transformé la tribune du grand orgue comme un lieu mondain fragilisant davantage les liens entre Vierne et son clergé. Néanmoins Vierne participe souvent aux obsèques de grandes personnalités comme le Président Poincaré, le 20 octobre 1934. Le 15 juin 1935, il participe à l'orgue à un spectacle intitulé Le Vrai Mystère de la Passion représenté sur le parvis avec 50 comédiens et 200 choristes.
Au milieu des années 1930 Vierne songe à présent davantage à l'avenir de l'orgue de Notre-Dame qu'au sien et souhaite que l'orgue soit entre de bonnes mains après sa disparition. Il écrit au Cardinal Verdier en février 1936 confiant son souci vis-à-vis de l'instrument et souhaite qu'un concours soit organisé pour nommer son successeur. En privé Vierne confie à son entourage qu'il souhaiterait que Maurice Duruflé lui succède. Il joue, non pas sans difficultés, les offices de Pâques 1937 avant un concert le 2 juin qui, selon les volontés du clergé, doit être le dernier. On assigne Vierne désormais à ses uniques interventions aux offices en tant qu'organiste liturgique. Ironie du sort ou pied de nez involontaire, la date du 2 juin 1937, dernier concert de Vierne annoncé à la cathédrale reste une date célèbre puisque Vierne, foudroyé par une embolie cardiaque au moment d'improviser sur l'Alma Redemptoris Mater, s'éteint à la tribune. Trente-sept ans après sa nomination, Vierne meurt, selon les mots d'Émile Bourdon, « à son poste de combat ».

### Professeur
Sans compter des leçons données jusque-là en privé, Vierne commence sa carrière officielle de professeur dès 1894 sous les meilleurs auspices puisqu'il se voit confier la classe d'orgue du Conservatoire dans laquelle il vient à peine de remporter un 1er prix sous l'enseignement de Charles-Marie Widor. Ce dernier le nomme comme répétiteur bénévole. Très vite on remarque les grandes qualités du jeune professeur et le sérieux de son enseignement. Vierne est chargé de préparer les élèves au cours et accomplit sa tâche avec beaucoup d'ardeur. Alexandre Guilmant récupère la classe d'orgue en 1896 à la suite de la nomination de Widor comme professeur de composition. Vierne conserve son poste sans aucun changement dans le contenu et la méthode de son enseignement. Guilmant effectuant d'importantes tournées de concerts, notamment aux États-Unis, est souvent absent, Vierne doit donc assurer seul la responsabilité de l'enseignement de l'orgue au Conservatoire. La confiance est totale et réciproque, Vierne déclare : « Nous marchions la main dans la main, animés d'une absolue confiance mutuelle, ayant comme ambition suprême l'ascension de notre École, et son rayonnement à l'extérieur. » Officiellement assistant mais très investi et estimé, Vierne se montre très fier de ses élèves et de leur succès confiant être dans « l'ère glorieuse de la classe ». Vierne est déjà soucieux de transmettre une tradition qu'il a lui-même reçue.

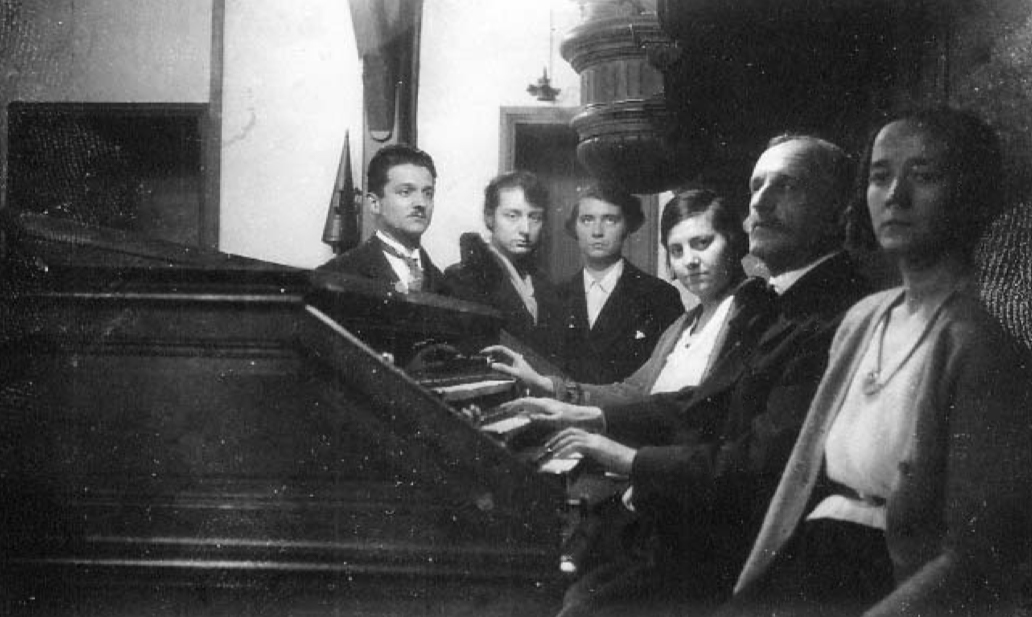
Louis Vierne et ses élèves à la Schola Cantorum dans les années 1930.

En 1911, à la suite de la nomination d'Eugène Gigout comme professeur, Vierne démissionne de sa fonction d'assistant et se voit confier par Vincent d'Indy la classe d'orgue de la Schola Cantorum. La rigueur de Vierne ne change pas pour autant dans le souci qu'il a d'enseigner l'instrument. Dans cet esprit pédagogique il publie en 1924 une édition critique d'une partie des œuvres pour orgue de Bach avec de précieuses analyses sur l'interprétation : Renseignements généraux pour l'interprétation de l'œuvre de J.-S. Bach, aux éditions Senart. Il voit une nouvelle fois lui échapper la classe d'orgue du Conservatoire en 1925 au décès d'Eugène Gigout ; Widor soutenant Marcel Dupré qui est nommé en 1926, Vierne est écarté — on sait que Tournemire s'est également présenté au poste. Vierne poursuit son enseignement élargissant le nombre de ses élèves, donnant, surtout à partir des années 1920, lorsqu'il revient à Paris, des leçons privées chez lui. Bernard Gavoty décrit d'ailleurs sa rencontre avec lui lors de l'une de ces leçons. En 1935, Vierne change de poste et enseigne désormais l'orgue à l'École César-Franck nouvellement ouverte. La Schola Cantorum vient de subir un bouleversement à la suite de la disparition de Vincent d'Indy ; le nouveau conseil d'administration révoque les dirigeants expressément choisis par d'Indy avant sa disparition. Le conseil artistique, alors composé de Gabriel Pierné, Paul Dukas, Joseph-Guy Ropartz et Albert Roussel, démissionne entraînant l'adhésion d'une majorité de professeurs et d'élèves. Tous les protestataires, dont Vierne est, rejoignent la nouvelle école ouverte le 7 février 1935. L'enseignement dispensé par Vierne demeure inchangé.

Comme Bernard Gavoty le rappelle, Vierne a été à lui seul un maillon essentiel de l'école d'orgue française d'une époque et de toute une génération puisqu'entre 1894 et 1930, pas moins de 30 de ses élèves obtiennent le 1er prix d'orgue au Conservatoire. Les témoignages des élèves de Vierne s'accordent pour révéler un professeur très sensible à l'univers de chacun de ses élèves. Vierne enseigne une technique implacable, héritée de Widor mais aussi de sa propre rigueur, dans laquelle il greffe une sensibilité toute personnelle et tient à ce que celle de l'élève s'exprime. Léonce de Saint-Martin décrit ainsi que Vierne : « demandait un travail sérieux, fondé sur la réflexion, l’analyse, le raisonnement. Il portait ses efforts sur le style, le mouvement, le coloris. » Maurice Duruflé évoque quant à lui Vierne comme un professeur très attentif et rigoureux : 

« Il avait un esprit classique, […] rationnel : aussi le travail de la fugue prenait-il avec une lui une forme rigoureuse. Le contre-sujet devait être pensé et réalisé comme s'il était écrit. Les divertissements devaient avoir aussi un style essentiellement polyphonique, la construction tonale devait être logique. En un mot, on avait tous les éléments qu'il fallait pour travailler chez soi. L'improvisation libre devait être également disciplinée dans l'exposition des thèmes, dans la conduite et la durée des développements. Quant à l'exécution, on trouvait chez Vierne le technicien parfait, l'élève de Widor, fondateur de l'école d'orgue française. […] En octobre 1920, je me présentai à l'examen d'entrée à la classe d'orgue et j'eus la chance d'être reçu. […] Je continuais mes leçons particulières avec Vierne pendant mes deux années de présence à la classe. »

Vierne est très attentif au travail de ses élèves, Léonce de Saint-Martin ajoute : 

« Il voulait qu'on interprétât une œuvre et non qu'on la jouât mécaniquement, d'où son insistance sur le phrasé, les articulations, l'accentuation, la ponctuation, les nuances. Il considérait le rythme comme la caractéristique essentielle du jeu d'un véritable interprète. Il le définissait : une « manifestation vivante », la mesure étant une « manifestation mécanique ». Il réclamait un ensemble absolu pour l'attaque et la levée des accords et se montrait d'une sévérité extrême dans l'exécution du staccato qu'il voulait d'une rigueur absolue. Il attirait particulièrement notre attention sur l'importance du vaisseau dans lequel nous pouvions être appelés à nous faire entendre au regard des phénomènes acoustiques qui en résultent, par exemple le mouvement métronomique d'un prélude et fugue devant être modifié suivant qu'on l'exécute dans une cathédrale, dans une salle de concert ou dans un salon. Il recommandait d'aller écouter les autres au lieu de se contenter de s'écouter soi-même et d'être plus attentif aux critiques qu'aux éloges. Le répertoire qu'il faisait travailler était toute l'œuvre de Bach, celle de Franck, quelques pages extraites des symphonies de Widor et ses compositions personnelles. La meilleure des leçons était d'aller l'écouter à son orgue de Notre-Dame où ses exécutions étaient magistrales et ses improvisations transcendantes. […] L'enseignement de Vierne était lumineux : rien d'aride, de sec, rien de l'esprit du pion ; une sorte de cours large et généreux où il appuyait, le cas échéant, ses théories sur des analogies tirées de l’archéologie ou de la peinture, voire de l'art oratoire et, chose infiniment précieuse, prêchant par l'exemple, se mettant lui-même aux claviers pour rectifier l'exécution d'un passage critiqué. »

### Concertiste

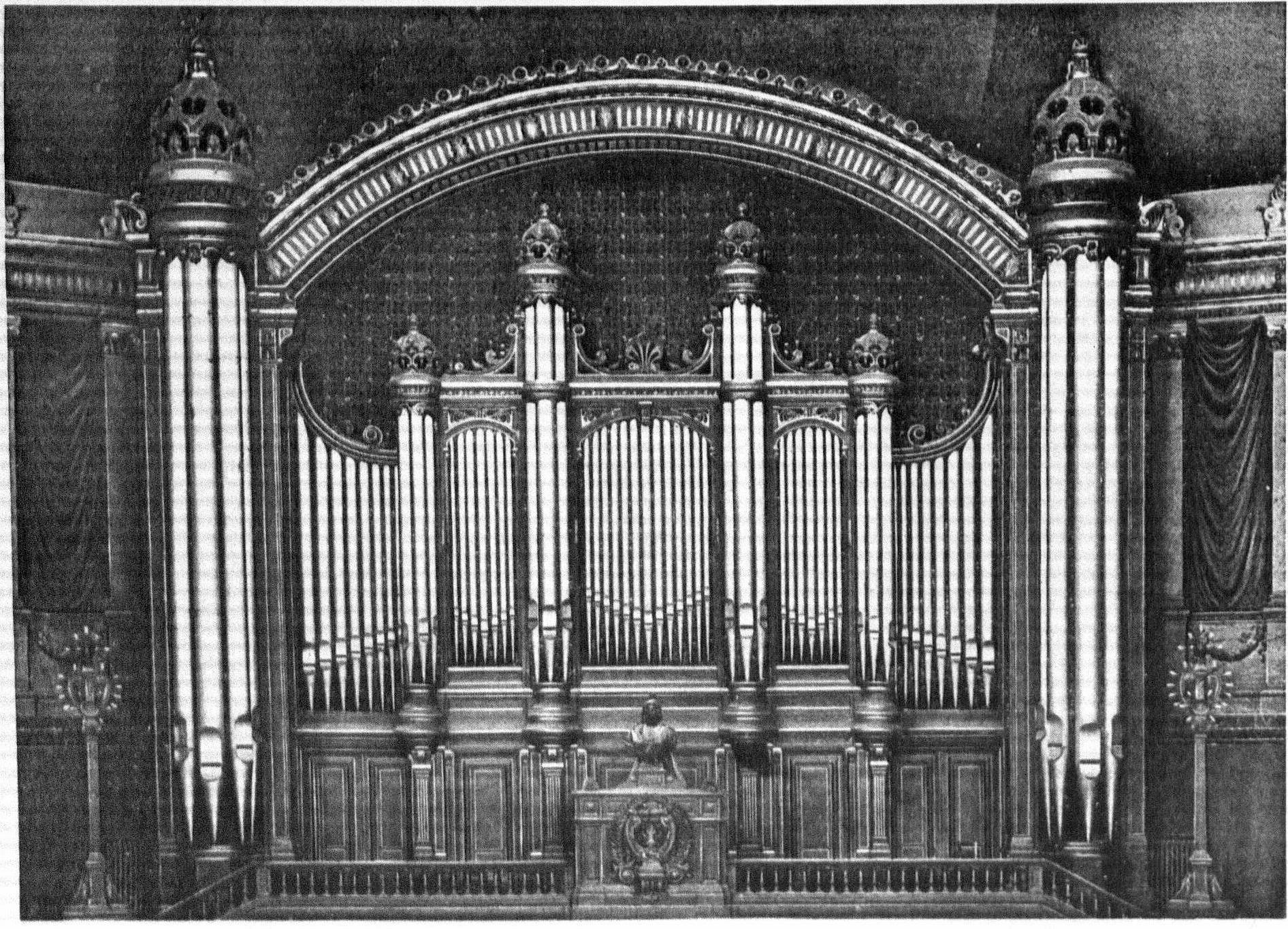
Le grand orgue A. Cavaillé-Coll du Palais du Trocadéro.

Vierne commence une carrière de concertiste dès les années 1890 au moment de sa réussite au Conservatoire. Il donne des concerts dès 1895 à Caen, Lisieux mais aussi en Belgique à Namur et Liège ainsi qu'aux Pays-Bas. Vierne donne un concert sur l'orgue du Trocadéro en juillet 1899. Vaste salle contenant un grand instrument construit par Aristide Cavaillé-Coll sur lequel Widor et Franck ont eux-mêmes fait entendre leurs œuvres, ce dernier y a d'ailleurs créé ses Trois Pièces. Moins d'un mois après son mariage, Vierne entame une tournée de concerts de trois semaines avec Widor en Allemagne, en mai 1899, où le disciple tient la partie d'orgue de la Troisième Symphonie (Op. 69) pour orgue et orchestre du maître qu'il dirige lui-même.
Les années difficiles de Vierne n'arrêtent pas son activité de concertiste bien qu'elle soit limitée. Il se produit ainsi pendant la Guerre en Suisse dès qu'il le peut. Vierne rentame de grandes séries de concerts à la suite de son retour à Paris vers 1920. Il se produit en 1921 et 1922 en Allemagne, en Autriche, en Belgique, aux Pays-Bas ainsi qu'en Espagne. En 1923, il se fait à nouveau entendre en Suisse et en Italie. En 1924, il donne pas moins de sept concerts en Angleterre et en Écosse, organisés grâce à son ancien élève et ami Joseph Bonnet ainsi qu'au facteur d'orgue Henry Willis (1889-1966), à qui il dédiera le fameux Carillon de Westminster.

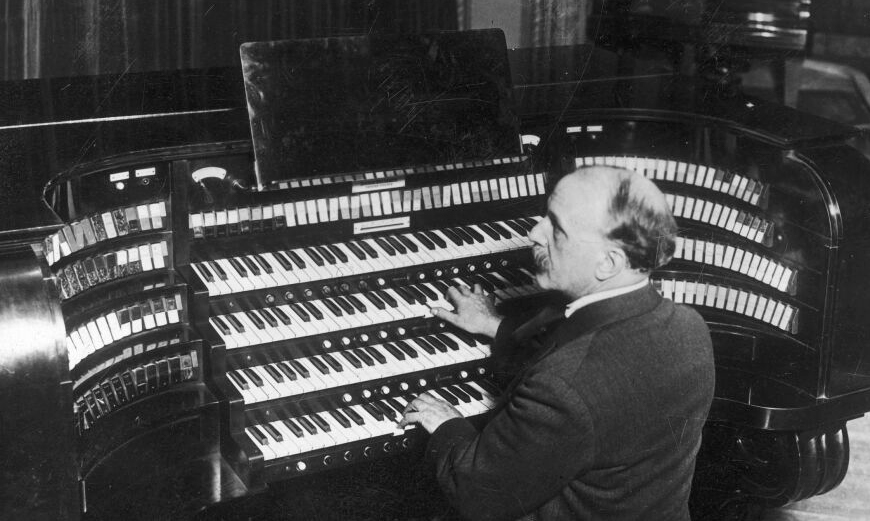
Vierne à l'orgue de l'auditorium Wanamaker de New York, en février 1927.

Le point culminant de la carrière de concertiste de Vierne est sans nul doute la tournée qu'il fait au début de l'année 1927 outre Atlantique. Vierne débarque à New York le 27 janvier 1927 en compagnie de Madeleine Richepin qui lui sert de secrétaire, d'assistante et prête parfois son concours pour certains concerts en tenant la partie vocale. Vierne se montre enthousiaste au continent nord-américain d'une part, dont il découvre la grandeur, mais aussi à l'accueil que lui réserve ce nouveau public. Il a ainsi l'occasion de faire entendre sa musique et de découvrir un panel d'instruments américains qui l'impressionne beaucoup. Il joue l'orgue Wanamaker à Philadelphie où il exécute certaines de ses Pièces de fantaisie et se fait entendre à Boston, Los Angeles ou encore Chicago. La presse américaine encense "The famous organist", Vierne poursuit sa tournée jusqu'au Canada où il arrive le 25 février à Montréal et y découvre les instruments du facteur Casavant. L'organiste de Notre-Dame suscite l'unanimité du public américain et se révèle très heureux de ces moments. Le public et la presse acclament le Final de la Première symphonie (Op. 14) dont tout le monde chantonne l'air à l'issue du concert. L'activité de concertiste de Vierne se réduit après cette tournée en raison des signes d'un affaiblissement cardiaque. Il donne cependant des concerts à Nice et à Menton au début de l'année 1930.

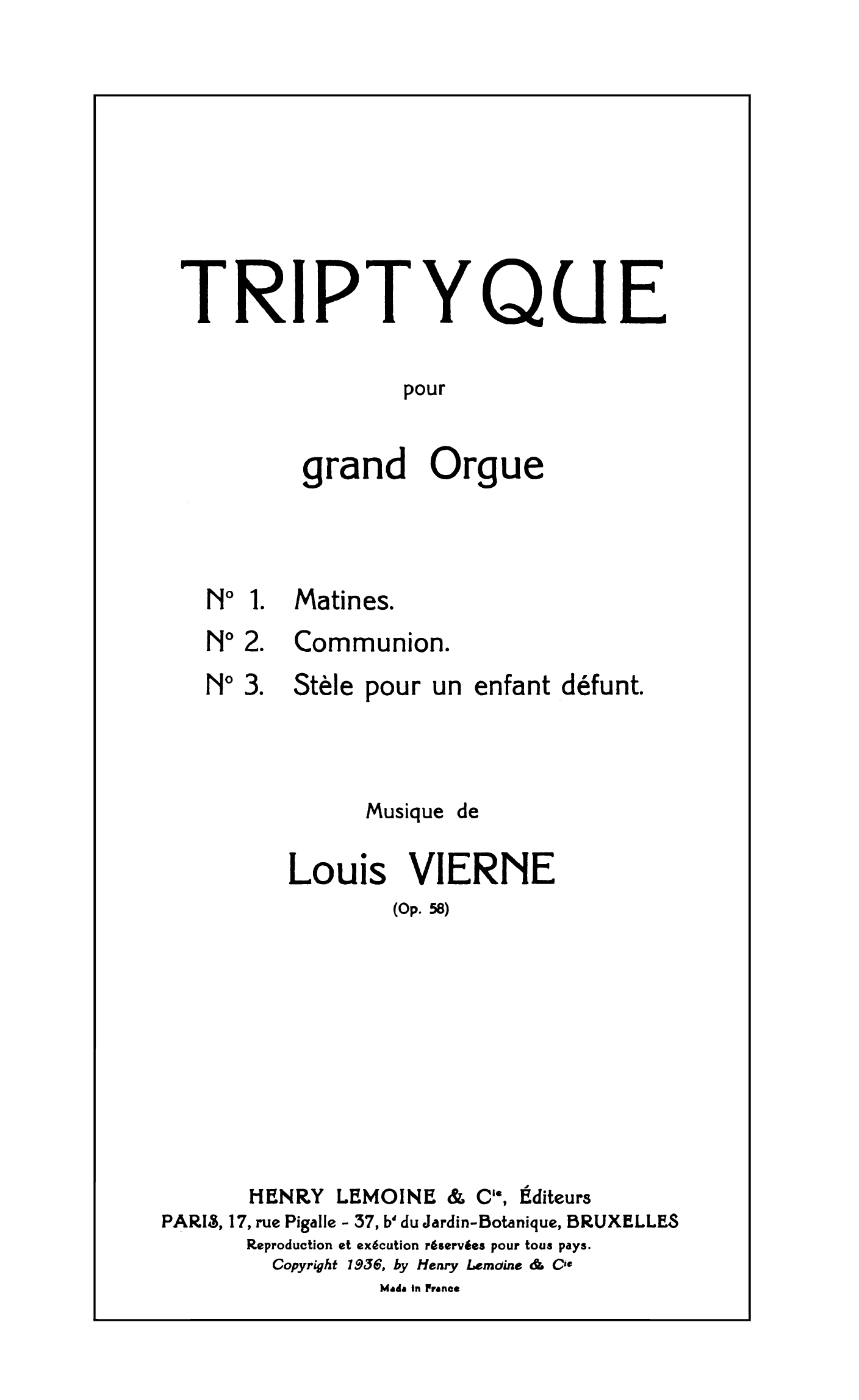
Le Triptyque pour orgue (Op. 58), dernière œuvre interprétée par Vierne avant sa disparition en concert à Notre-Dame de Paris.

Néanmoins plusieurs grands concerts vont encore faire entendre Vierne au sommet de son art. Le concert d'inauguration du grand orgue de Notre-Dame avec Widor a lieu le 10 juin 1932. Ce dernier avait déjà participé à l'inauguration de l'orgue Cavaillé-Coll en 1868. Ils font entendre des œuvres de leur composition ainsi que des pages de Bach, Dubois et Franck. Vierne interprète Cathédrales et le fameux Carillon de Westminster extraits de ses Vingt-quatre Pièces de fantaisie. Un concert organisé par les Amis de l'orgue, le 21 juin 1933, à Notre-Dame où Vierne improvise un triptyque sur des thèmes mariaux est à noter. Il se produit en dehors de la capitale à quelques reprises comme à Lyon, le 25 novembre 1934, où il donne un concert à l'orgue du sanctuaire Sainte-Thérèse-de-l'Enfant-Jésus, interprétant pour la première fois sa Stèle pour un enfant défunt.
Le 2 juin 1937 est pour Vierne la dernière des manifestations que lui concèdent les autorités de la cathédrale en dehors de ses activités liturgiques. Se partageant le programme avec Maurice Duruflé qui devait jouer des extraits de sa Sixième Symphonie (Op. 59) Vierne fait d'abord entendre pour la première fois en intégralité son Triptyque (Op. 58) pour orgue. La date et l'évènement restent célèbres puisque Vierne s'effondre au moment d'improviser et trouve la mort à l'orgue de Notre-Dame comme, dit-on, il l'avait toujours espéré.

### Compositeur
Volontiers et facilement qualifié d'« organiste », Vierne se révèle un compositeur ayant largement dépassé le répertoire destiné à l'orgue en livrant une œuvre de près de 66 opus pour plusieurs formations instrumentales, vocales et orchestrales.
Vierne compose ses premières œuvres dès ses années d'études à l'INJA avec un Tantum ergo (Op. 2) et un Ave Maria (Op. 3) pour voix et orgue. Sa carrière de compositeur débute véritablement lors de ses années au Conservatoire à l'issue de son Prix d'orgue. Composé dès 1894, son Quatuor (Op. 12) est créé en février 1896 à la Société de Musique Nouvelle. Vierne manifeste dès ces années un désir profond de composer et révèle déjà une écriture maîtrisée. Il s'intéresse à la musique vocale en composant Trois Mélodies (Op. 18) en 1897. Il tient lui-même la partie de piano pour la création de l'œuvre. Les critiques adhérent et louent les compositions du jeune musicien — Le Monde musical évoque des « mélodies d'une rare distinction et d'une réelle personnalité. » Vierne s'intéresse au piano, après Deux Pièces (Op. 7) écrites en 1893 alors qu'il est encore en classe d'orgue, une Suite bourguignonne (Op. 17) pour piano voit le jour en 1899. Œuvre plutôt gaie marquée par Franck, Fauré voire Chabrier.

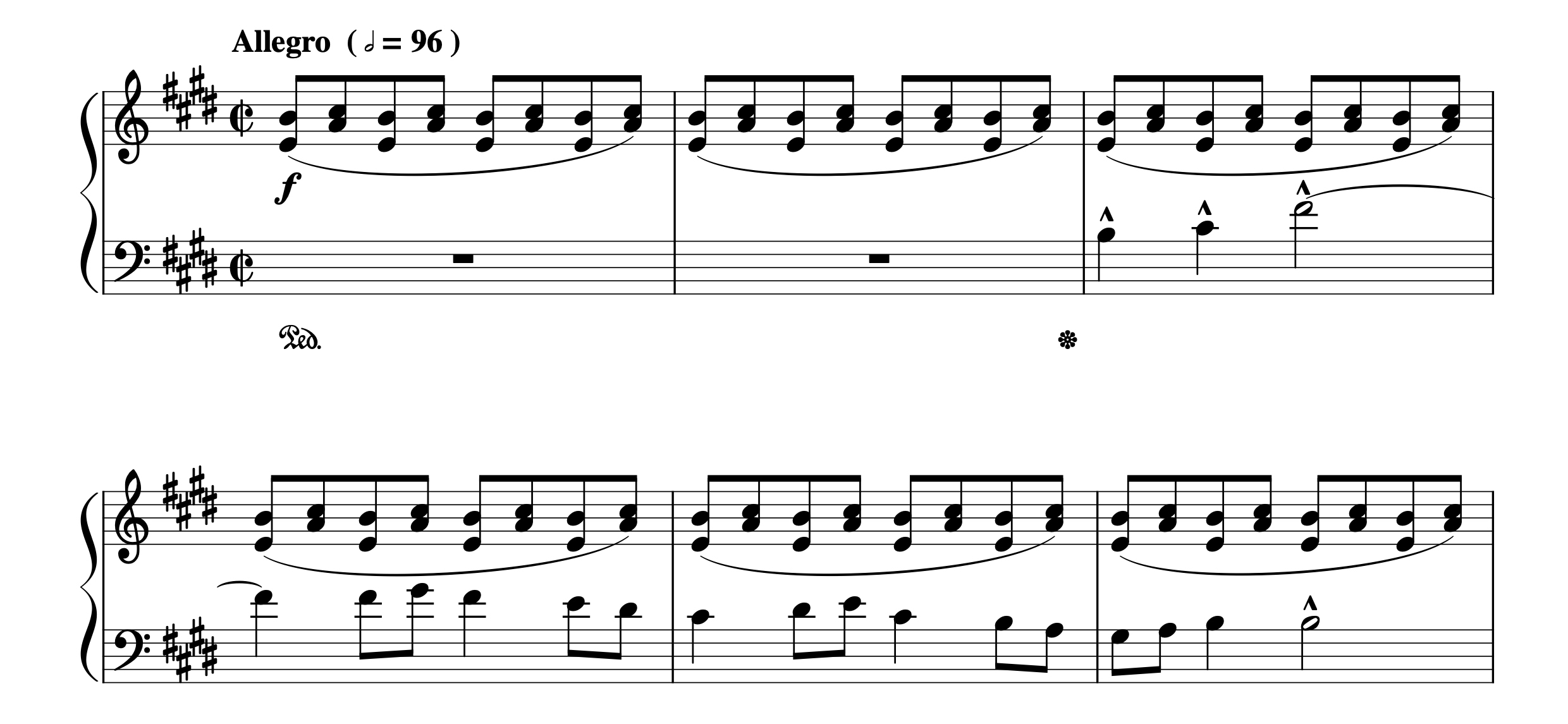
Premières mesures de lAubade ouvrant la Suite bourguignonne (Op. 17) pour piano (1899).

Vierne inaugure la série de ses grandes œuvres pour orgue — après trois premières pages : Allegretto (Op. 1), Prélude funèbre (Op. 4) et une Communion (Op. 8) — dès 1898 avec sa Première symphonie (Op. 14) achevée en 1899. Il dédie l'œuvre à Alexandre Guilmant. Marquée par ses maîtres, l'œuvre connaît un très beau succès dès ses premières exécutions ; le Final particulièrement est déjà un morceau apprécié, véritable carillon dont on retient facilement le thème, la pièce est une réussite. Vierne travaille sans relâche et se retrouve influencé par son entourage. Il est séduit par le timbre de voix de son épouse Arlette, contralto, et écrit à son intention Trois Mélodies (Op. 13) sur des poèmes de Carly Timun, de Victor Hugo et de Verlaine (qu'il apprécie beaucoup, l'ayant rencontré à Saint-Sulpice en 1895) et un Ave Verum (Op. 15). Vierne travaille pendant l'été 1899 qu'il passe au Crotoy dans la demeure des Taskin à sa Messe solennelle (Op. 16) qu'il élabore pour chœur et orchestre avant que Widor ne lui conseille de réduire l'instrumentation à deux orgues et chœur, effectif plus commode dans les dispositions d'une église et dans le cadre de la liturgie. L'œuvre est créée à Saint-Sulpice par le maître et son élève, désormais organiste de Notre-Dame.

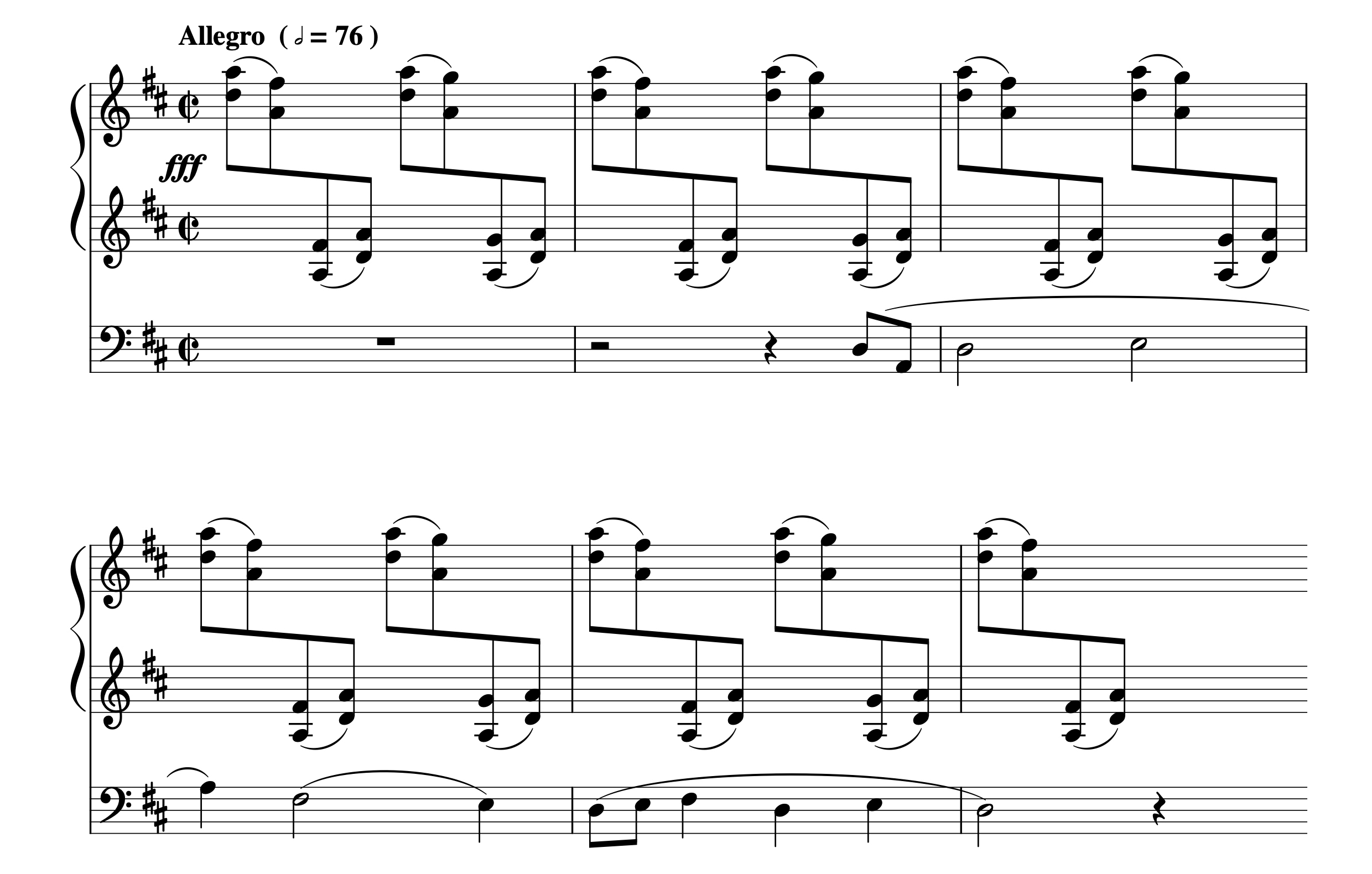
Début du célèbre Final de la Première symphonie pour orgue (Op. 14) (1899) que Vierne arrangera pour orgue et orchestre pour sa tournée aux États-Unis en 1927.

Aux années heureuses et enthousiasmantes que connaît Vierne au tournant du siècle, l'inspiration change moins d'une dizaine d'années après. La Symphonie en la mineur (Op. 24) pour orchestre, si elle est un cri de révolte contre les tumultes de la vie conjugale qu'il traverse, se rattache au grand courant symphoniste ouvert par César Franck, avec sa Symphonie en ré mineur, et suivi par tous ses disciples : d'Indy, Magnard, Ropartz, Dukas ou Chausson. Vierne fréquente les grands musiciens de son époque qui nourrissent, encouragent et stimulent sa création musicale. Les critiques reconnaissent très vite chez Vierne l'étoffe d'un grand compositeur dont les œuvres sont dédiées ou créées par les grands interprètes du moment tels que Raoul Pugno, Eugène Ysaÿe, Pablo Casals, José Iturbi ou encore Jacques Thibaud.
Après des années d'isolement et l'interruption de sa production (Vierne compose mais ne publie pas toutes ses œuvres pendant les années de guerre) le monde musical n'ignore pas sa musique bien qu'elle soit très différente de l'esthétique et des éclosions des années folles. En mai 1922, un concert est donné dans une des salles Pleyel où sont exécutés son Quintette (Op. 42) et ses Cinq Poèmes de Baudelaire (Op. 45). Le Monde musical relate le concert en ces termes : « L. Vierne est l'un des plus nobles musiciens de notre époque, mais trop modeste, trop perdu dans ses rêves, il a vécu isolé et il n'a pas toujours eu la place qu'il méritait. » Le style de Vierne semble évoluer à partir des années 1920. Il écrit dans Le Courrier Musical à propos de la musique d'orgue : « L'évolution du style de l'orgue se fait musicalement parlant dans le sens de la coloration. La multiplicité des timbres mise à la disposition des organistes en entraîne ceux-ci à enrichir leur palette de plus en plus. » Tous les changements musicaux ne sont néanmoins pas du goût de Vierne qui, en 1928 dans un entretien au Guide du concert, note une certaine décadence générale due « à la transformation de notre vie intérieure, à son appauvrissement certains sous l'empire des mille sollicitations créées par l'accélération de la vie. »

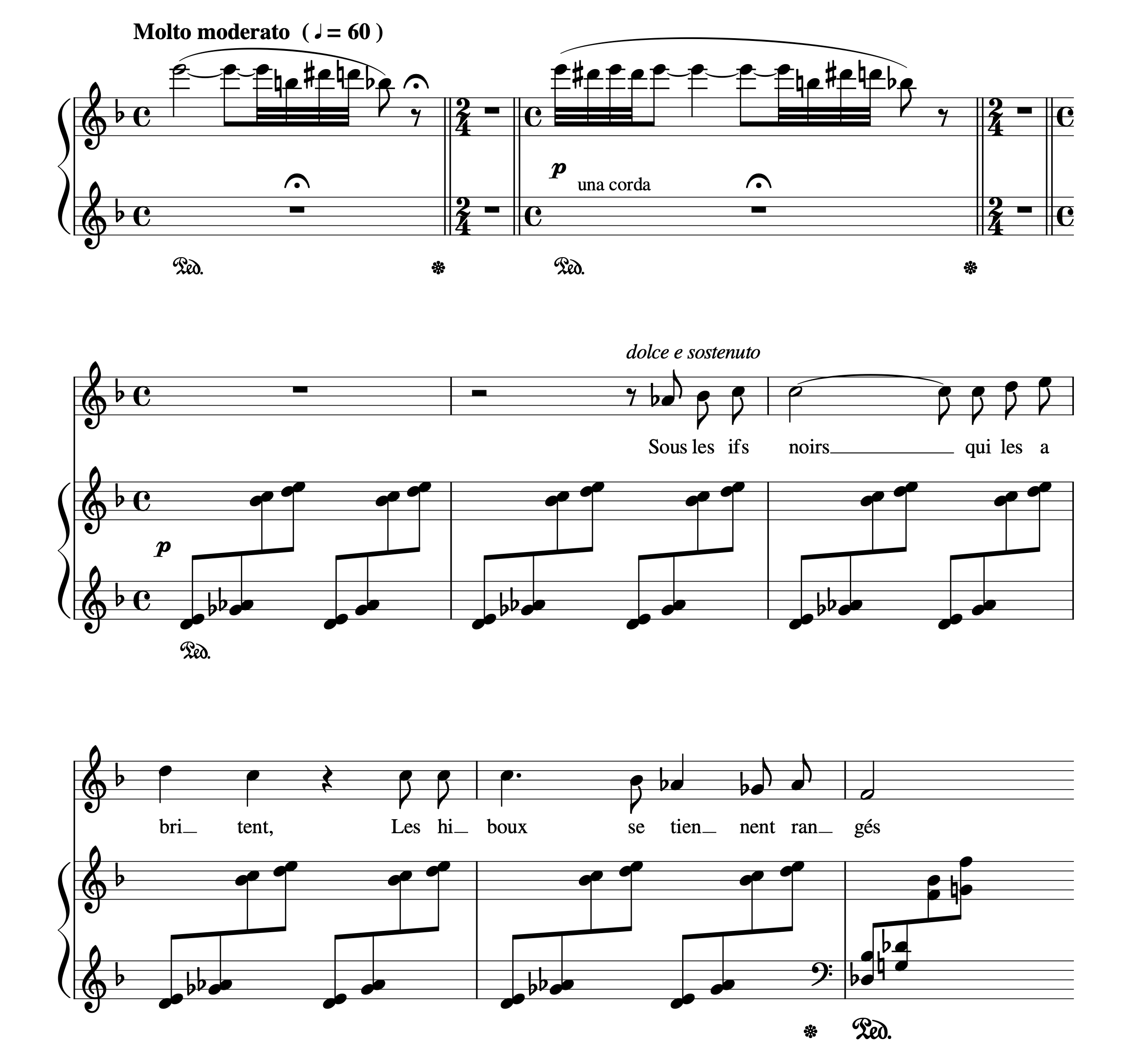
Les Hiboux, dernier des Cinq Poèmes de Baudelaire (Op. 45) pour voix et piano (1919) — rappelant Debussy.

Les œuvres de Vierne à partir de la fin des années 1920, disons à partir [des] Angélus (Op. 45) (1929), se développent dans un langage plus modal, épuré, parfois moins sombre et tourmenté comme au contraire baigné davantage de lumière. Son Triptyque (Op. 58) (1929-1931) où figure la Stèle pour un enfant défunt ainsi que sa Messe basse pour les défunts (Op. 62) (1934), dernière œuvre pour orgue, retrouvent un climat en-dehors du temps, léger et méditatif. Bernard Gavoty qualifie l'Élévation de cette dernière œuvre comme se situant « au-delà de la tristesse, dans une région surnaturelle. » C'est au cours d'un concert, le 3 juin 1935, à Notre-Dame de Paris, que Maurice Duruflé interprète l'œuvre à côté de la Sixième Symphonie (Op. 59) pour orgue en intégralité.

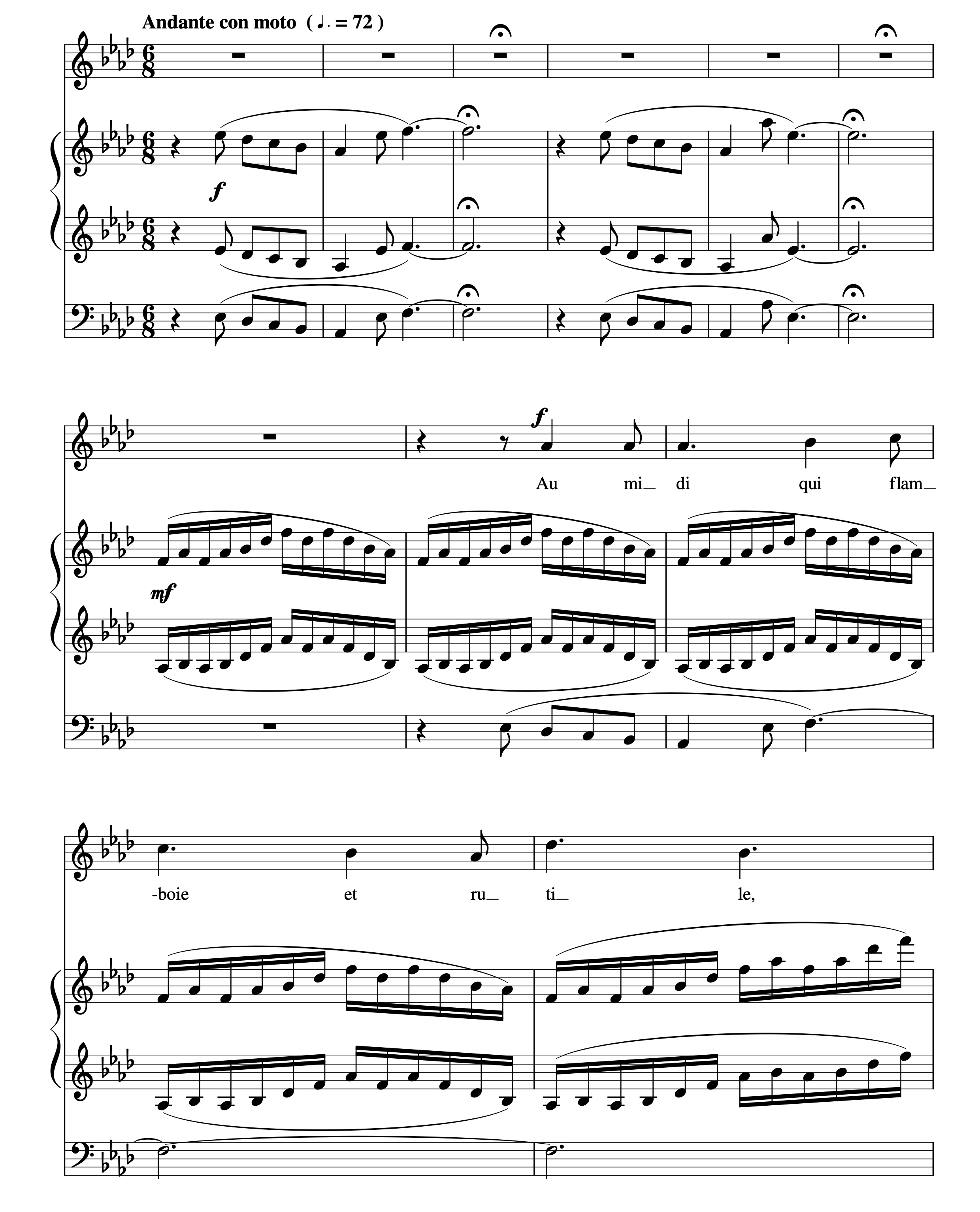
À midi extrait [des] Angélus (Op. 57) pour voix et orgue (1929).

Vierne synthétise l'œuvre de ses maîtres ; il poursuit l'usage et la conduite de grandes et belles lignes mélodiques comme Franck et développe à l'orgue une écriture grandiose conçue pour les grands instruments de Cavaillé-Coll qu'il a lui-même connu et dont on sait l'influence sur l'écriture symphonique entamée par Guilmant et Widor. Franck Besingrand analyse toute la production de Vierne et conclut à l'omniprésence de trois grands thèmes parcourant toute l'œuvre : la mort, les fantômes, les revenants ; mais aussi les cloches (Angélus, Carillons, etc.) ; et enfin le soir et la nuit. Le langage musical de Vierne se caractérise d'abord par « une coloration harmonique reconnaissable entre toutes. » Hérité de Franck, on remarque un lyrisme solidement appuyé par une recherche harmonique n'excluant pas des modulations parfois inattendues. L'influence de Widor se caractérise sans doute dans la rigueur de la forme et de la construction. Admirant profondément la musique de Wagner, Vierne en retient le chromatisme, parfois exacerbé dans l'écriture, qui peut mener à « une instabilité tonale par le jeu des modulations hardies et savantes. » L'influence de l'œuvre de Fauré se fait également sentir dans les œuvres de Vierne où le raffinement de l'harmonie et l'équilibre entre les parties révèlent une musique particulièrement émouvante ; F. Besingrand cite Venise extrait des Soirs étrangers (Op. 56) pour illustrer cet aspect :

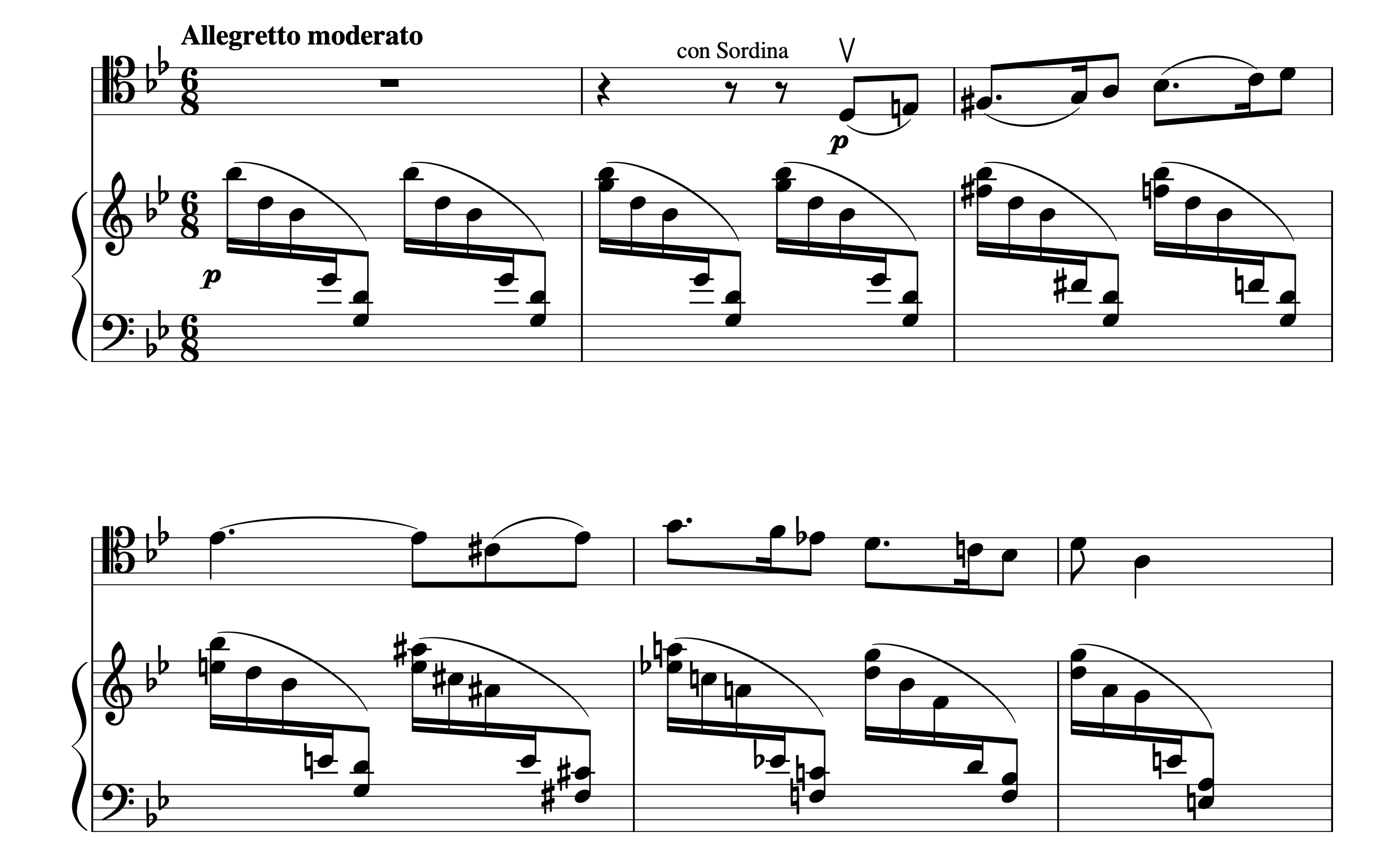
Venise, troisième pièce des Soirs étrangers (Op. 56) pour violoncelle et piano (1928).

Les œuvres de Ravel et de Debussy ne laissent pas Vierne indifférent et bien qu'il désapprouve certaines pages d'autres au contraire l'intéressent beaucoup. Norbert Dufourcq défend que la musique de Vierne se caractérise par « le chromatisme, la somptuosité harmonique et une rythmique accusée. » S'il demeure sensible aux langages harmoniques de son temps Vierne ne s'éloigne pas d'un certain cadre formel dans la construction de ses œuvres hérité de ses maîtres. Si l'on reproche souvent l'excès de ce mouvement chromatique qui assombrit l'ensemble, Vierne hérite de Franck l'expression de la mélodie. Aussi, les ostinatos souvent amenés de manière poétique, sur lesquels se tisse une mélodie n'est pas chose rare non plus dans sa musique. Au niveau rythmique Vierne peut surprendre et l'agitation de certaines pages laisseraient préfigurer les œuvres de Prokofiev. F. Besingrand parle très justement d'une écriture qui évoque un balancement, voire un trébuchement, avec l'utilisation de rythmes syncopés — c'est parfois aussi le balancement des cloches, thème cher à Vierne. L'écriture choral est également employée par Vierne héritée de son métier d'organiste. À des pages fauréennes aux accords faits de tierces, de sixtes majeures il fait intervenir des superpositions de quartes et des quintes. Vierne a souvent recours à des accords de quintes augmentées, de septièmes diminuées ou de neuvièmes. Les enchaînements diatoniques rappellent parfois Debussy. L'audace de moduler dans des tons relativement éloignés rapproche même la partition de l'atonalité parfois. Vierne demeure dans l'ensemble de son œuvre comme un très grand coloriste.

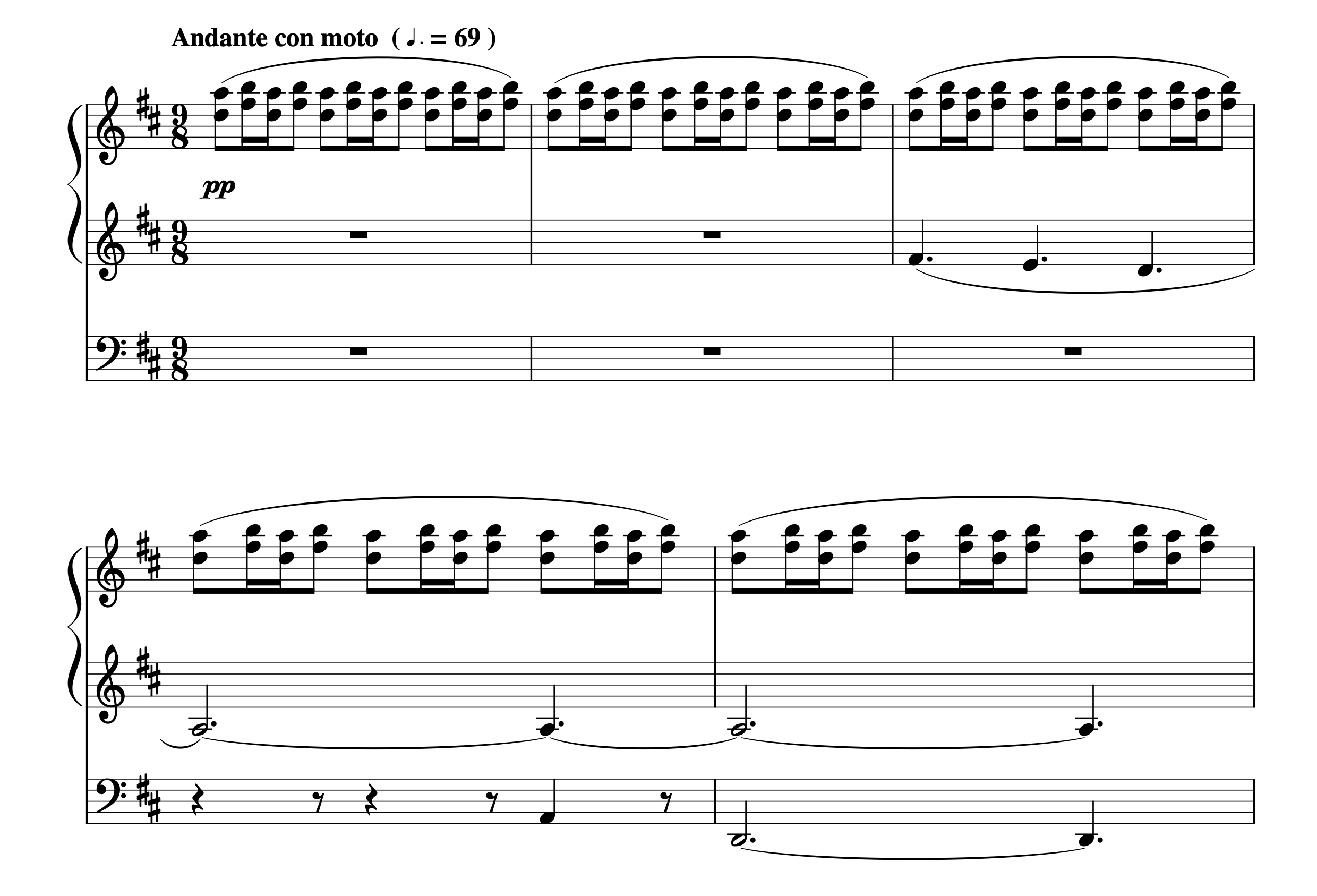
Le Carillon de Westminster, extrait de la Suite III des Vingt-quatre Pièces de fantaisie (Op. 54), une des œuvres de Vierne les plus jouées depuis sa création.

## Œuvre

### Musique d'orgue

#### Orgue seul
- Allegretto en si mineur, op. 1 (éd. 1894)
- Verset fugué sur « In exitu Israël » (éd. 1894)
- Communion, op. 8 (1894) (réd. en 1900)
- Prélude funèbre, op. 4 (éd. 1896)
- Symphonie n°1 (en ré mineur), op. 14 (1898-1899)
- Symphonie n°2 (en mi mineur), op. 20 (1902-1903)
- Symphonie n°3 (en fa dièse mineur), op. 28 (1911)
- Messe basse, op. 30 (1912)
- Vingt-quatre Pièces en style libre, op. 31 (1913-1914)
- Symphonie n°4 (en sol mineur), op. 32 (1914)
- Prélude en fa dièse mineur (éd. 1914)
- Symphonie n°5 (en la mineur), op. 47 (1923-1924)
- Vingt-quatre Pièces de fantaisie, opp. 51-53-54-55 (1926-1927)
- Triptyque, op. 58 (1929-1931)
- Symphonie n°6 (en si mineur), op. 59 (1930)
- Messe basse pour les défunts, op. 62 (1934)

#### Orgue et ensemble
- Marche triomphale du centenaire de Napoléon Ier pour trois trompettes, trois trombones, trois timbales et orgue, op. 46 (1921)

### Musique vocale

#### Mélodies
- Deux Mélodies, pour chant et piano, sur des poèmes de Paul Gobillard et Maurice Léna, op. 10 (1895-1896)
- Trois Mélodies, pour chant et piano, sur des poèmes de Théophile Gautier et Paul Verlaine, op. 11 (1895-1896)
- Trois Mélodies, pour chant et piano, sur des poèmes de Paul Verlaine et Leconte de Lisle, op. 18 (1897)
- Dors, chère Prunelle, pour chant et piano, sur un poème de Catulle Mendès, op. 19 (1898)
- Trois Mélodies, pour chant et piano, sur des poèmes de Paul Verlaine, Carly Timun et Victor Hugo, op. 13 (1899)
- Trois Mélodies ou Trois Motets, op. 21 (ca. 1900) (œuvre perdue)
- Trois Mélodies, pour chant et piano, sur des poèmes de Paul Verlaine, Leconte de Lisle et Villiers de l'Isle Adam, op. 26 (1903)
- Vocalise-étude, pour voix grave et piano, op. 40 (1907)
- Stances d'Amour et de Rêve, pour chant et piano, sur des poèmes de Sully Prudhomme, op. 29 (1912)
- Spleens et Détresses, pour chant et piano, sur des poèmes de Paul Verlaine, op. 38 (1917)
- Cinq poèmes de Charles Baudelaire, pour chant et piano, op. 45 (1919)
- Les roses blanches de la lune, pour chant et piano, sur un poème de Jean Richepin, (ca. 1925)
- Le Poème de l'Amour, pour chant et piano, sur des poèmes de Jean Richepin, op. 48 (1924)
- Quatre Poèmes grecs, pour chant et piano, sur des poèmes d'Anna de Noailles, op. 60 (1930)

#### Voix et orchestre
- Praxinoé, légende lyrique pour solistes, chœur et orchestre, sur un texte d'Ambroise Colin, op. 22 (1903-1905)
- Les Djinns, poème symphonique pour chant et orchestre, sur un poème de Victor Hugo, op. 33 (1912)
- Psyché, poème symphonique pour chant et orchestre, sur un poème de Victor Hugo, op. 34 (1914)
- Éros, poème symphonique pour chant et orchestre, sur un texte d'Anna de Noailles, op. 37 (1916)
- Dal Vertice, ode lyrique pour ténor et orchestre, sur un poème de Gabriele D'Annunzio, op. 41 (1917)
- Ballade du désespéré, poème symphonique pour chant et orchestre, sur un texte de Henry Murger, op. 61 (1931)

#### Voix et orgue
- Tantum ergo, pour une ou quatre voix et orgue, op. 2 (1886)
- Ave Maria, pour soprano ou ténor et orgue, op. 3 (1890)
- Ave verum, pour soprano ou ténor et orgue, op. 15 (1899)
- Messe solennelle en ut dièse mineur, pour chœur à quatre voix mixtes et deux orgues, op. 16 (1900)
- Cantique à Saint-Louis de Gonzague, pour ténor, chœur et orgue, (1926)
- Les Angélus, triptyque pour chant et orgue, sur un poème de Jehan Le Povremoyne, op. 57 (1929)

### Piano
- Deux Pièces, op. 7 (1893)
- Feuillets d'album, op. 9 (ca. 1894-1895) (œuvre perdue)
- Suite bourguignonne, op. 17 (1899)
- Air à danser, (1899)
- Airs de danse, (ca. 1911-1912)
- Douze Préludes, op. 36 (1914-1915)
- Trois Nocturnes, op. 35 (1915-1916)
- Poème des cloches funèbres, op. 39 (1916)
- Silhouettes d'enfants, op. 43 (1918)
- Solitude, op. 44 (1918)
- [Pièce pour piano][228], op. 49 (1922)

### Musique de chambre
- Quatuor à cordes, op. 12 (1894)
- Deux pièces, pour alto et piano, op. 5 (1894-1895)
- Largo et Canzonetta, pour hautbois et piano, op. 6 (1896)
- Sonate pour violon et piano, op. 23 (1905-1907)
- Vocalise-étude, pour cor et piano, op. 40 (1907) (éd. 1923)
- Rhapsodie, pour harpe, op. 25 (1909)
- Sonate pour violoncelle et piano, op. 27 (1910)
- Quintette pour piano et cordes, op. 42 (1917-1918)
- Soirs étrangers, pour violoncelle et piano, op. 56 (1928)

### Symphonie et Œuvres concertantes
- Symphonie en la mineur, op. 24 (1907-1908)
- Poème, pour piano et orchestre, op. 50 (1925)
- Ballade, pour violon et orchestre, op. 52 (1926)
- Pièce Symphonique, pour orgue et orchestre, (1926)

### Improvisations et Transcriptions
- Trois Improvisations, pour orgue (1928) (reconstituées par Maurice Duruflé) (éd. 1954)
- Improvisation, pour orgue (1928) (reconstituée par Jean-Michel Louchart) (éd. 2005)
- « Sicilienne » extraite de la Sonate pour flûte et clavecin, (BWV 1031) de J.-S. Bach transcrite pour orgue (1894)
- Cinq Pièces pour harmonium, FWV 26 (1864) de César Franck transcrites pour orgue (1901)
- Deux Chansons populaires roumaines harmonisées (?) (ca. 1921)
- « Prélude » extrait des Morceaux de fantaisie, op. 3 (1892) de Sergueï Rachmaninov transcrit pour orgue (1932)

## Discographie sélective

### Enregistrement de Vierne à l'orgue deNotre-Dameen 1928
- Œuvres de Bach : BWV 533, 542, 615, 625, 637, 727 - « Andantino » des Vingt-quatre Pièces de fantaisie - Trois Improvisations dans Orgues et organistes français du XXe siècle (1900-1950), (CD 1/5), EMI, 2002[229].

### Orgue
- L'intégrale des œuvres pour orgue, par Ben Van Oosten (en), aux orgues de Saint-Ouen de Rouen, Saint-Sernin de Toulouse, Saint-François-de-Sales de Lyon et Saint-Antoine-des-Quinze-Vingts de Paris, MDG, (3 vol. 9 CDs), 1996-2000.
- L'œuvre d'orgue intégral, par Christine Kamp (avec W. Dijkstra, V. Guillorit, l'Ensemble Nieuwe Musik dir. R. Nieuwint et le Holland Symfonia Haarlem dir. E. Florio), aux orgues de Saint-Ouen de Rouen, Saint-Sernin de Toulouse, et de la Philharmonie de Haarlem (nl) (Pays-Bas), Festivo, (4 vol. 8 CDs), 1999-2006.
- L'œuvre d'orgue intégral, par Pierre Cochereau et George Baker (avec l'Ensemble de Cuivres Magnifica, J. Marichal, la Maîtrise de la Résurrection dir. F. Bardot, la Maîtrise et Chœurs de N.-D. de Paris dir. J. Revert) aux orgues de Notre-Dame de Paris et de Saint-Ouen de Rouen, Solstice, (6 vol. 8 CDs), 1975-1994.
- L'Œuvre d'orgue, par Pierre Labric, aux orgues de Saint-Sernin de Toulouse et de Saint-Ouen de Rouen, réd. Solstice, (3 vol. 8 CDs), 1969-1973.
- Les Vingt-quatre Pièces de fantaisie, les Vingt-quatre Pièces en style libre, la Sixième Symphonie et la Stèle pour un enfant défunt, par Gaston Litaize, au grand orgue de l'Église Saint-François-Xavier de Paris, réd. Erato, (4 CDs), 1970-1978.
- Les Six Symphonies, par Daniel Roth et Stephen Tharp (en), au grand orgue de Saint-Sulpice de Paris, Æolus, (3 vol. 4 CDs), 2003-2014.
- Les Six Symphonies, par Jeremy Filsell, au grand orgue de Saint-Ouen de Rouen, Brilliant Classics-Signum Records, (3 CDs), 2004.
- Les Six Symphonies, par Hans-Eberhard Roß, au grand orgue de Saint-Martin de Memmingen (Bavière), Audite, (3 vol. 3 CDs), 2011-2013.
- Les Vingt-quatre Pièces de fantaisie, par Daniel Bruun, au grand orgue de l'Église Helleruplund (en) de Copenhague, Gateway music, (2 CDs), 2020.
- Les Vingt-quatre Pièces de fantaisie, par Kay Johannsen (de), au grand orgue de Notre-Dame de Dresde, Carus, (2 vol. 2 CDs), 2007.
- Les Vingt-quatre Pièces de fantaisie, par Olivier Latry, au grand orgue de Notre-Dame de Paris, BNL, (2 CDs), 1988.
- Les Vingt-quatre Pièces de fantaisie, par Bernhard Buttmann, au grand orgue de l'Université de la Ruhr à Bochum, Motette, (2 CDs), 2003.
- Les Vingt-quatre Pièces en style libre, par Jacques Amade, au grand orgue de Saint-Joseph de Marseille, Chamade, (2 CDs), 1992.
- Les Vingt-quatre Pièces en style libre, par Georges Bessonnet, au grand orgue de la cathédrale de Périgueux, Syrius, (2 CDs), 2008.
- Deuxième Symphonie, par Pierre Cochereau au grand orgue de Notre-Dame de Paris, réd. Solstice, 1955.
- Symphonies 1 à 4, par Marie-Claire Alain, au grand orgue de Saint-Étienne de Caen, Erato, (2 CDs), 1989.
- Symphonies 1 et 2 par Yves Castagnet au grand orgue de Saint-Ouen de Rouen, Sony, 1993.
- Symphonies 2 et 3, par Colin Walsh, au grand orgue de la Cathédrale de Lincoln, Priory Records, 1993.
- Symphonies 2 et 3, par Olivier Latry, au grand orgue de Notre-Dame de Paris, BNL, 1988.
- Symphonies 3 et 6, par Bruno Mathieu, au grand orgue de Saint-Sébastien de Nancy, Naxos, 1995.
- Symphonies 3 et 5, par Samuel Kummer, au grand orgue de Notre-Dame de Dresde, Carus, 2007.
- Troisième Symphonie, Trois Pièces en style libre - Prélude funèbre, par Daniel Roth, au grand orgue de Saint-Antoine-des-Quinze-Vingts de Paris, Motette, 1983.
- Quatrième Symphonie, Messe basse, Prélude funèbre et Trois Improvisations, par Wolfgang Rübsam, au grand orgue de Saint-François-de-Sales de Lyon, Ifo Classics, 1999.
- Quatrième Symphonie, par André Marchal, au grand orgue du Studio 104 de Radio France (live), éd. Solstice, 1972.
- Sixième Symphonie par Olivier Latry, au grand orgue de la cathédrale nationale de Washington (live), JAV Recordings, 2007.
- Sixième Symphonie - Suite IV des Vingt-quatre Pièces de fantaisie, par János Pálúr, au grand orgue de Saint-Sernin de Toulouse, Lade-Plein Jeux, 1999.
- Quatorze Pièces de fantaisie, par Winfried Bönig, au grand orgue d'Azkoitia, Ambitus, 1998.

### Voix et orgue
- Messe solennelle - Trois Pièces de fantaisie - Improvisation Hommage à Louis Vierne, par P. Pincemaille (avec F. Saint-Yves, la Maîtrise des Hauts-de-Seine, chœur d’enfants de l’Opéra national de Paris dir. F. Bardot), au grand orgue de Saint-Denis, Forlane, 1998.
- Messe solennelle - Deux Pièces de fantaisie - Deux Pièces en style libre, par Michel Bouvard (avec Yasuko Uyama-Bouvard et le Chœur Les Éléments dir. J. Suhubiette), au grand orgue de Saint-Sernin de Toulouse, Tempéraments, 1996.
- Messe solennelle, par Philippe Lefebvre, Yves Castagnet et la Maîtrise de Notre-Dame dir. Nicole Corti, au grand orgue de Notre-Dame de Paris, Hortus, 2007.
- Les Angélus, par Marie-Noëlle Cros (chant) et Franck Besingrand (orgue), au grand orgue de Saint-Amans de Rodez, Hortus, 2015.
- Les Angélus, par Noémi Rime (chant) et Helga Schauerte (orgue), au grand orgue du Grand-Bornand, Syrius, 1998.
- Les Angélus, par Anne Richards (chant) Colin Walsh (orgue), au grand orgue de la cathédrale de Salisbury, Priory Records, 1984.

### Musique vocale
- Mélodies (vol. 1) : Spleens et Détresses - Quatre Poèmes grecs - Cinq Poèmes de Charles Baudelaire, par Mireille Delunsch (chant) et François Kerdoncuff (piano), Timpani, 1997.
- Mélodies (vol. 2) : Le Poème de l'Amour - Les roses blanches de la lune - Stances d'Amour et de Rêve - L'heure du Berger, par Mireille Delunsch (chant) et François Kerdoncuff (piano), Timpani, 2004.
- Le Poème de l'Amour - Psyché - Ballade du désespéré, par Michael Bundy (chant) et Jeremy Filsell (piano), Naxos, 2003-2007.
- Les Djinns - Éros - Ballade du désespéré - Psyché, par Steve Davislim (chant) et le Queensland Symphony Orchestra (en) dir. Guillaume Tourniaire, Melba Recordings, 2009.

### Musique de chambre
- Intégrale de la musique de chambre, par A. Galpérine, F. Kerdoncuff, P. Zanlonghi, le Quatuor Phillips, O. Carracilly, Y. Chiffoleau, C. Moreaux et O. Gardon, Timpani, (2 CDs), 1990.
- Sonate pour violon et piano - Suite bourguignonne trans. pour violon et piano - Ballade, par Dominique Hofer (violon) et Frédérique Troivaux (piano), Hortus, 2018.
- Sonate pour violoncelle et piano par Valérie Aimard (violoncelle) et Cédric Tiberghien (piano), Lyrinx, 2002.
- Quintette - Sonate pour violon et piano, par Jean Hubeau (piano), Olivier Charlier (violon) et le Quatuor Viotti, Erato, 1983-1990.
- Quintette - Quatuor, par Gabriel Tacchino et le Quatuor Athenaeum-Enesco, Pierre Verany, 2000.
- Quintette, par l'Ensemble Calliopée (M. Lovett, C. Giovaninetti, K. Lethiec, F. Audibert et F. Lagarde), Hortus, 2016.

### Piano
- Intégrale de l'œuvre pour piano, par Georges Delvallée, Arion, (2 CDs), 1992-1994.
- L'œuvre pour piano, par Olivier Gardon, Timpani, (2 CDs), 1994.
- L'œuvre intégral pour piano, par Jürgen Geiger, Ifo Classics, (2 CDs), 2017.
- Douze Préludes - Silhouettes d'enfants - Trois Nocturnes, par Frédérique Troivaux, Hortus, 2016.
- Douze Préludes - Solitude - Nocturne, par Mūza Rubackytė, Brilliant Classics, 2014.
- Douze Préludes, par Antoine Reboulot, CBC Records, 1995.
- Douze Préludes - [Pièce pour piano, op. 49] - Suite bourguignonne - Nocturne - Chanson pour Avril, op. 60, par Jean Dubé, Syrius, 2015.

### Orchestre
- Symphonie - Poème pour piano et orchestre, par l'Orchestre Philharmonique de Liège dir. P. Bartholomée et F. Kerdoncuff (piano), Timpani, 1996.

### Ouvrages généraux
- Louis Vierne, Mes souvenirs - Journal (fragments), L’Orgue, Cahiers et mémoires, no 134 bis-135 bis, 1995 (1re éd. 1970), 192 p.
- Louis Vierne, Méthode d'Orgue, L’Orgue, Cahiers et mémoires, no 37, 1987, 84 p.
- In Memoriam Louis Vierne (1870-1937), Paris, Desclée de Brouwer & Cie - Secrétariat Général des Amis de l’Orgue, 1939, 228 p.
- Henri Doyen, Mes leçons d'orgue avec Louis Vierne. Souvenirs et témoignages, Paris, Éditions de musique sacrée, 1966, 125 p.
- Jean Bouvard, Les maîtres de l’orgue et l’improvisation — Hommage à Louis Vierne, L'Orgue, Cahiers et mémoires, no 32, 1984, 76 p.
- Emmanuel Sauvlet, Les six symphonies pour orgue de Louis Vierne (1870-1937). Situation historique et analyse musicale, L’Orgue, Cahiers et mémoires, no 47, 1992, 124 p.
- Rollin Smith, Louis Vierne : Organist of Notre-Dame Cathedral, Hillsdale, Pendragon Press, coll. « The Complete Organ » (no 3), 2009, 832 p.
- Franck Besingrand, « Louis Vierne », dans Orgues Nouvelles, no 35, janvier 2017, p. 4-15.
- Günter Lade, Orgel und Organisten der Kathedrale Notre-Dame in Paris. Vol. 2 : Die Kathedrale und ihre Orgel sowie Louis Vierne, Léonce de Saint-Martin und ihre Zeit, Schönau an der Triesting, Edition Lade, 2020, 656 p.
- Marie-Christine Steinmetz, Une histoire de tribune : de Louis Vierne à Pierre Cochereau : Léonce de Saint-Martin (1886-1954) organiste titulaire du grand orgue de Notre-Dame de Paris, Paris, Association Boëllmann-Gigout, 2024, 360 p.

### Biographies
- Bernard Gavoty, Louis Vierne : La vie et l'œuvre, Paris, Buchet/Chastel, 1980 (1re éd. 1943), 322 p.
- Franck Besingrand, Louis Vierne, Paris, Bleu nuit éditeur, coll. « Horizons » (no 28), 2011, 176 p.